# Équipe des Pays-Bas de football
Cet article traite de l'équipe masculine. Pour l'équipe féminine, voir Équipe des Pays-Bas féminine de football.
Maillots
Actualités
L'équipe des Pays-Bas de football (en néerlandais : Nederlands voetbalelftal) est constituée d'une sélection des meilleurs joueurs néerlandais sous l'égide de la Fédération royale néerlandaise de football (KNVB).
L'équipe des Pays-Bas remporte le Championnat d'Europe de football 1988 et atteint à trois reprises la finale de la Coupe du monde, en 1974, 1978 et 2010. Célèbre durant les années 1970 pour son « football total », ses joueurs sont surnommés par le nom néerlandais Oranjes du fait la couleur historique des Pays-Bas, l'orange, dans laquelle ils jouent.
L'équipe des Pays-Bas joue la plupart de ses rencontres à domicile à la Johan Cruyff Arena à Amsterdam, baptisée d'après l'un des meilleurs joueurs de son histoire, Johan Cruyff. Elle compte au cours du temps parmi les meilleurs joueurs au monde et est constamment classée dans la partie supérieure du classement mondial de la FIFA, décrochant brièvement la première place en 2011.
Le sélectionneur de l'équipe des Pays-Bas est Ronald Koeman depuis 2023.

## Histoire

### Les débuts (avant la Première Guerre mondiale)

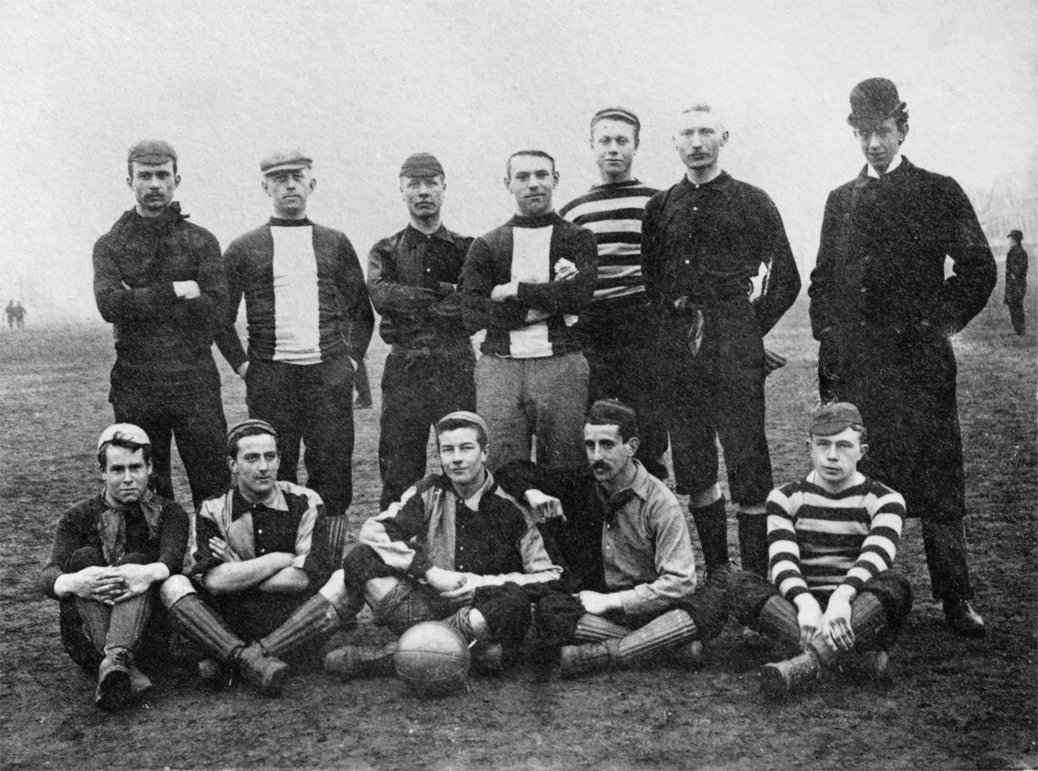
La sélection néerlandaise avant le match contre Felixstowe, le 6 février 1894.

Les premiers matchs internationaux des clubs néerlandais sont marqués par les débuts des duels fratricides avec les clubs de la Belgique voisine. Le 30 mars 1890, le plus ancien club belge, le Royal Antwerp Football Club, fondé par les Anglais et alors formé presque exclusivement de joueurs britanniques, dispute un match contre Concordia à Rotterdam. L'année suivante, une sélection de la ville néerlandaise reçoit les « Belges anglais ». D'autres matchs entre équipes néerlandaises et belges, mais aussi britanniques, suivent. Le Sparta Rotterdam fait à cet égard office de pionnier. Dès le 8 décembre 1889, la Fédération néerlandaise de football ou NVB – regroupée jusqu'en 1895 au sein de la « fédération néerlandaise de football et d'athlétisme » (NVAB, Nederlandsche Voetbal- en Athletische Bond) – est fondée. Quatre ans plus tard, le 6 février 1894, le premier match international de la NVAB est joué. Une sélection de joueurs de cinq clubs – jouant avec les maillots de leurs clubs respectifs – rencontre le Felixstowe FC (en), qui avait déjà fait un match nul contre le Sparta plus tôt dans la journée, et perd contre les Anglais (0-1). Au cours des années suivantes, la plupart des adversaires de la sélection néerlandaise sont des équipes anglaises, dont des clubs tels que le village de Saxmundham, battu par le onze de la NVAB (9-2). En fin de compte, les équipes anglaises tiennent un rôle de sparring-partner en aidant le football néerlandais à se mettre sur pied. Le 3 décembre 1900, un « onze de la fédération » – avec des joueurs de l'Ajax Leiden (en), du HBS Craeyenhout, du VV La Haye, du RAP Amsterdam (en), de Vitesse et du Wageningen Victoria (nl) – l'emporte contre Preussen Berlin à La Haye (5-1).

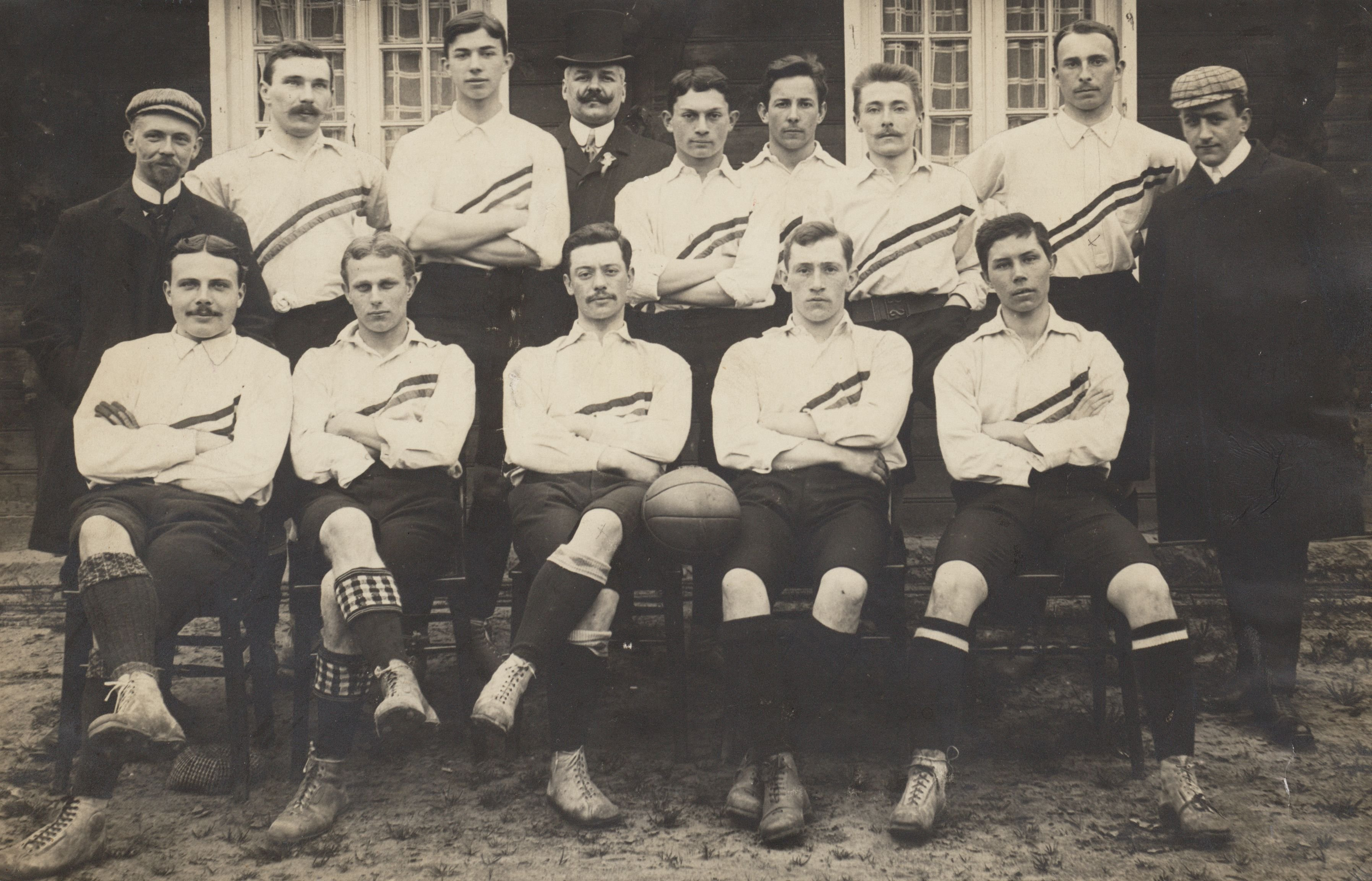
L'équipe néerlandaise avant son premier match international.

En mai 1904, la NVB est parmi les membres fondateurs de la FIFA, tandis que la Belgique et la France jouent leur premier match international. La NVB planifie elle aussi ses débuts internationaux et dispute un match de préparation le 21 avril 1905 contre les London Caledonians (2-3). Le 30 avril 1905 à Anvers et devant 800 spectateurs, les Pays-Bas jouent leur premier match international contre la Belgique. Les joueurs sont sélectionnés par une commission de cinq membres de la fédération néerlandaise. La sélection est exclusivement hollandaise, tous les joueurs venant des provinces de Hollande-Septentrionale et de Hollande-Méridionale. À la fin du temps réglementaire, le score est d'un but partout après l'ouverture du score par Eddy de Neve (en) puis l'égalisation belge d'un but contre son camp de Ben Stom (en). Le match décernant un trophée (la « Coupe van den Abeele »), une prolongation est jouée, lors de laquelle Eddy de Neve marque trois nouveaux buts, offrant la victoire aux Néerlandais (4-1). Pour cette première et les prochains matchs, l'équipe ne porte pas de maillot orange, mais une chemise blanche avec des rayures aux couleurs du drapeau national.

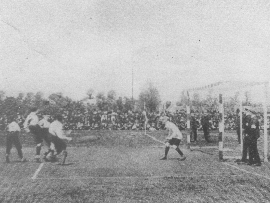
Scène devant le but belge lors de la deuxième rencontre le 14 mai 1905 (5-0).

Trois autres matchs contre les Belges se tiennent en 1905 et 1906, avant une première confrontation des Néerlandais contre une sélection issue du « berceau du football ». Pour ce match contre l'Angleterre amateur, le comité de sélection de la NVB convoque pour la première fois des joueurs de l'est du Royaume. Les Anglais montrent aux Néerlandais leurs limites : après cinq minutes de jeu, ils mènent déjà de deux buts, avant que Blume ne réduise l'écart. À la mi-temps les amateurs insulaires portent le score à 1-5 et avant la fin du match, le gardien Beeuwkes doit même huit fois récupérer le ballon au fond de ses filets. Pour trois des nouveaux joueurs internationaux, dont van Beek et Blume, leur carrière internationale se termine déjà.
Après deux nouvelles défaites contre la Belgique, les Néerlandais se rendent le 21 décembre 1907 à Darlington pour une revanche contre les Britanniques, Bok de Korver faisant son retour – sur pression de la presse – dans l'équipe composée à nouveau uniquement de joueurs occidentaux. Pour ce match, un nouvel uniforme de jeu est conçu : maillot orange à bords blancs, pantalon blanc, bas noirs avec bordures orange et blanc. Le gardien de but Lo La Chapelle remplace Beeuwkes entre les poteaux et devient le détenteur du record de buts encaissés dans les cages néerlandaises. Il encaisse un premier but quelques secondes après le coup d'envoi, par Vivian Woodward. Onze autres suivent jusqu'au coup de sifflet final, dont cinq du seul Harold Stapley. La rencontre se termine sur le score de 2-12, Cas Ruffelse (nl) réduisant l'écart à 1-5 et inscrivant le dernier but de la partie. Il s'agit de la plus lourde défaite de l'histoire du onze néerlandais et de l'unique match international de La Chapelle, qui est néanmoins retenu pour les Jeux olympiques l'année suivante.

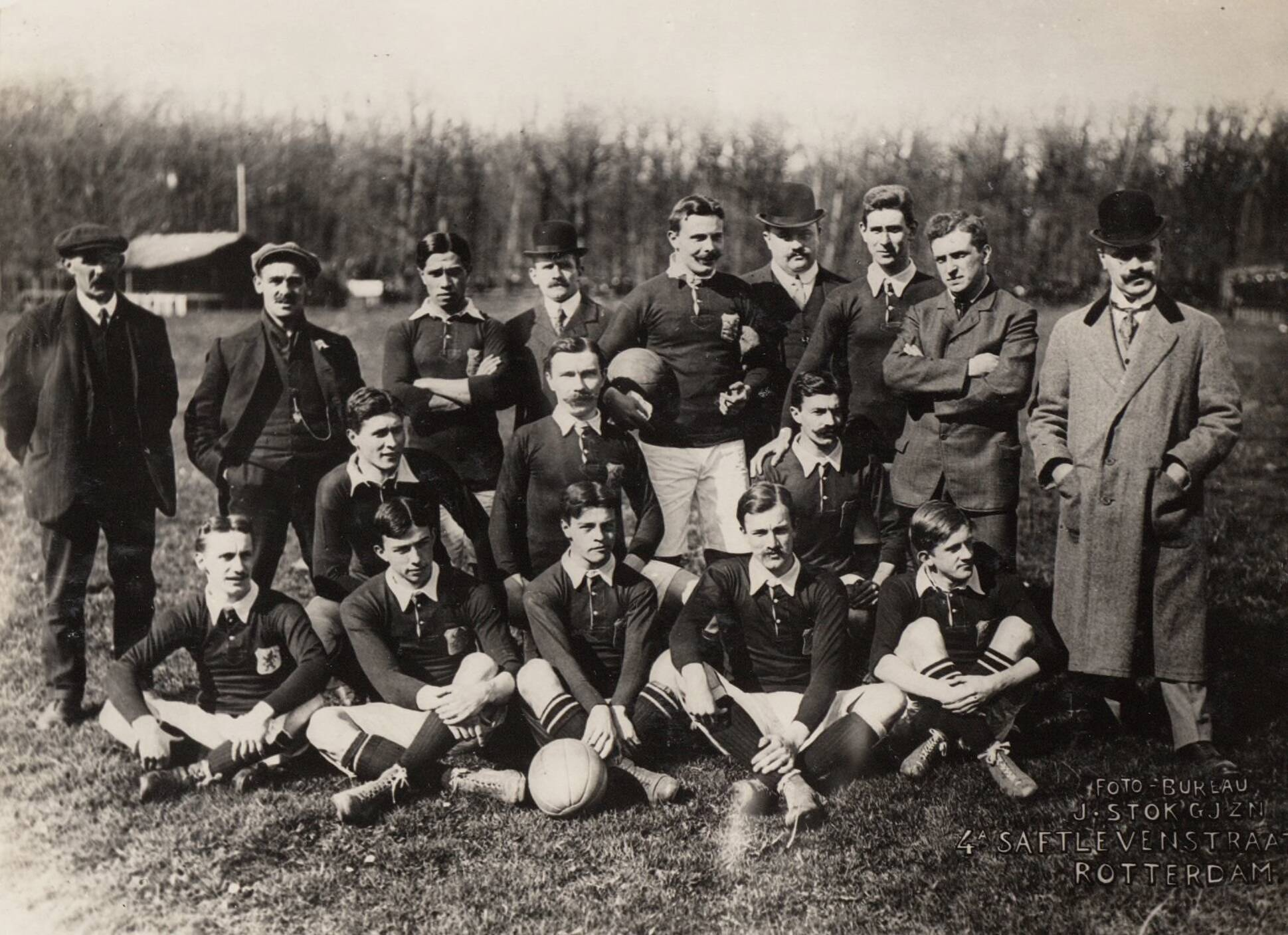
L'équipe nationale néerlandaise contre la Belgique, le 10 avril 1910 (7-0).

Ce dernier match n'est pas sans effet, il pousse la fédération à privilégier davantage la formation des joueurs. Le système de formation anglais sert de modèle et Edgar Chadwick, joueur professionnel et international anglais à la fin du XIXe siècle, est engagé en 1908 comme entraîneur de l'équipe nationale. Chadwick mène l'équipe à la médaille de bronze aux Jeux olympiques de Londres et l'établit comme l'une des meilleures équipes du continent. En 1908 se tient en effet pour la première fois le tournoi de football officiel aux Jeux olympiques. Dans cette édition, les Pays-Bas profitent du forfait des Hongrois pour raisons économiques et entrent directement en demi-finale. Opposés à la Grande-Bretagne, ils sont défaits (0-4), mais remportent le match pour la troisième place aux dépens de la Suède (2-0). Les deux premiers buteurs Oranjes de l'histoire olympique sont Jops Reeman et Edu Snethlage. Le 10 avril 1910, les hommes de Chadwick écrasent les Belges (7-0) grâce à un triplé de Mannes Francken.
Lors des Jeux olympiques en 1912 en Suède, l'équipe décroche à nouveau la médaille de bronze. Elle commence le tournoi le 29 juin dans le stade olympique de Stockholm face au pays hôte qu'elle vainc après prolongation (4-3). Le lendemain, les Néerlandais écartent l'Autriche (3-1) mais sont battus en demi-finale par le Danemark (1-4) le 2 juillet. Deux jours plus tard au Råsunda, ils écrasent la Finlande (9-0) pour monter sur le podium. Jan Vos est le troisième meilleur buteur de la compétition avec huit buts, dont cinq marqués lors du dernier match.

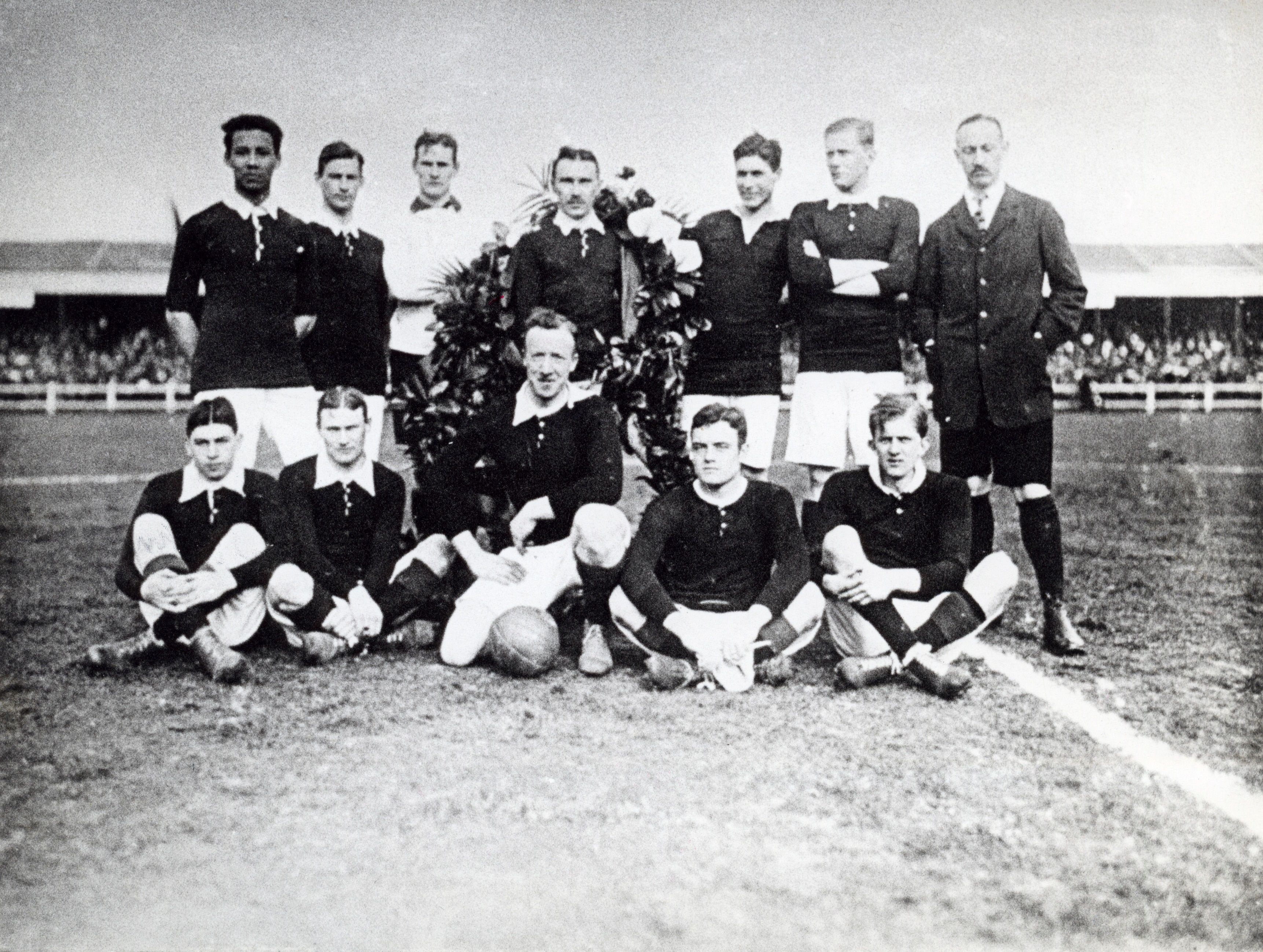
Le onze victorieux des Anglais le 24 mars 1913. Au centre, Bok de Korver porte une couronne honorant sa 30e cape.

Le 24 mars 1913, l'équipe entraînée par Chadwick lave les affronts de Darlington (1907, 2-12) et de Londres (1911, 1-9). À La Haye, pour l'unique match international joué sur le terrain de sport Houtrust du HBS Craeyenhout, elle réussit à battre les Anglais amateurs de Woodward (2-1). Du onze néerlandais balayé en 1907, seul Bok de Korver est parmi les Oranjes sur le terrain. Le double buteur est Huug de Groot, qui ouvre le score à la quatrième minute de jeu. Après l'égalisation temporaire par Woodward,, Huug de Groot marque à la 56e minute le but de la victoire. Il s'agit du pénultième match de Chadwick en tant que sélectionneur. L'Écossais Billy Hunter (en) prend les rênes de l'équipe pour les matchs suivants jusqu'à celui du 17 mai 1914 au Danemark, avant que la Première Guerre mondiale n'impose une trêve de cinq ans des rencontres internationales de football.

### Du podium olympique à la médiocrité (1919-1930)
Après la guerre, Fred Warburton est le deuxième Anglais à qui la NVB confie le poste d'entraîneur. Warburton dirige l'équipe aux Jeux olympiques en Belgique, où après une défaite en demi-finale contre les hôtes belges, les Néerlandais obtiennent leur troisième médaille de bronze olympique. L'équipe perd le match contre l'Espagne de Pichichi (1-3), mais monte quand même sur le podium pour la troisième fois en raison de la disqualification des Tchécoslovaques.
Quatre ans plus tard, aux Jeux olympiques en France, les hommes de l'Anglais William Townley remportent leur huitième de finale contre la Roumanie (6-0) avec un quadruplé de Kees Pijl. Le 2 juin, ils battent les Irlandais (2-1) après prolongation sur un doublé de Ok Formenoy (nl). Après une défaite en demi-finale contre l'Uruguay et sa « merveille noire » José Andrade (1-2), les Néerlandais affrontent à nouveau les Suédois pour la médaille de bronze. Un premier match se terminant sur le score d'un but partout après prolongation, un second est disputé le lendemain. Les Oranjes perdent (1-3) et se classent quatrièmes.

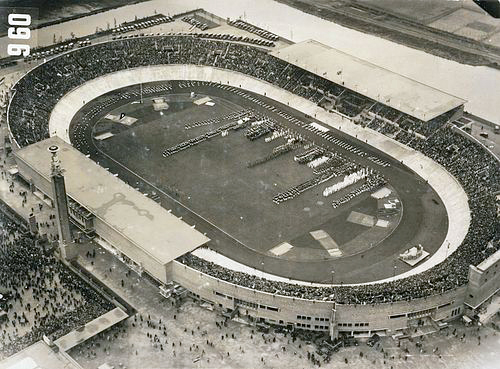
Le stade olympique d'Amsterdam (1928).

En 1925, l'Anglais Bob Glendenning est nommé entraîneur et reste en poste jusqu'en 1940, établissant avec 86 unités le record du nombre de matchs des Oranjes dirigés consécutivement. De grandes attentes entourent son équipe en raison de l'approche des Jeux olympiques de 1928 à Amsterdam. Malgré des résultats mitigés dans les matchs amicaux avant les Jeux olympiques – seulement quatre victoires sur les dix matchs de préparation joués en 1927 et 1928 – la foule est enthousiaste. Le tirage au sort, effectué par le prince consort Henri, donne comme adversaires aux Pays-Bas les champions olympiques en titre et futurs champions du monde uruguayens. Le 30 mai, 40 000 personnes se pressent à l'entrée du stade olympique nouvellement construit, où seulement 31 000 spectateurs sont admis, mais l'Uruguay se qualifie aisément (0-2). Pour l'hôte des Jeux olympiques, la FIFA organise spécialement un tournoi de consolation remporté par les Pays-Bas au lancer de pièce après un match nul contre le Chili (2-2), les Oranjes laissant le trophée aux Chiliens.
En 1930, les Pays-Bas, comme toutes les équipes nationales affiliées à la FIFA, sont invités à prendre part à la première édition de la Coupe du monde, mais ils déclinent l'invitation en raison des coûts élevés liés à la traversée de l'océan Atlantique et de la grave crise économique qui sévit depuis l'année précédente. Après les Jeux olympiques à domicile, l'équipe ne gagne qu'une seule des treize rencontres qu'elle dispute jusqu'à la fin 1930. En novembre 1930, elle perd (3-6) au stade du Letzigrund contre la sélection suisse emmenée par André Abegglen. Cette lourde défaite finit de convaincre la KNVB de mettre en place un comité de sélection supervisant les matchs du championnat néerlandais et les matchs internationaux. Sa mission : « Il doit y avoir une équipe néerlandaise qui gagne ».

### L'ère Karel Lotsy (1931-1954)

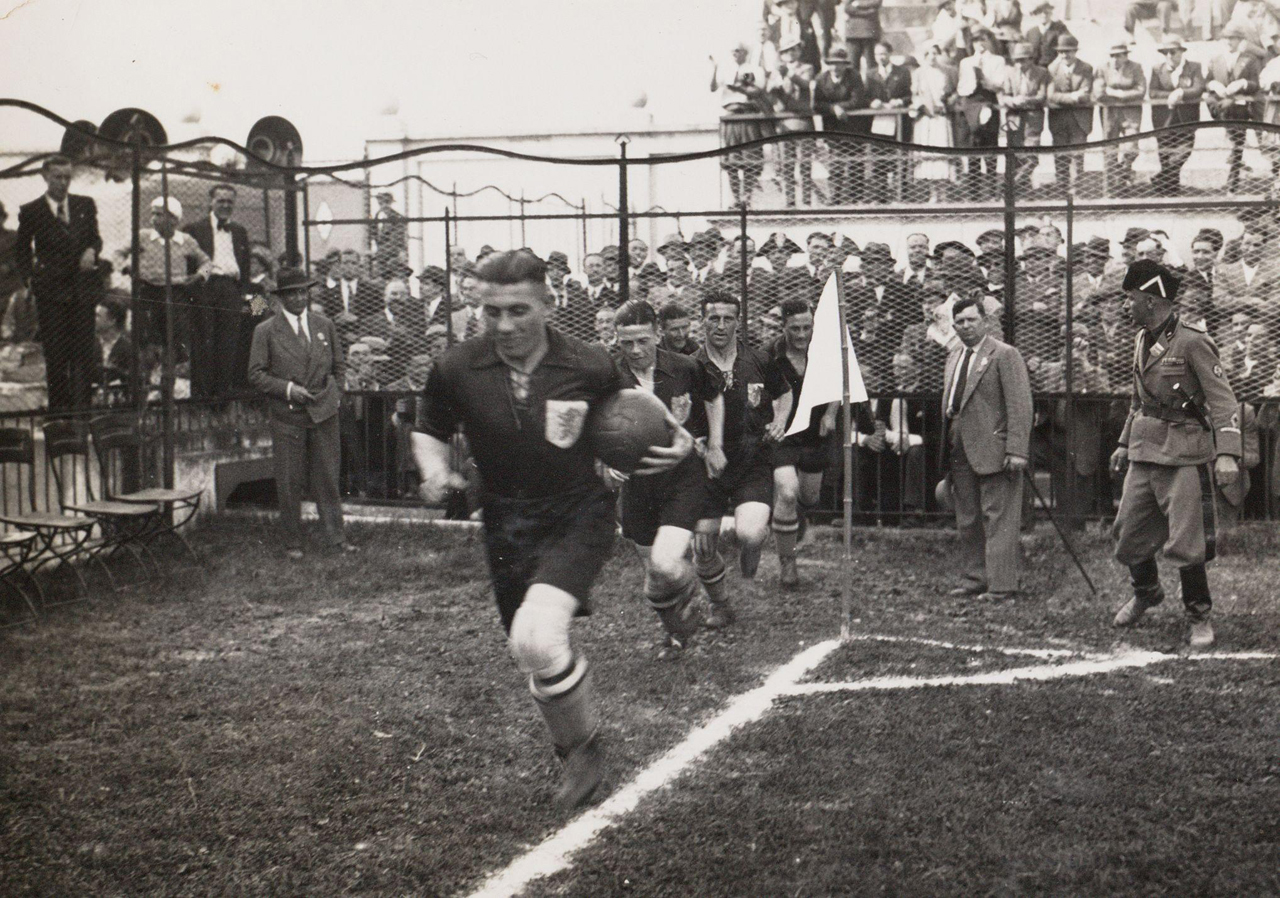
Entrée des Néerlandais au mondial 1934.

En 1930, Karel Lotsy (nl) est élu au comité central de la KNVB, marquant le début de « l'ère Lotsy ». Il est jusqu'en 1954 le personnage administratif central du football néerlandais. Le 25 janvier 1931, il prend ses fonctions à la tête du comité de sélection, et deux semaines plus tard il convoque à La Haye les postulants à l'équipe nationale pour le premier entraînement collectif de l'histoire des Oranjes. À partir de cette date, deux entraînements par semaine se tiennent sur le stade du VUC La Haye (nl). Les premiers résultats se font sentir : en 1931 et 1932, les Oranjes remportent six de leurs dix matchs amicaux, plus un match nul contre l'équipe allemande. Ces espoirs naissants ne se concrétisent pas au cours des deux Coupes du monde suivantes.
En 1934, les Pays-Bas se qualifient pour leur première Coupe du monde en écartant l'Irlande (5-2) puis la Belgique (4-2), dont quatre buts signés Beb Bakhuys. Deux semaines avant la phase finale, ils perdent un match de préparation à domicile contre la France de Jean Nicolas (4-5) après avoir mené trois buts à zéro. En Italie, l'équipe est éliminée en huitième de finale par les Suisses (2-3) au stadio Comunale di San Siro, les premiers buteurs néerlandais en phase finale de Coupe du monde étant Kick Smit et Leen Vente.

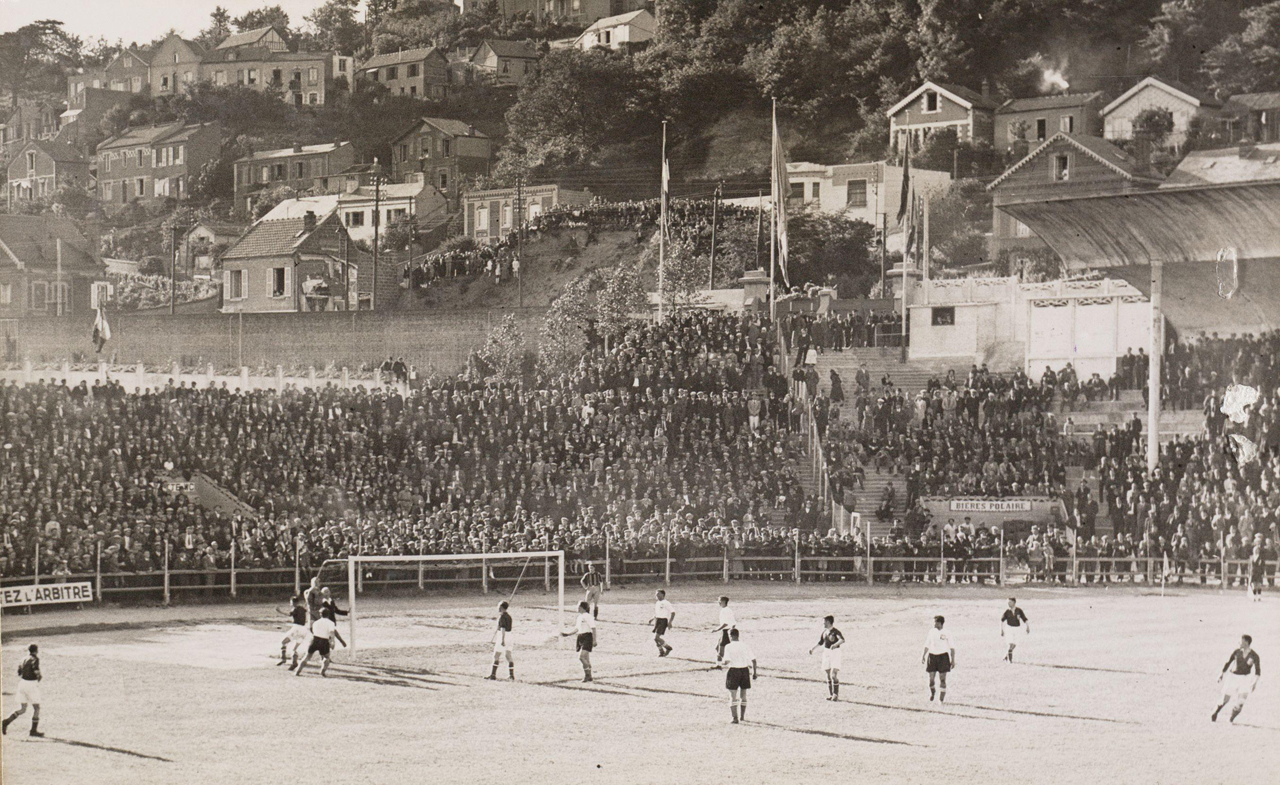
Scène du match contre la Tchécoslovaquie du mondial 1938.

Qualifiée avec la Belgique après un match nul fratricide (1-1) aux dépens de Luxembourgeois balayés (4-0), il en est de même quatre ans plus tard en France, où elle est battue par la Tchécoslovaquie d'Oldřich Nejedlý (0-3 après prolongation) au stade municipal du Havre. Le capitaine néerlandais Puck van Heel prend sa retraite internationale à la fin de l'année 1938, établissant avec 64 unités un record de sélections qui fait référence pendant plus de quarante ans avant que Ruud Krol ne le surpasse.
La Seconde Guerre mondiale interrompt la plupart des compétitions et fragilise l'équipe néerlandaise. Au sortir de la guerre, elle choisit d'adopter un statut amateur et ne participe donc pas aux éliminatoires des Coupes du monde 1950 et 1954. Les Jeux olympiques n'ont pas lieu de 1936 à Berlin – pour lesquels la sélection néerlandaise ne s'est pas qualifiée – jusqu'à l'édition 1948 à Londres, où après une victoire au tour préliminaire sur l'Irlande (3-1), les Oranjes sont sortis dès le premier tour par les Britanniques (3-4 après prolongation). Quatre ans plus tard à Helsinki, ils sont défaits par le Brésil dans la phase préliminaire (1-5).

### Le retour manqué aux éliminatoires de Coupes du monde (1955-1972)

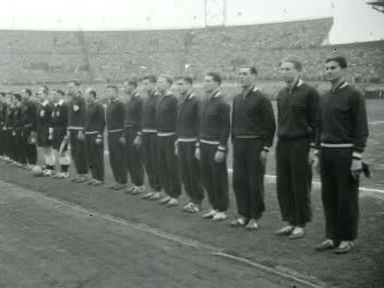
Équipe alignée contre la Belgique (1955).

En 1954, la fédération néerlandaise (Koninklijke Nederlandse Voetbalbond) s'affilie à l'UEFA après la création de celle-ci. Cette année-là, les Pays-Bas créent leur championnat national professionnel et réintègrent les qualifications pour la Coupe du monde. En 1956, les Pays-Bas jouent un match contre l'Allemagne de l'Ouest pour la première fois depuis la Seconde Guerre mondiale. Ce match contre les champions du monde en titre est particulier pour les Néerlandais, qui s'imposent à Düsseldorf (2-1) avec deux buts d'Abe Lenstra.
Les Pays-Bas font leur retour dans les éliminatoires de Coupes du monde en 1958 dans un groupe composé de l'Autriche et du Luxembourg. Après deux victoires sur les Luxembourgeois entrecoupées d'un revers à Vienne (2-3), les Néerlandais sont devancés par les Autrichiens après un match nul à Amsterdam (1-1) et éliminés de la compétition.
Dans les qualifications de 1962, l'équipe néerlandaise termine deuxième du groupe 4, derrière la Hongrie qui ne perd aucun match et se qualifie aisément malgré un dernier duel accroché face aux Oranjes à Budapest (3-3). En 1964, elle gagne au premier tour du championnat d'Europe contre la Suisse sur un score cumulé de 4-2. Au tour suivant, elle s'incline devant le Luxembourg de Camille Dimmer (2-3 sur les deux matchs) et n'atteint pas phase la finale en Espagne, précipitant le départ du sélectionneur Alexander Schwartz après des propos peu élogieux de la presse néerlandaise.
En éliminatoires de la Coupe du monde 1966, les Oranjes ne se classent que troisièmes loin derrière la Suisse et l'Irlande du Nord. Rebelote au cours des éliminatoires du Championnat d'Europe de football 1968 où les Pays-Bas sont nettement devancés par la Hongrie et l'Allemagne de l'Est.
Alors que les meilleurs clubs néerlandais tels que l'Ajax d'Amsterdam ont déjà une assez bonne réputation au niveau européen, les Néerlandais passent tout près d'une qualification pour le mondial 1970 en terminant troisièmes d'un groupe très serré, échouant à deux points des Bulgares et à un point des Polonais après un dernier match nul concédé face aux Bulgares à Rotterdam (1-1). En éliminatoires du Championnat d'Europe 1972, l'équipe néerlandaise se classe deuxième derrière les Yougoslaves et ne parvient pas au tournoi principal en Belgique.

### Le «football total» et les premières épopées (années 1970)

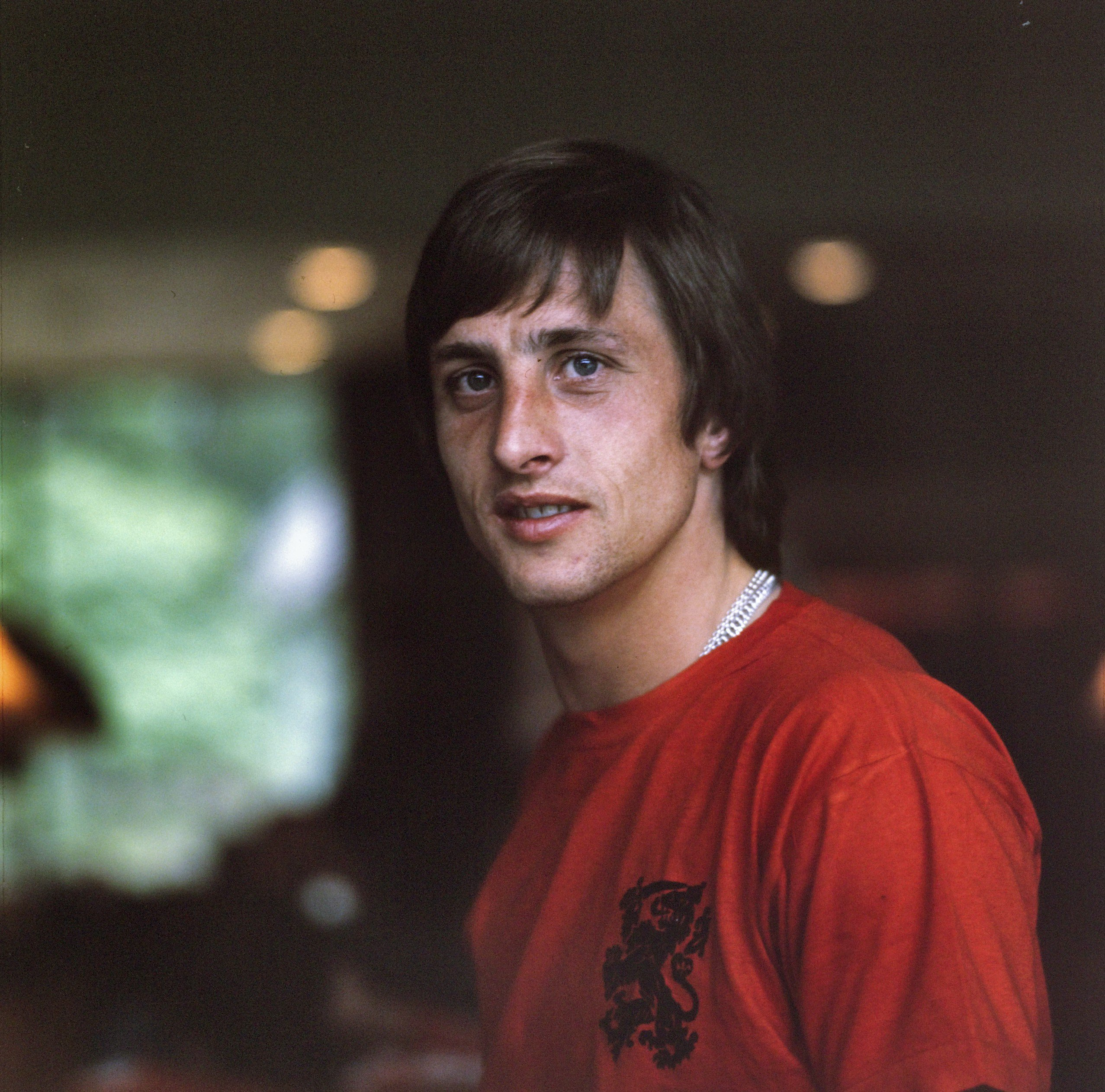
Johan Cruyff sous les couleurs de la sélection.

Les années 1970 voient l'invention du Totaalvoetbal (en français : « football total »), reposant sur une permutation des postes durant les matchs, mis au point par le Feyenoord et l'Ajax – vainqueurs à eux deux des quatre premières éditions de la Coupe des clubs champions de la décennie – et dirigé par le meneur de jeu Johan Cruyff et l'entraîneur de l'équipe nationale Rinus Michels. En outre, les Oranjes comptent dans leurs rangs l'un des meilleurs joueurs défensifs des années 1970, Ruud Krol. Les Néerlandais font d'énormes progrès, se qualifiant pour leur première phase finale de Coupe du monde depuis 36 ans en infligeant notamment un sévère 9-0 aux Norvégiens en match éliminatoire. Bien qu'il réussisse à qualifier les Pays-Bas, le sélectionneur František Fadrhonc (en) est remplacé par Rinus Michels peu avant le début de la compétition et devient son adjoint.

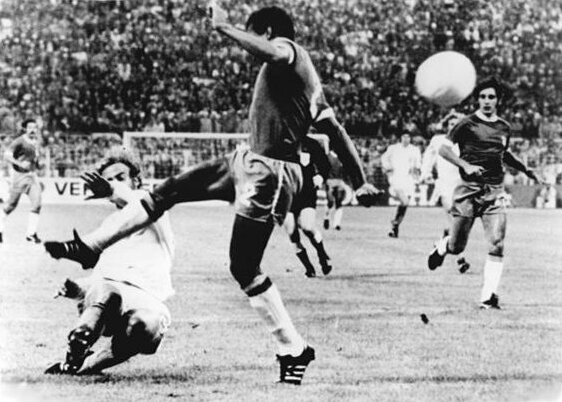
Johan Neeskens devance Luís Pereira et ouvre le score face au Brésil (1974).

En Allemagne, les Pays-Bas battent l'Uruguay (2-0, doublé de Johnny Rep), font un match nul et vierge avec la Suède et disposent de la Bulgarie au premier tour (4-1, doublé de Johan Neeskens, buts de Rep et de Theo de Jong ; l'unique but encaissé est même un but contre son camp). Les Oranjes continuent leur jeu éblouissant en écrasant l'Argentine (4-0, doublé de Cruyff, buts de Krol et de Rep), avant de l'emporter sur l'Allemagne de l'Est puis le Brésil sur le même score (2-0) au second tour. Ils se qualifient ainsi pour leur première finale de Coupe du monde.

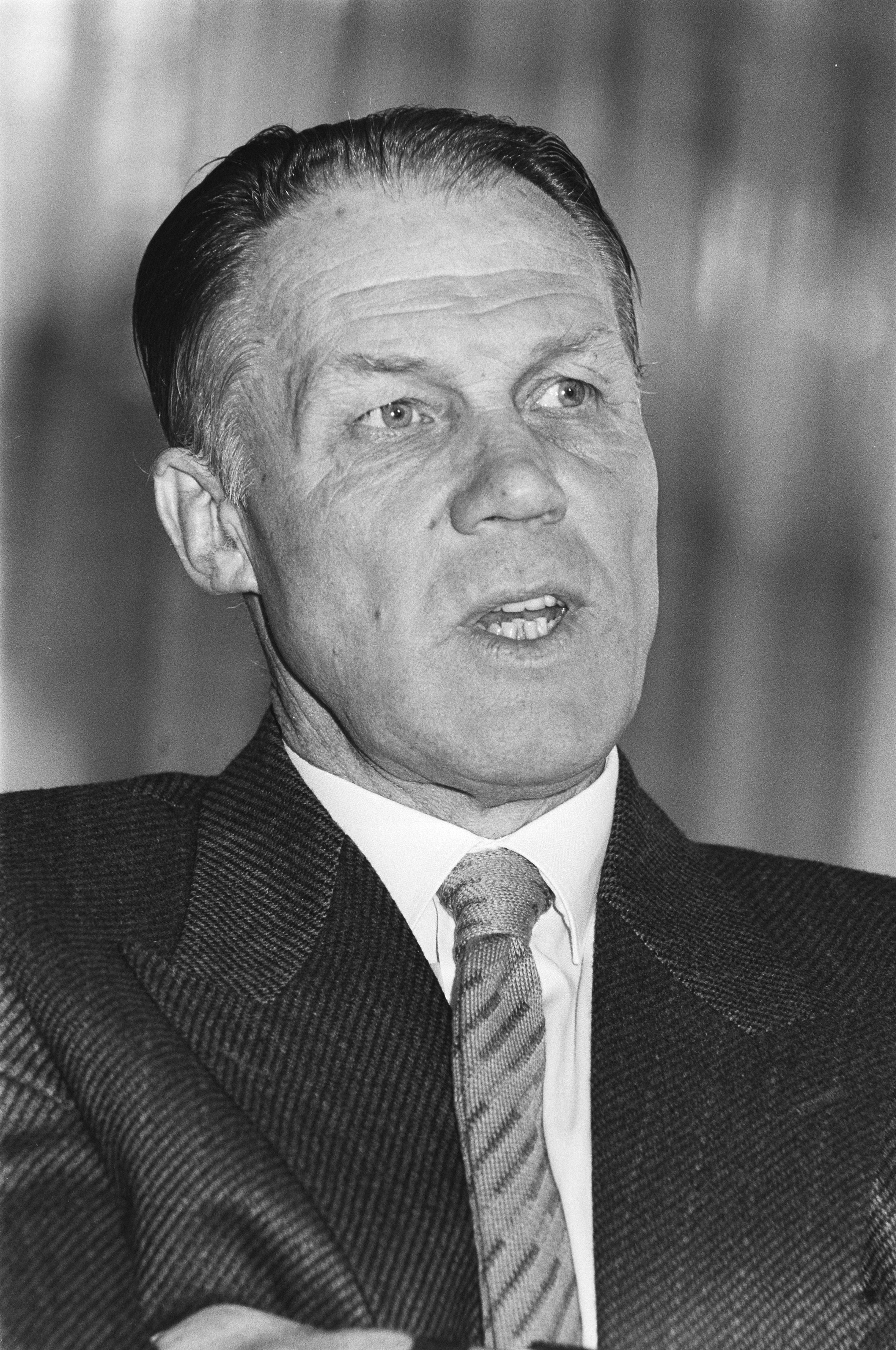
Rinus Michels, personnage légendaire du football néerlandais, amène la sélection en finale du mondial en 1974.

En finale contre l'Allemagne de l'Ouest à Munich, les hommes d'Helmut Schön ne touchent pas le ballon pendant la première minute de jeu, avant qu'une bonne course de Cruyff, parti du rond central, ne soit irrégulièrement stoppée par Uli Hoeness. L'arbitre anglais Jack Taylor désigne le point de penalty, sanction transformée en force par Johan Neeskens. Après une première réaction d'une frappe de Paul Breitner, Bernd Hölzenbein s'enfonce dans la défense néerlandaise et n'étant pas attaqué par les défenseurs Arie Haan et Rijsbergen, Wim Jansen revient en catastrophe couper irrégulièrement la course de l'Allemand dans la surface. Paul Breitner réussit le penalty en prenant Jan Jongbloed à contre-pied. Berti Vogts commence à prendre le dessus sur Cruyff et les Allemands le contrôle du match. À la 42e minute, après un bon travail côté droit de Bonhof, le centre de ce dernier est contrôlé par Gerd Müller qui pivote, glisse le cuir sous le défenseur néerlandais et trompe Jongbloed (1-2). En seconde mi-temps, les Oranjes jouent plus juste, mais Sepp Maier les met en échec à de nombreuses reprises, notamment Rep et van Hanegem. Gerd Müller se voit refuser un but pour une position de hors-jeu. En fin de match, Neeskens manque de peu l'égalisation et l'Allemagne de l'Ouest l'emporte. Cette défaite, vécue comme un drame aux Pays-Bas, est baptisée De moeder aller nederlagen (en français : « La mère de toutes les défaites »). Michels démissionne du poste d'entraîneur des Pays-Bas après le mondial.

Finale de la Coupe du monde 1974
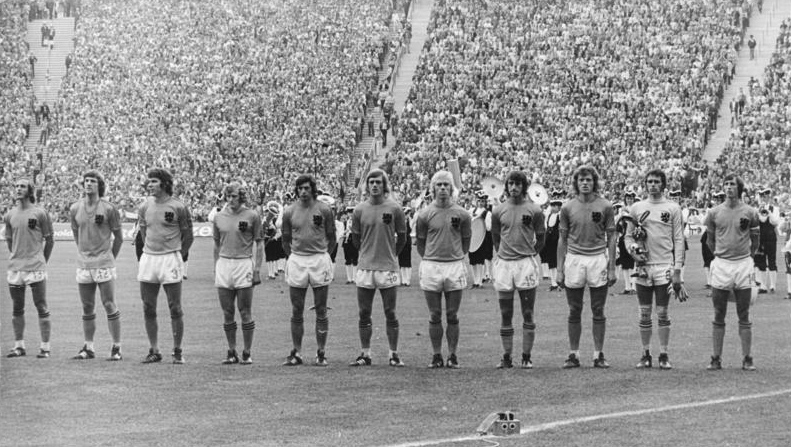
Les Néérlandais avant la finale du mondial 1974.
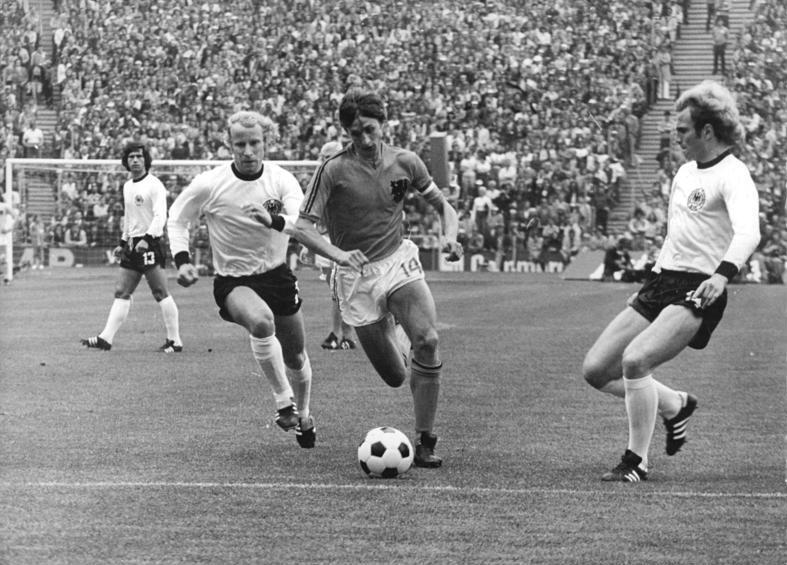
Accélération de Cruyff peu avant la faute d'Hoeness (à droite) dans la surface.
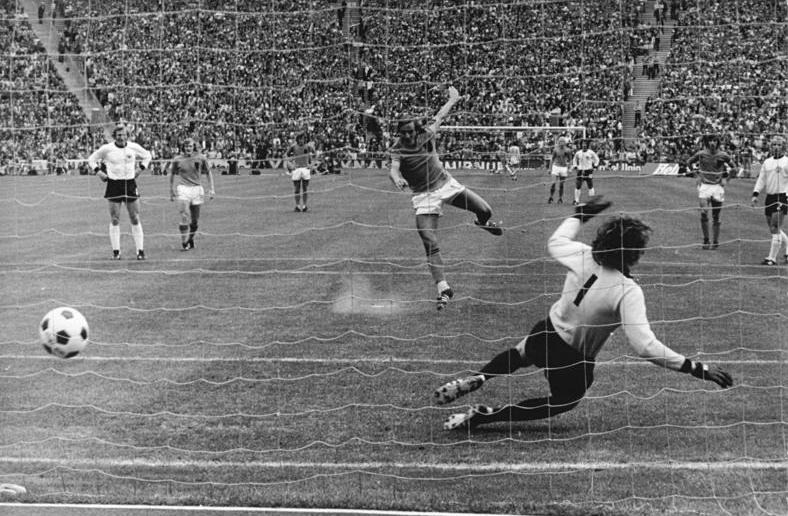
Ouverture du score sur penalty par Johan Neeskens.
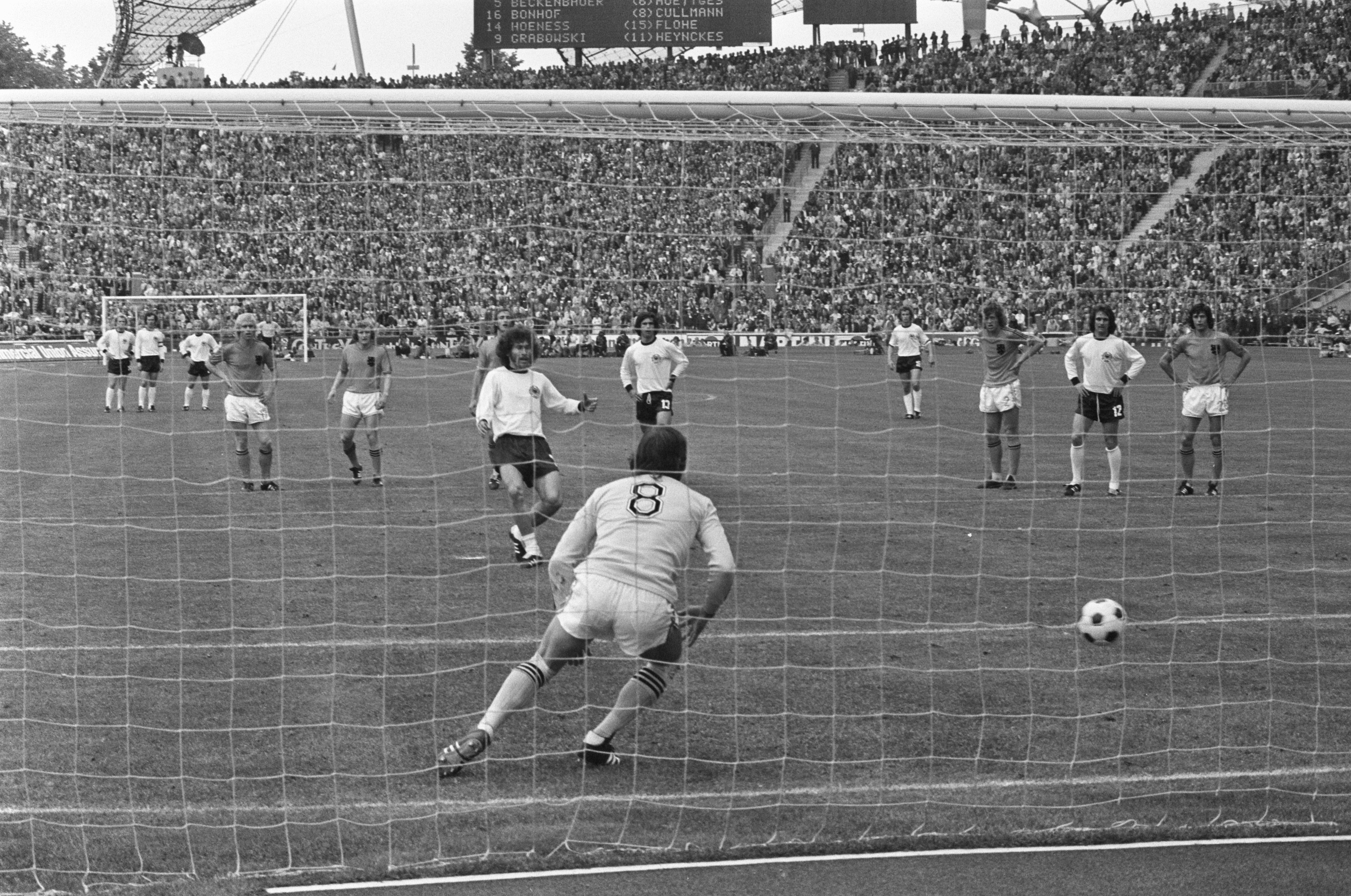
Égalisation de Paul Breitner sur penalty.

Après la Coupe du monde, l'équipe joue la phase de qualification du Championnat d'Europe 1976. Au sein d'un groupe délicat, l'équipe néerlandaise est accompagnée des sélections d'Italie, de Pologne et de Finlande. Les Oranjes terminent premiers devant les Polonais à la différence de buts et avec un point de plus que les Italiens. En phase finale, ils font face aux Belges en quart de finale. Le match aller, joué le 25 avril au stade De Kuip, est une formalité (5-0). Le 22 mai, le match retour au stade Roi Baudouin se termine sur une nouvelle victoire néerlandaise (2-1). En demi-finale et confrontés à des luttes internes avec l'entraîneur George Knobel, ils sont défaits par les Tchécoslovaques en prolongation (1-3). Le 19 juin au stade Maksimir, les Néerlandais se classent troisièmes après un but de Ruud Geels en prolongation contre les Yougoslaves (3-2).
Les hommes d'Ernst Happel sortent aisément des éliminatoires de la Coupe du monde 1978, remportant cinq de leurs six matchs et ne concédant qu'un match nul contre l'Irlande du Nord. Les Néerlandais se rendent en Argentine sans Johan Cruyff, Wim van Hanegem et Jan van Beveren, qui refusent pour raisons diverses de participer à cette édition. Ils sont moins impressionnants en phase de groupes, ne se qualifiant qu'à la différence de buts aux dépens de l'Écosse, après une victoire sur l'Iran (3-0, triplé de Rob Rensenbrink), un match nul et vierge avec le Pérou et une défaite contre l'Écosse (2-3, buts de Rensenbrink et de Rep). Dans la deuxième phase de groupes, les Pays-Bas terminent en tête en écartant l'Italie (2-1, buts d'Ernie Brandts et d'Arie Haan), l'Autriche (5-1, doublé de Rep, buts de Willy van de Kerkhof, de Brandts et de Rensenbrink) et l'Allemagne de l'Ouest (2-2, buts de Haan et de René van de Kerkhof) de la course vers la finale face au pays organisateur.

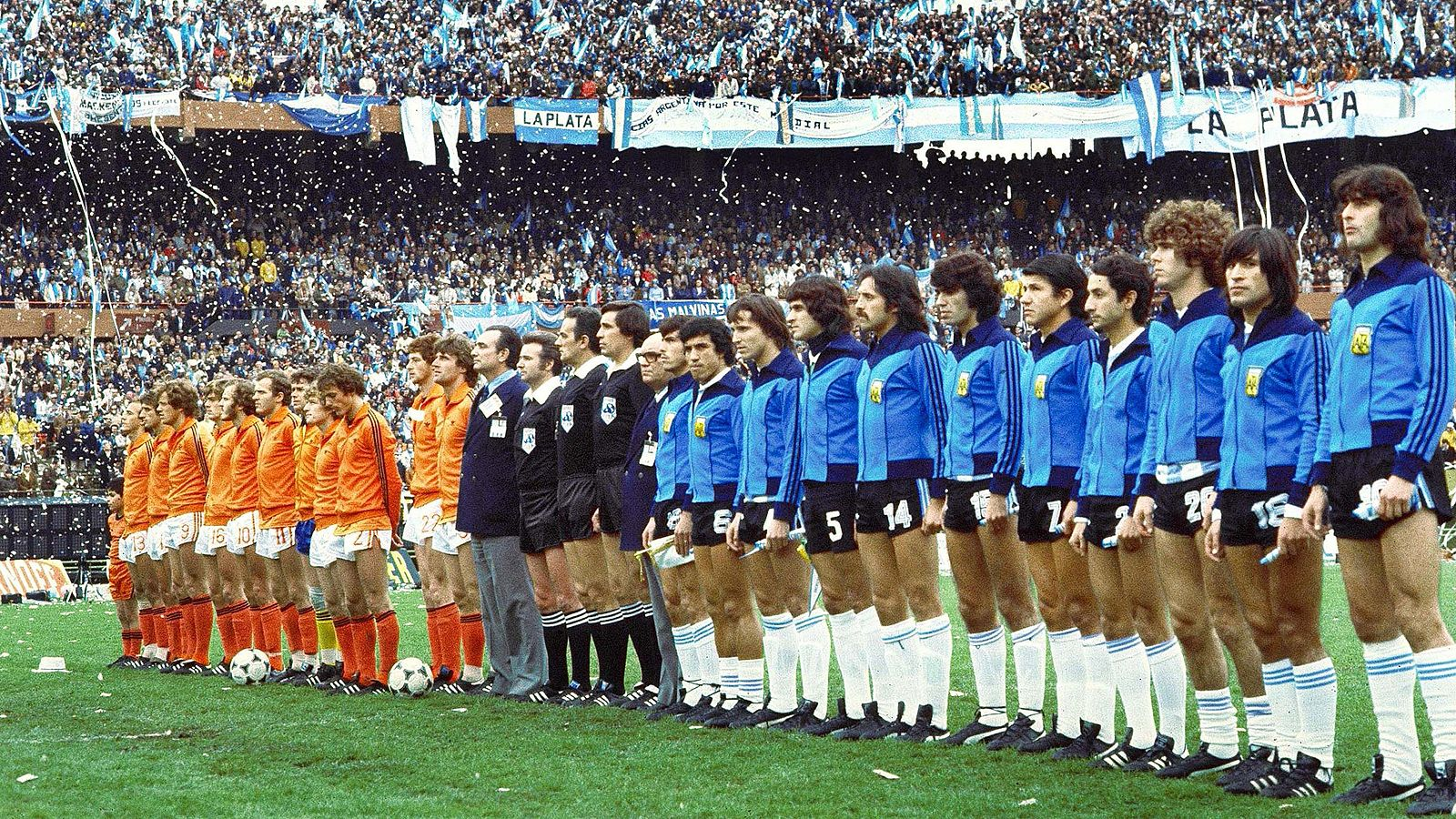
Les Néerlandais face à l'Argentine avant la finale du mondial 1978.

Le 25 juin 1978, au Monumental, devant près de 75 000 spectateurs principalement argentins, le match arbitré par l'Italien Sergio Gonella commence avec du retard après que les joueurs argentins apparaissent tardivement sur le terrain, puis protestent auprès de l'arbitre en remettant en cause la légalité d'un plâtre au poignet de René van de Kerkhof. Les Néerlandais menacent alors de quitter la pelouse, clamant un chantage permettant de monter contre eux une foule hostile. L'arbitre parvient à siffler le coup d'envoi d'une finale hachée où il doit régulièrement intervenir. Initialement, les Pays-Bas dominent et une première tête de Rensenbrink frôle le montant droit des buts argentins. Au fil du temps, l'Argentine prend le dessus et Daniel Passarella rate quatre occasions en première mi-temps, tandis que les tentatives de Johnny Rep et Rensenbrink sont repoussées par le gardien argentin Ubaldo Fillol. À la 38e minute de jeu, la star argentine Mario Kempes perfore la défense néerlandaise et glisse le ballon sous le gardien Jan Jongbloed pour ouvrir le score.
En seconde mi-temps, Dick Nanninga, entré en jeu en remplacement de Johnny Rep, reprend de la tête un centre de René van de Kerkhof dans le but argentin. Dans la dernière minute du temps réglementaire, un coup franc lointain du capitaine hollandais Ruud Krol est réceptionné par l'ailier gauche Rensenbrink dans la surface argentine. D'un angle aigu, il devance Fillol et tire la balle sur le poteau argentin, le score restant donc à 1-1. Juste avant la mi-temps de la prolongation, Kempes accélère et dribble deux défenseurs néerlandais à l'entrée de la surface de réparation. Kempes pique son ballon devant Jongbloed, venu à sa rencontre, qui repousse la balle sur l'attaquant argentin qui n'a plus qu'à accompagner le ballon dans le but vide. En fin de match, une nouvelle accélération du meilleur buteur de l'édition est fatale aux Oranjes. Kempes réalise un double une-deux entaché d'une main avec Daniel Bertoni qui trompe Jongbloed (1-3).

### La régression puis le triomphe continental (1980-1988)

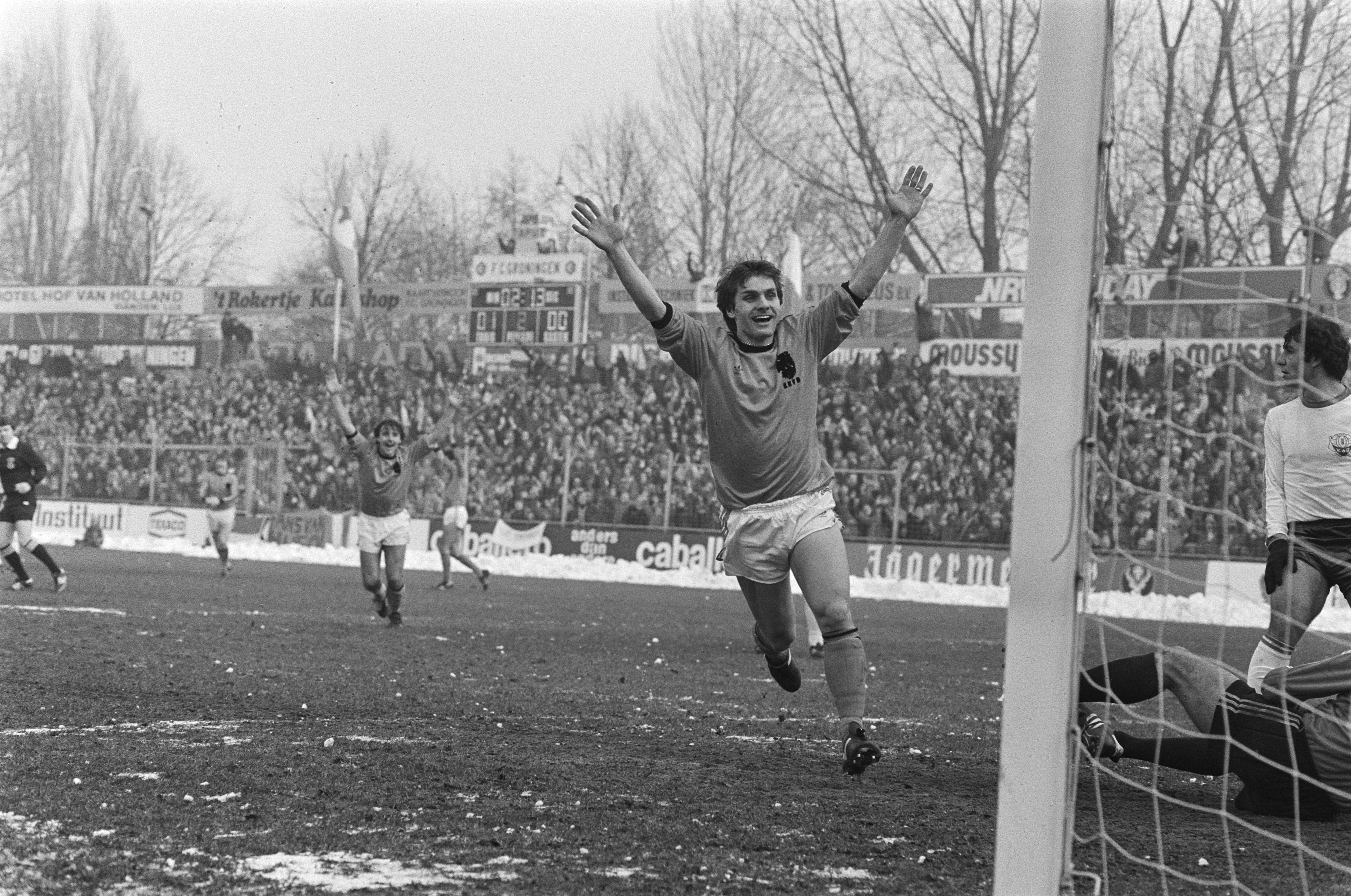
But de Cees Schapendonk contre Chypre en éliminatoires du mondial 1982.

La Pologne et l'Allemagne de l'Est sont les adversaires les plus coriaces des Oranjes dans les qualifications pour le Championnat d'Europe de 1980 dans un groupe composé aussi de la Suisse et de l'Islande. Les Pays-Bas remportent leurs quatre premiers matchs, mais perdent face à la Pologne de Zbigniew Boniek à Chorzów (0-2). Une victoire en Islande (4-0) permet aux Pays-Bas d'être maîtres de leur destin avant les deux derniers matchs, avec dix points tandis qu'Est-Allemands et Polonais en comptent onze. Le premier match, à domicile contre la Pologne, se termine sur un score nul, Huub Stevens égalisant en seconde mi-temps (1-1). Le dernier match voit l'Allemagne de l'Est prendre les devants et doubler la mise, mais les Pays-Bas reviennent au score et Willy van de Kerkhof marque le but de la qualification (3-2). En phase finale, les Pays-Bas tombent dans un groupe difficile avec notamment l'Allemagne de l'Ouest et la Tchécoslovaquie. Après une victoire étriquée sur la Grèce (1-0), ils sont battus par les coéquipiers de Klaus Allofs (2-3) et font match nul avec ceux d'Antonín Panenka (1-1). Ils frôlent la qualification pour les demi-finales, n'étant devancés par les Tchécoslovaques qu'à la différence de buts. Pourtant, alors qu'ils doivent obligatoirement vaincre les Tchécoslovaques pour disputer au moins le match pour la troisième place, les Oranjes jouent principalement dans leur propre moitié de terrain, sans inspiration. « Mes joueurs semblent avoir déjà l'esprit en vacances », déclare le sélectionneur Jan Zwartkruis après le match. En 1981, ils participent au Mundialito des nations en Uruguay et sont éliminés dès le premier match contre le pays hôte (0-2).
Dans la foulée, les Pays-Bas se lancent dans les éliminatoires de la Coupe du monde 1982 au sein d'un groupe homogène avec l'Irlande, la France et la Belgique. En concédant un match nul aux Irlandais à domicile, les Pays-Bas se classent deux points derrière la Belgique et à un point de la France, deuxième qualifiée pour le mondial espagnol. Après cet échec et les retraites internationales de cadres tels que Krol et Haan, les Oranjes entament les qualifications pour le Championnat d'Europe de 1984. Ils luttent principalement avec l'Espagne, les deux équipes restant très proches au fil de la compétition. Avant d'accueillir Malte pour le dernier match, l'Espagne doit gagner par onze buts d'écart pour dépasser les Pays-Bas au nombre de buts marqués. Le match se termine sur le score de 12-1, éliminant les Pays-Bas,. Ces derniers sont encore plus proches de la qualification pour la Coupe du monde de 1986. Dans un groupe avec l'Autriche, la Hongrie et Chypre, les Pays-Bas perdent leurs deux premiers matchs, d'abord à De Kuip devant la Hongrie (1-2), puis à Vienne (0-1). Après un match nul à domicile contre l'Autriche (1-1), les Néerlandais sont condamnés à l'emporter chez les leaders hongrois lors de l'ultime rencontre afin de devancer les Autrichiens. Un but de Rob de Wit en deuxième mi-temps suffit à leur offrir la deuxième place synonyme de match couperet pour le Mexique. Les Pays-Bas jouent leur duel décisif contre la Belgique, qui se qualifie selon la règle des buts marqués à l'extérieur aux dépens des Néerlandais après une victoire à domicile (0-1) puis une défaite à l'extérieur (2-1).

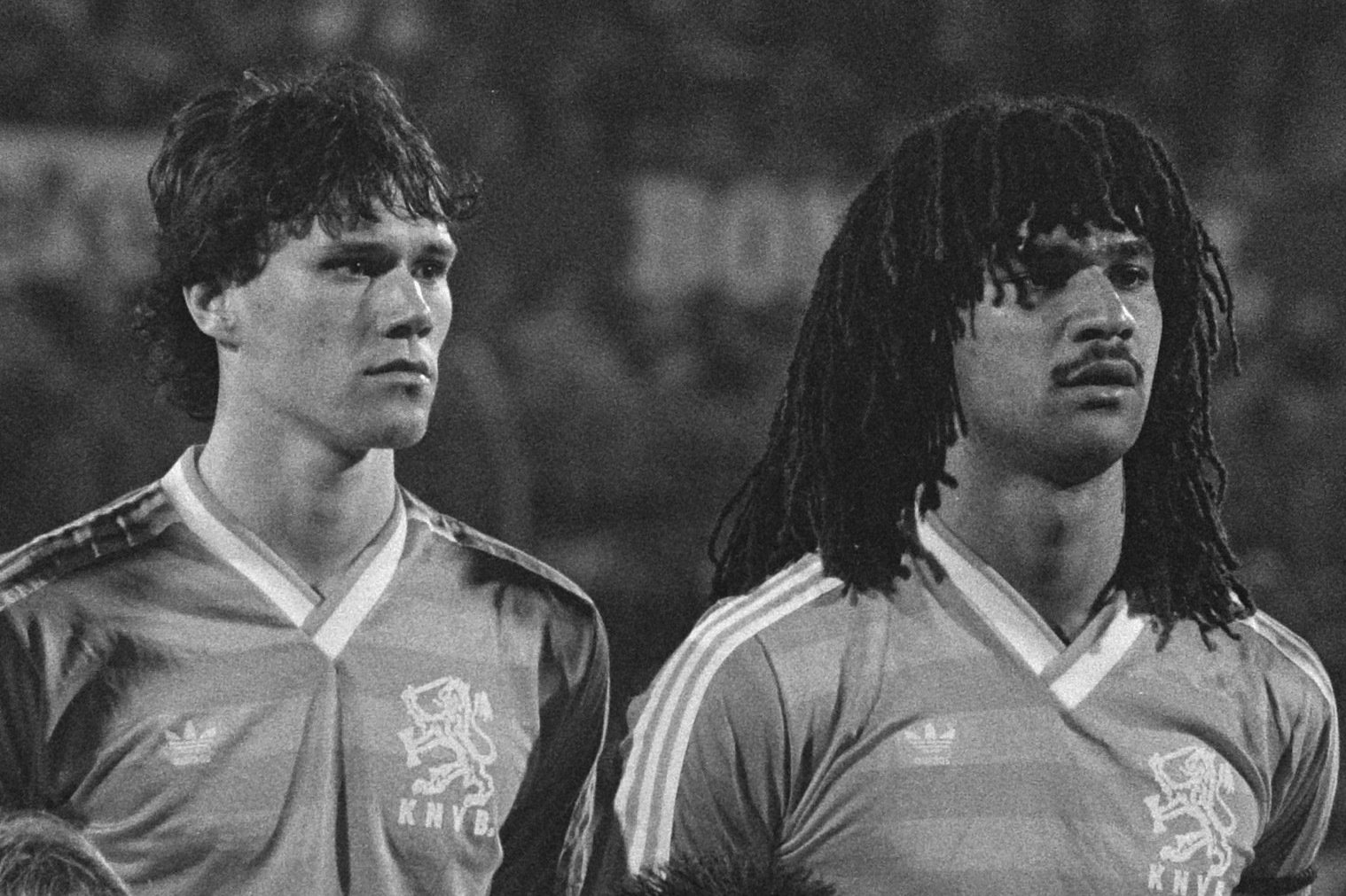
Marco van Basten et Ruud Gullit en 1987.

Les Pays-Bas, emmenés par Ruud Gullit, John Bosman, Frank Rijkaard et Marco van Basten, réussissent enfin à se qualifier pour une compétition majeure en remportant facilement leur groupe de qualification pour l'Euro 1988 devant la Grèce, la Hongrie, la Pologne et Chypre. Rinus Michels reprend les rênes de l'équipe nationale pour la phase finale en Allemagne de l'Ouest. Ils tombent dans le groupe de l'Union soviétique, de l'Irlande et de l'Angleterre. Ils commencent mal avec une défaite contre les Soviétiques (0-1), puis battent l'Angleterre (3-1, triplé de van Basten) et l'Irlande (1-0, but de Wim Kieft à la 82e minute de jeu). Ils terminent deuxièmes du groupe, et affrontent le pays organisateur en demi-finale pour une revanche de la finale de la Coupe du monde 1974. L'Allemand Lothar Matthäus ouvre la marque sur penalty avant que Ronald Koeman ne lui réponde. Marco van Basten marque à la 89e minute de jeu et coule l'équipe allemande (2-1). La victoire est ternie par le comportement d'après-match de Ronald Koeman, qui, devant les supporteurs allemands, feint de s'essuyer le derrière avec le maillot d'Olaf Thon comme s'il s'agissait de papier toilette.

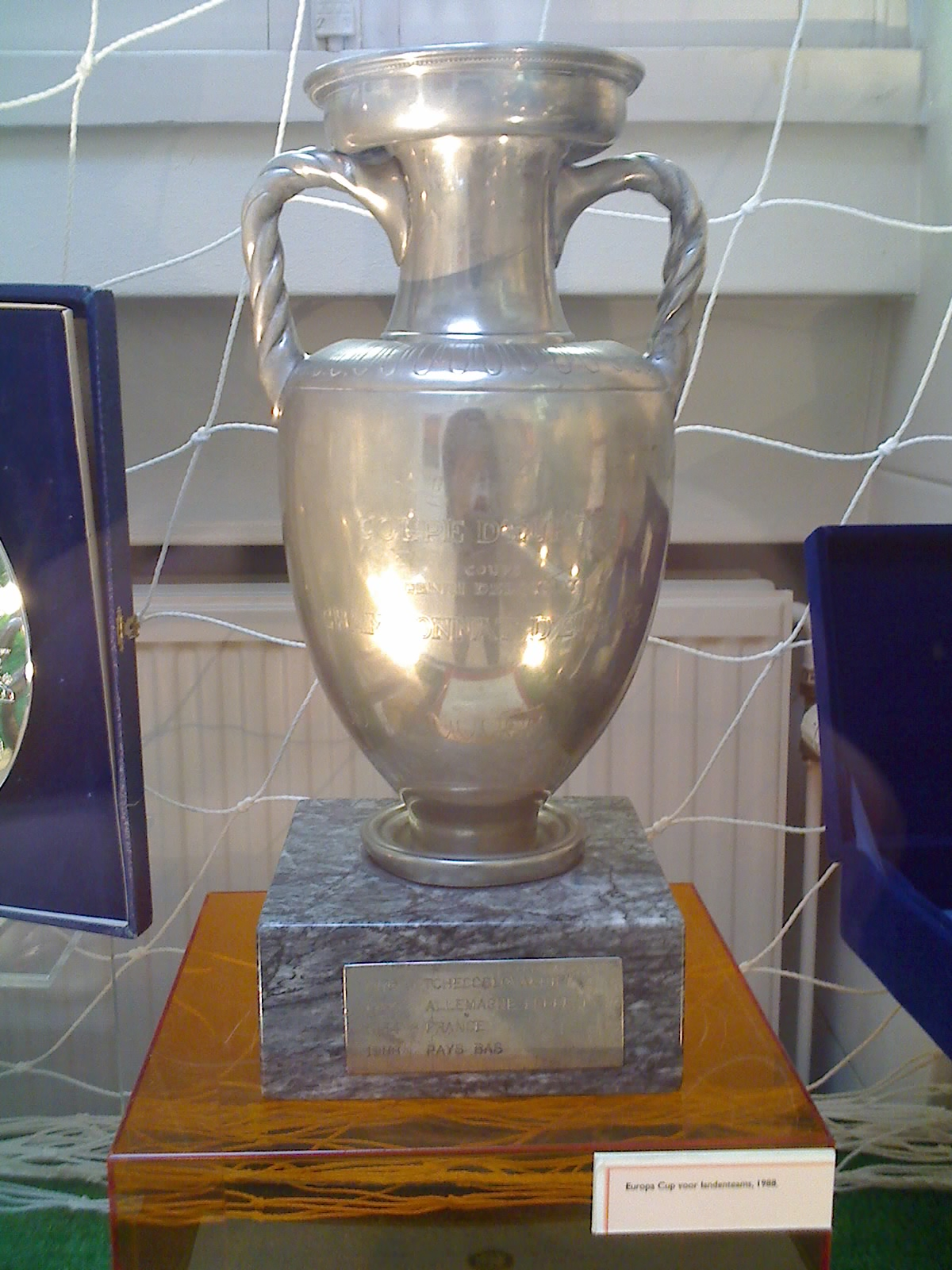
Trophée du championnat d'Europe 1988, exposé à Amsterdam.

En finale, les Pays-Bas retrouvent les Soviétiques. À la 32e minute de jeu, Ruud Gullit, discret jusque-là dans ce tournoi, frappe un coup-franc enroulé que Rinat Dasaev détourne en corner. Tiré par Erwin Koeman, il ne donne rien dans un premier temps mais Koeman remet la balle perdue dans la surface de réparation tandis que la défense soviétique remonte afin de jouer le hors-jeu. Van Basten, couvert par l'un des défenseurs, s'arrache pour redresser de la tête la course du ballon vers le point de penalty. Gullit arrive lancé et catapulte de la tête le ballon au fond des filets. À la 54e minute de la finale, Aleksandr Zavarov perd le ballon dans le camp néerlandais. Il est récupéré par Adri van Tiggelen qui accélère avant de servir Arnold Mühren côté gauche. Ce dernier tente immédiatement une transversale à destination de Marco van Basten, qui parvient à reprendre de volée et à tromper Dasaev d'un angle fermé (2-0). Après une sortie hasardeuse sur Sergueï Gotsmanov punie d'un penalty, le gardien néerlandais Hans van Breukelen rattrape son erreur en détournant la tentative d'Igor Belanov, assurant le premier titre majeur des Oranjes. Marco van Basten termine meilleur buteur de la compétition avec cinq buts.

### Le trop large costume de favori (1990-1998)
Forts de leur premier titre international, les Pays-Bas se retrouvent dans les éliminatoires du mondial 1990 avec l'Allemagne de l'Ouest, la Finlande et le pays de Galles, se baladant avec les Allemands pour décrocher l'une des deux places qualificatives. Après deux matchs nuls lors des confrontations germano-néerlandaises au début des éliminatoires, un résultat nul entre l'Allemagne de l'Ouest et le pays de Galles permet aux Pays-Bas de finir premiers et de se qualifier, tandis que l'Allemagne de l'Ouest est l'une des équipes qualifiées parmi les meilleures deuxièmes. Cependant, le sélectionneur néerlandais Thijs Libregts (en) est congédié sous la pression des joueurs. Avec Leo Beenhakker comme nouvel entraîneur, l'équipe des Pays-Bas fait partie des favoris de la phase finale. En Italie, les Pays-Bas parviennent à sortir d'un groupe serré où seule l'Angleterre gagne une rencontre, sur l'Égypte. Départagés avec les Irlandais par tirage au sort et parmi les meilleurs troisièmes malgré trois matchs nuls, les Oranjes retrouvent les Ouest-Allemands en huitième de finale et s'inclinent (1-2, but de Ronald Koeman sur penalty) face aux futurs vainqueurs de la compétition. Van Basten ne réussit pas à inscrire le moindre but en Italie, étant souvent marqué à la culotte par les défenseurs adverses, tandis que Gullit ne s'est pas complètement remis d'une blessure.
Sous la houlette de Rinus Michels, les Pays-Bas se projettent ensuite dans la défense de leur titre de champions d'Europe, se trouvant dans le groupe éliminatoire avec le Portugal, la Finlande, la Grèce et Malte. Ils se qualifient pour le tournoi principal malgré une défaite initiale à l'extérieur contre le Portugal et un match nul en Finlande. Ils battent les Ibériques au match retour (1-0, but de Richard Witschge) et remportent le groupe. À l'Euro 1992, les Pays-Bas réalisent un probant premier tour en signant une victoire sur l'Écosse (1-0, but de Dennis Bergkamp), un match nul et vierge avec la CEI et une victoire sur l'Allemagne (3-1, buts signés Rijkaard, Rob Witschge et Bergkamp). En demi-finale contre le Danemark, les Pays-Bas sont rapidement menés au score après une réalisation de Henrik Larsen. Bergkamp égalise avant que Larsen ne signe un doublé avant la mi-temps. Quatre minutes avant la fin du temps réglementaire, Rijkaard arrache l'égalisation et la prolongation (2-2). Les deux équipes restent muettes pendant celle-ci et les Oranjes sont éliminés aux tirs au but, van Basten voyant son tir arrêté par Peter Schmeichel. C'est le début d'une malédiction avec les séances de tirs au but qui empêche les Pays-Bas d'aller au bout des compétitions. Après ce 53e match des Oranjes dirigé, Rinus Michels se retire, cette fois-ci définitivement, au profit de Dick Advocaat.

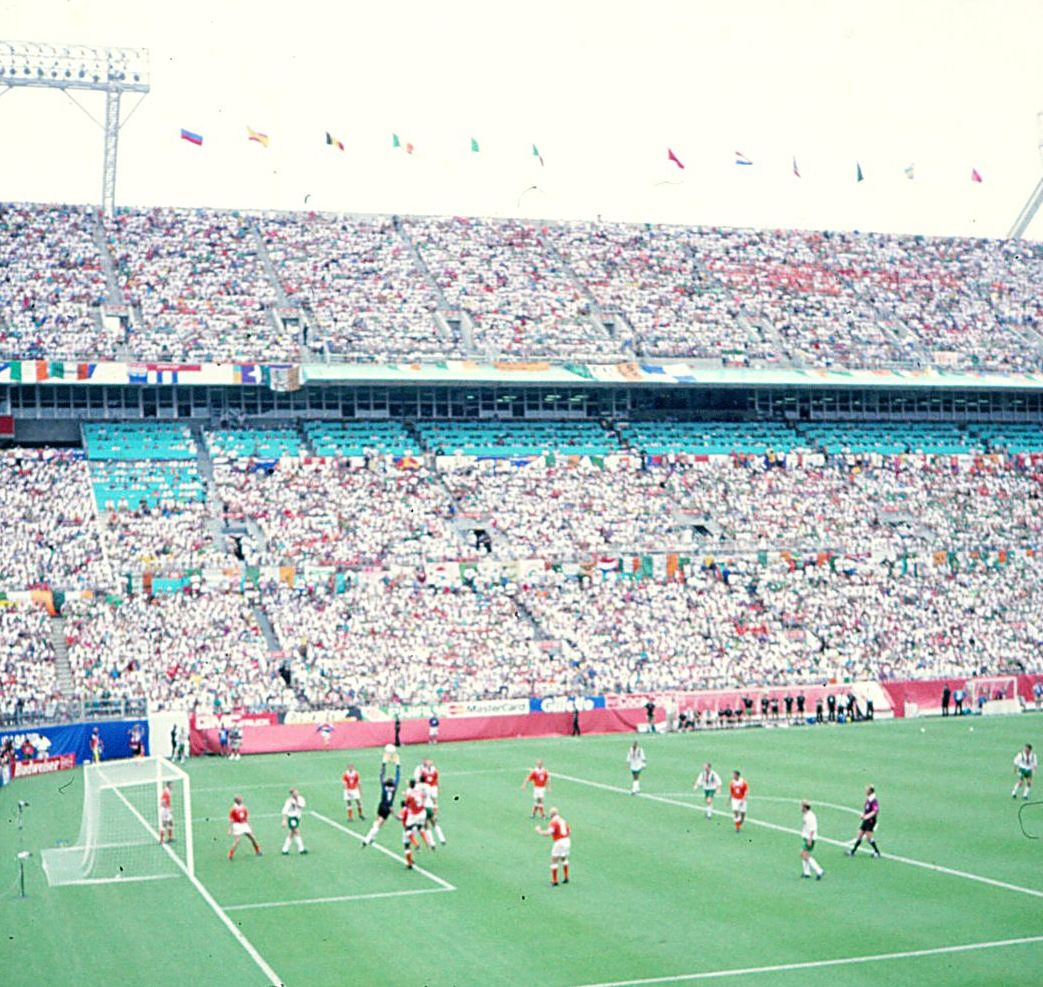
Rencontre face à l'Irlande lors de la Coupe du monde 1994.

La qualification pour la Coupe du monde aux États-Unis passe par un groupe composé des équipes d'Angleterre, de Norvège, de Pologne, de Turquie et de Saint-Marin. Les Oranjes perdent d'entrée à Oslo (1-2) face aux coéquipiers de Kjetil Rekdal qui terminent en tête du groupe. Après un match nul à domicile contre la Pologne puis deux victoires sur Saint-Marin et la Turquie, ils se déplacent à Wembley pour une confrontation décisive. Menés de deux buts en première mi-temps après un coup-franc de John Barnes et un but de David Platt, les Néerlandais réagissent d'une balle piquée de Jan Wouters reprise de volée par Bergkamp qui lobe Chris Woods et d'un penalty transformé par Peter van Vossen, entré en jeu à la place d'un Gullit éreinté. Après un résultat nul contre les leaders norvégiens, les Pays-Bas vainquent l'Angleterre à Rotterdam (2-0, buts de Ronald Koeman et de Bergkamp). Enfin, dans leur duel à distance avec les Anglais, ils s'assurent la deuxième place qualificative en l'emportant à l'extérieur contre la Pologne (3-1). En phase finale, privés de Marco van Basten, blessé, et de Ruud Gullit qui renonce après une dispute avec l'entraîneur Dick Advocaat, ils commencent par une victoire sur l'Arabie saoudite (2-1), avant de perdre contre la Belgique (0-1) et de battre le Maroc (2-1). Les Pays-Bas se qualifient en tant que vainqueurs d'un groupe très serré, où toutes les équipes sauf le Maroc ont six points. En huitième de finale, ils disposent confortablement de l'Irlande (2-0) grâce à des réalisations de Bergkamp et de Wim Jonk. Mais en quart de finale à Dallas, les Oranjes tombent sur un os, le Brésil et son redoutable duo d'attaquants. Après un score nul à la mi-temps, les Brésiliens ouvrent la marque à la 52e minute par l'intermédiaire de Romário qui reprend de l'extérieur du pied un centre de Bebeto. Après une première frappe sur le poteau, Bebeto profite à l'heure de jeu d'un mauvais replacement de la défense orange pour échapper à Wouters, éviter la sortie du gardien et glisser le ballon au fond des filets. Trois minutes plus tard, Dennis Bergkamp réduit l'écart après une rentrée de touche en s'infiltrant dans la surface de réparation au milieu de trois défenseurs et catapultant le ballon hors de portée de Cláudio Taffarel. À la 76e minute de jeu, un corner tiré par Marc Overmars est repris de la tête par Aron Winter qui remet les deux équipes à égalité. L'un des joueurs les plus décriés de l'équipe de Carlos Alberto Parreira fait à lui seul la différence en fin de match. Vétéran du mondial 1986, l'arrière gauche Branco ne doit sa place de titulaire qu'à la suspension de Leonardo, coupable d'avoir donné un coup de coude à l'Américain Tab Ramos. Après un premier coup-franc à plus de trente mètres du but de De Goey qui prend la direction de la lucarne avant la parade du gardien, il provoque la défense néerlandaise et obtient un nouveau coup de pied arrêté à neuf minutes de la fin du match. Sur un coup-franc à vingt-cinq mètres du but néerlandais, le Brésilien déclenche une frappe surpuissante, le ballon contourne le mur, heurte la base du poteau gauche et termine sa course au fond des filets (2-3),.

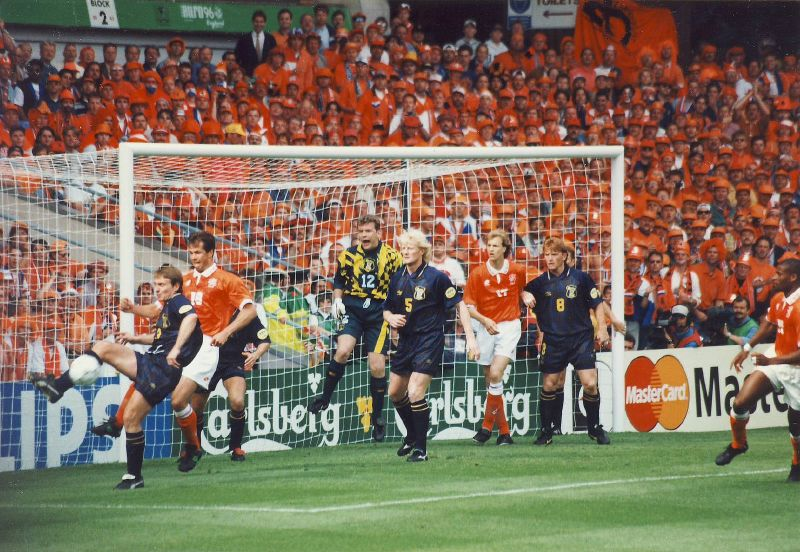
Scène du match contre l'Écosse de l'Euro 1996.

Advocaat choisit de ne pas présenter sa démission après la Coupe du monde, et il est autorisé à poursuivre son mandat. Toutefois, il reprend le PSV Eindhoven en 1995, et la fin des qualifications pour le Championnat d'Europe 1996 est menée par Guus Hiddink. Les Oranjes se compliquent la tâche en perdant en Biélorussie (0-1). Ils se classent à la deuxième place après une victoire sur la Norvège (3-0) et battent l'Irlande en barrage (2-0) grâce à un doublé de Patrick Kluivert. En Angleterre, ils font au premier tour match nul et vierge avec l'Écosse et gagnent contre la Suisse (2-0). Le dernier match de groupe contre l'Angleterre est décisif, les Anglais ayant eu les résultats inverses, avec un match nul contre la Suisse (1-1) et une victoire sur l'Écosse (2-0). Le pays hôte s'impose largement (1-4) et les Hollandais sont proches d'être dépassés au classement par l'Écosse, ne devant leur salut qu'à la réduction du score en fin de match par Kluivert. Ils sont éliminés par la France en quart de finale aux tirs au but. Le parcours néerlandais est perturbé par des querelles internes à l'équipe, cinq joueurs noirs de l'Ajax formant un clan qu'ils baptisent De kabel (nl) après une déclaration fracassante d'Edgar Davids qui conseille à Hiddink « de cesser de mettre sa tête dans le cul de certains joueurs afin de voir plus clair », avant d'être exclu de la sélection.
Les Pays-Bas remportent leur groupe de qualification pour le mondial 1998 en gagnant six de leurs huit matchs. Ils perdent à l'extérieur (0-1) et concèdent le match nul (0-0) aux Turcs, mais ces derniers laissent filer trop de points et finissent troisièmes derrière les Belges. En France, les Pays-Bas retrouvent la Belgique au premier tour, ainsi que le Mexique et la Corée du Sud. Ils débutent par un match nul et vierge avec la Belgique, puis écrasent la Corée du Sud d'un convaincant 5-0 et, déjà qualifiés, font un nouveau résultat nul avec le Mexique (2-2). En huitième de finale, les Pays-Bas ouvrent le score par Bergkamp avant l'égalisation yougoslave par Slobodan Komljenović en seconde mi-temps. Quelques instants plus tard, la star Predrag Mijatović, deuxième au classement du Ballon d'or 1997, rate un penalty avant qu'Edgar Davids ne marque le but de la qualification dans les arrêts de jeu (2-1). En quart de finale au stade Vélodrome, les Pays-Bas affrontent l'Argentine pour la première fois depuis leur défaite en finale du mondial 1978. Après avoir frappé sur le montant du but de Carlos Roa, les Oranjes ouvrent la marque par Kluivert sur une remise de la tête de Bergkamp. Ils reculent ensuite et permettent l'égalisation argentine par Claudio López, parti à la limite du hors-jeu. Après l'expulsion d'Arthur Numan pour un second carton jaune, le meneur de jeu argentin Ariel Ortega prend d'assaut la défense orange qui plie mais ne rompt pas. À la 87e minute de jeu, Ortega simule une faute dans la surface de réparation et est expulsé à son tour après avoir asséné un coup de tête à Edwin van der Sar. Dans les dernières minutes du match, une longue transversale de Frank de Boer trouve Bergkamp à l'entrée de la surface qui élimine Roberto Ayala sur le contrôle avant d'enchaîner avec une frappe de l'extérieur du pied droit qui fait mouche (2-1), l'un des plus beaux buts de la compétition. Les Pays-Bas atteignent leur première demi-finale de Coupe du monde depuis 1978, et font face au Brésil, toujours à Marseille. Jaap Stam contre une première occasion de but de Ronaldo, mais il ne peut rien sur une ouverture de Rivaldo qui trouve Ronaldo pour le premier but de la rencontre. Après plusieurs possibilités pour Ronaldo de doubler la mise, c'est finalement Kluivert qui égalise de la tête à cinq minutes du terme sur un centre de Ronald de Boer (1-1). Durant la prolongation, Frank de Boer sauve à deux reprises le camp néerlandais face à Ronaldo et la qualification pour la finale se joue aux tirs au but, que les Pays-Bas perdent une nouvelle fois. Malgré le but de Boudewijn Zenden, les Pays-Bas terminent quatrièmes avec une défaite à Paris contre la Croatie (1-2) dans un match où tous les buts sont marqués dans les 35 premières minutes. Guus Hiddink démissionne après la Coupe du monde et cède sa place à Frank Rijkaard.

### Une génération talentueuse mais inconstante (2000-2008)
Les Pays-Bas et la Belgique coorganisent le championnat d'Europe en 2000 et sont donc dispensés de phase qualificative. Dans le tournoi, le premier match des Oranjes contre la République tchèque est poussif, les Néerlandais ne l'emportant que grâce à un penalty dans les dernières minutes (1-0). Contre le Danemark, après une première mi-temps là aussi poussive, ils accélèrent en seconde période pour gagner 3-0. Les Pays-Bas sont qualifiés pour les quarts de finale mais, afin de jouer à domicile plutôt qu'en Belgique, ils s'attachent à gagner le dernier match contre la France (3-2) qui aligne son équipe bis et qui mène malgré tout deux fois au score. En quart de finale, la Yougoslavie oppose une faible résistance, Patrick Kluivert ouvrant le score après un long une-deux avec Bergkamp et doublant la mise sur une passe de Davids au milieu d'une défense apathique. En seconde mi-temps, le calvaire des défenseurs yougoslaves continue et Kluivert pousse Dejan Govedarica à marquer contre son camp avant de signer un triplé sur une passe de Zenden. Marc Overmars corse l'addition d'une reprise de volée à vingt mètres du but yougoslave puis signe un doublé en reprenant une frappe sur le poteau de Philip Cocu. Dans les dernières secondes de jeu, Savo Milošević sauve l'honneur en poussant le ballon dans le but néerlandais après une frappe de Mijatović sur la barre transversale (6-1).
Mais contre l'Italie en demi-finale, la malédiction des tirs au but continue et les Pays-Bas sont éliminés (0-0, 1-3 aux tirs au but) dans un match de légende. Gianluca Zambrotta est expulsé au début de la rencontre, ce qui donne aux Pays-Bas l'avantage de jouer à onze contre dix. Mais malgré de nombreuses occasions de but dont une frappe de Bergkamp sur le poteau, les Italiens recroquevillés en défense tiennent le coup. Symbole de la malchance des Pays-Bas, ils ratent deux penalties dans le temps réglementaire, l'un par Frank de Boer et l'autre par Kluivert qui touche le poteau, ce qui donne à la Squadra Azzurra un avantage psychologique pour les tirs au but qu'elle atteint presque miraculeusement vu le scénario de la rencontre. Effectivement, Francesco Toldo se montre héroïque lors de cette séance, comme tout au long de l'Euro en général, et Francesco Totti se paie même le luxe de tenter une panenka. Rijkaard démissionne à l'issue de la compétition.
Les Néerlandais ne participent pas à la Coupe du monde 2002, terminant troisièmes du groupe de qualification derrière le Portugal et l'Irlande. Ils ne sont pas parvenus à gagner contre leurs adversaires pour la qualification, cédant des points contre le Portugal (défaite 2-4 à domicile, nul 2-2 au Portugal) et perdant un match décisif en Irlande (0-1). Pour la première fois depuis 1986, l'équipe néerlandaise reste à la maison lors d'une compétition majeure. Malgré la déception des supporteurs et des médias néerlandais, la faute de ces résultats décevants est imputée aux joueurs manquant de qualités collectives. Pourtant, l'entraîneur Louis van Gaal quitte la barre du navire néerlandais après cet échec.

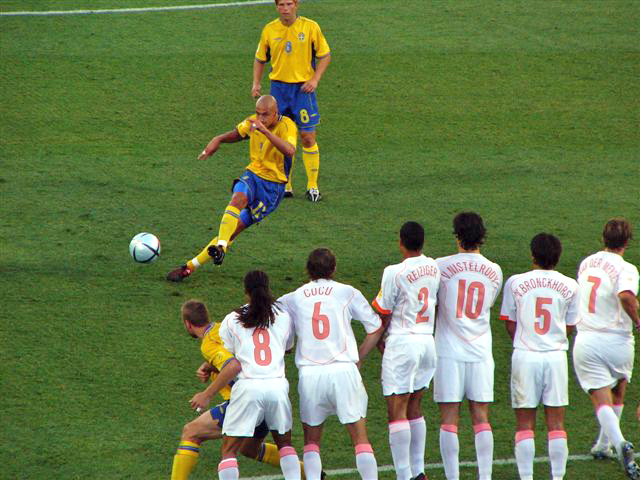
Coup-franc du Suédois Henrik Larsson contre les Pays-Bas à l'Euro 2004.

Repris en main par Dick Advocaat, les Oranjes se classent deuxièmes de leur groupe de qualification pour le Championnat d'Europe au Portugal, derrière les Tchèques de Jan Koller qui sont les seuls à les vaincre (1-3). De fait, les Néerlandais doivent passer par un barrage contre l'Écosse. Après une défaite à Hampden Park (0-1), ils s'imposent largement au match retour (6-0, dont un triplé de Ruud van Nistelrooy) et valident leur qualification. À l'Euro 2004, privés de Mark van Bommel pour cause de blessure, ils terminent deuxièmes d'un « groupe de la mort ». Ils entament la compétition par un nul contre l'Allemagne (1-1) avant de perdre contre les Tchèques qui les avaient déjà devancés en qualification. Ils mènent pourtant rapidement par deux buts à zéro avant de s'incliner (2-3), Advocaat faisant entrer Paul Bosvelt à la place d'Arjen Robben alors qu'ils mènent encore 2-1, ce qui provoque l'ire des supporteurs et des médias néerlandais. Mais ils battent la Lettonie (3-0) pendant que les Allemands s'inclinent devant la République tchèque déjà qualifiée, ce qui les qualifie pour les quarts de finale. Ils jouent ainsi contre la Suède. Le match est à haut rythme et les occasions se multiplient, Ruud van Nistelrooy et Henrik Larsson frappant même les montants des buts adverses respectifs. Mais malgré cela, le score reste nul et vierge et la décision se fait aux tirs au but où les Néerlandais l'emportent pour la première fois de leur histoire, brisant ainsi la malédiction qui planait depuis l'Euro 1992 sur cette séance particulière. Cependant les Pays-Bas échouent en demi-finale contre le Portugal (1-2) qui joue à domicile. Advocaat démissionne du poste d'entraîneur peu après.

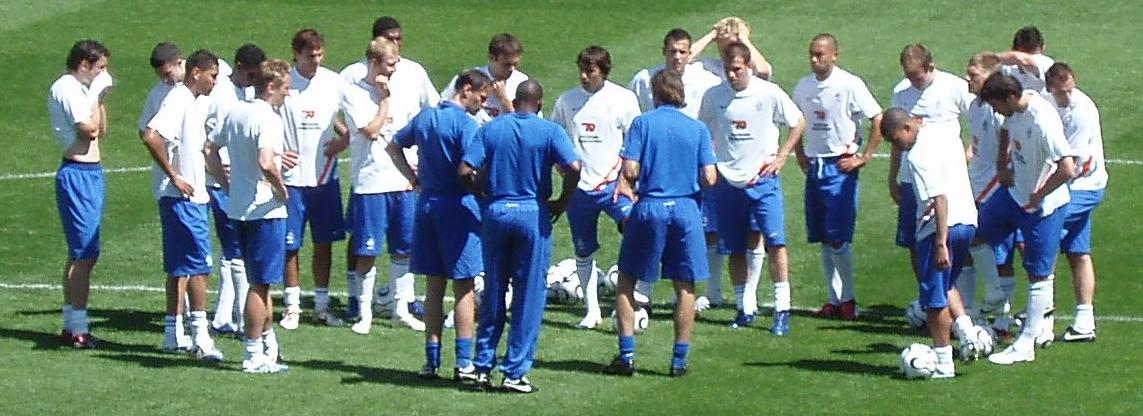
Cadre de la Coupe du monde 2006.

Marco van Basten, gloire néerlandaise des années 1980, prend les rênes de l'équipe nationale en juillet 2004. Il décide de la rajeunir, donnant leur chance à Dirk Kuyt ou Robin van Persie au détriment des expérimentés Roy Makaay, Clarence Seedorf ou Edgar Davids. Il change également de style de jeu, passant du traditionnel 4–3–3 à une disposition en 4–2–3–1. Van Basten obtient des résultats en qualifications pour la Coupe du monde 2006, les Néerlandais remportant tous leurs matchs sauf deux résultats nuls contre la Macédoine. Lors de la Coupe du monde 2006, les Pays-Bas passent le premier tour sans toutefois briller (victoires 1-0 sur la Serbie-et-Monténégro et 2-1 contre la Côte d'Ivoire et nul 0-0 avec l'Argentine) dans un groupe annoncé là aussi comme « groupe de la mort », les Néerlandais se classant deuxièmes derrière les Argentins, devancés à la différence de buts. En huitième de finale, le Portugal leur barre à nouveau la route sur le score d'un but à zéro. Le match, haché par les fautes, est connu pour les nombreux cartons distribués par Valentin Ivanov. Un total de vingt cartons est sorti, seize jaunes et quatre rouges, deux pour chaque équipe. Malgré les critiques entourant sa politique de sélection et le manque de jeu offensif de son équipe, Marco van Basten se voit offrir une prolongation de deux ans de son contrat par la fédération néerlandaise, le prolongeant jusqu'au mondial 2010. Ce choix est vu comme un vote de confiance des dirigeants de la KNVB en van Basten et ses assistants.

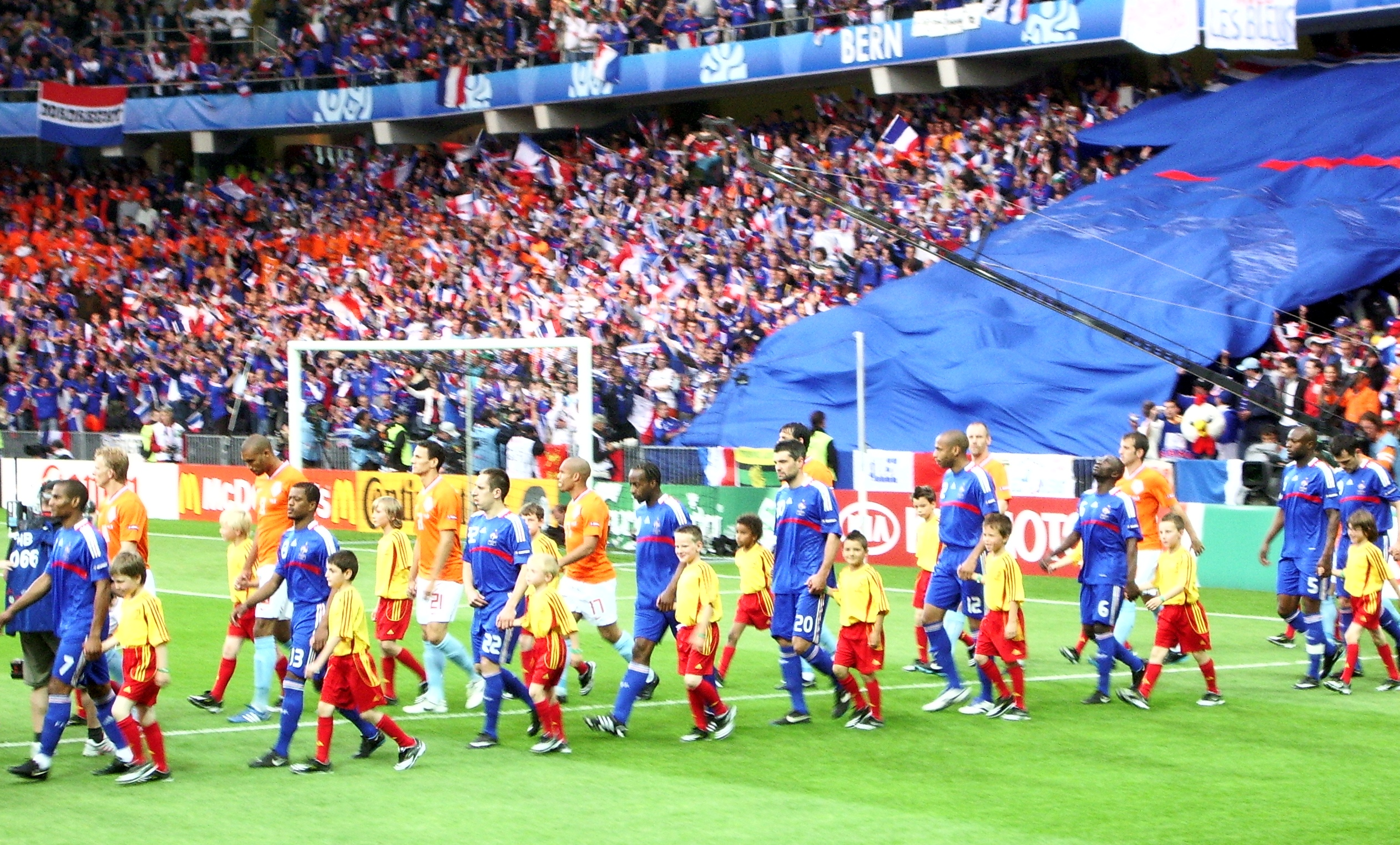
Entrée des équipes de France et des Pays-Bas à l'Euro 2008.

Le 2 septembre 2006, les Pays-Bas entament leur campagne de qualification pour l'Euro 2008 avec une victoire à Luxembourg. En septembre 2007, ils vainquent la Bulgarie à l'Amsterdam Arena sur des buts de Wesley Sneijder et Ruud van Nistelrooy, puis remportent une victoire âprement disputée contre l'Albanie, van Nistelrooy marquant le but de la victoire dans le temps additionnel. Cette dernière victoire permet à l'équipe néerlandaise de se placer en deuxième position, à égalité de points avec la Roumanie, mais avec une moins bonne différence de buts. Les Oranjes sont battus en Roumanie (0-1) le 13 octobre 2007, mais quatre jours plus tard, la victoire des Pays-Bas sur la Slovénie (2-0), tandis que leurs rivaux bulgares ne prennent qu'un point en Albanie, offre aux Pays-Bas la possibilité de se qualifier pour l'Euro 2008 s'ils gagnent l'un de leurs deux derniers matchs. Mission accomplie le 17 novembre 2007 après une courte victoire sur le Luxembourg (1-0, but de Danny Koevermans). Battus en Biélorussie lors du dernier match (1-2), les Néerlandais ne semblent pas au mieux. Pourtant dès le début de l'année 2008, cette apparence change totalement. Ils jouent leur premier match contre la Croatie à Split, et sans Ruud van Nistelrooy, Robin van Persie, Clarence Seedorf, Orlando Engelaar et Arjen Robben, l'emportent 3-0. Le premier but est marqué par John Heitinga de la tête, tandis que Klaas-Jan Huntelaar signe le deuxième but sur une passe de Tim de Cler et Jan Vennegoor of Hesselink le but final. En match de préparation contre l'Autriche, ils gagnent 4-3, renversant le score après avoir été mené de trois buts en première période. Plus tard, ils écrasent l'Ukraine (3-0), quart de finaliste du dernier mondial.
En phase finale, les Oranjes tombent dans le groupe de la Roumanie, de l'Italie et de la France, une nouvelle fois qualifié de « groupe de la mort ». Pour son entrée dans la compétition le 9 juin 2008 à Berne, la sélection néerlandaise fait forte impression et se place dès le début de la compétition en position de favorite en l'emportant pour la première fois depuis trente ans sur l'Italie (3-0), championne du monde en titre. Elle continue sur sa lancée en disposant des Français (4-1), vice-champions du monde en 2006, puis des Roumains (2-0), en n'alignant pas son équipe-type, étant sûre d'arriver première de son groupe. Le 21 juin, elle est éliminée de la compétition en perdant en prolongation face à une équipe de Russie plus ambitieuse et inspirée, à l'image de son meneur de jeu Andreï Archavine, et entraînée par Guus Hiddink, en dépit d'une égalisation tardive par Ruud van Nistelrooy (1-3). À la suite de cet Euro, c'est Bert van Marwijk qui reprend les rênes de la sélection, succédant à Marco van Basten, parti entraîner l'Ajax.

### LesOranjeau sommet (2010-2014)

#### Coupe du monde 2010: si proche d'un premier titre mondial

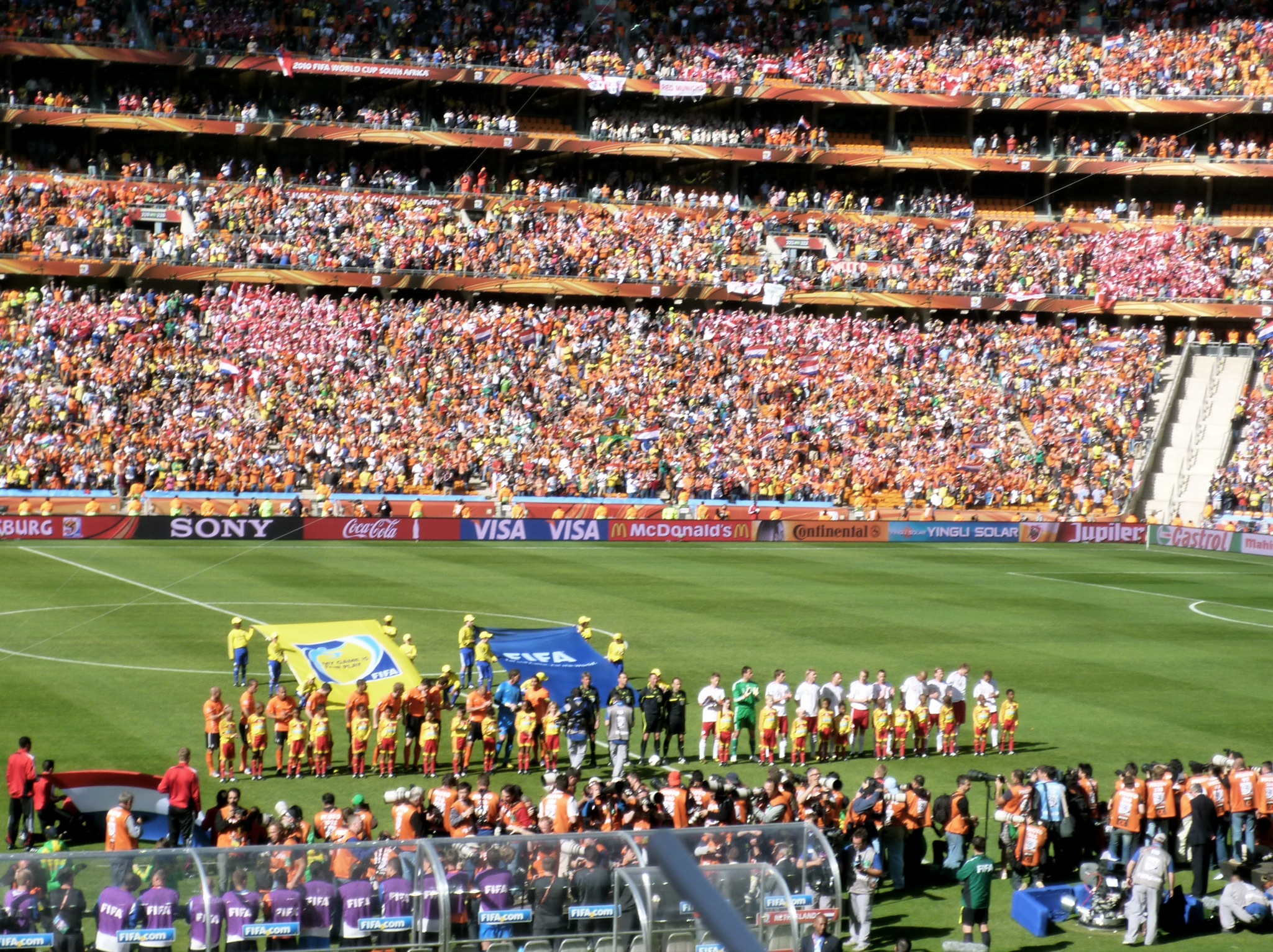
Présentation des équipes avant le match contre le Danemark au mondial 2010.

Le nouveau sélectionneur Bert van Marwijk utilise le plus souvent Klaas-Jan Huntelaar comme nouvel avant-centre de la sélection et successeur de Van Nistelrooy. L'équipe néerlandaise réussit un parcours parfait en campagne de qualification pour la Coupe du monde 2010 dans le groupe 9, en compagnie d'équipes nettement inférieures sur le papier (Norvège, Islande, Macédoine et Écosse), remportant ses huit matchs en n'encaissant que deux buts et devenant la première équipe européenne à se qualifier pour la phase finale en Afrique du Sud, terminant première de son groupe loin devant la Norvège, qui ne goûte même pas aux barrages. Le tirage au sort du 4 décembre 2009 place les Pays-Bas têtes de série. Ils sont répartis dans le groupe E, en compagnie du Danemark, du Japon et le Cameroun. Les Oranjes effectuent une préparation exemplaire avec quatre victoires en quatre matchs de préparation : deux premiers succès sur le même score de deux buts à un successivement contre les États-Unis le 3 mars puis le Mexique le 26 mai avant d'écraser le Ghana (4-1) le 1er juin et la Hongrie (6-1) le 5 juin.
Le premier match contre les Danois démarre lentement : 0 à 0 à la mi-temps. Dès la seconde période deux joueurs de Liverpool font basculer la rencontre, Daniel Agger marque contre son camp, et Dirk Kuyt en rajoute une couche : 2-0 pour les Oranjes. Lors de leur deuxième match, ils battent 1-0 une solide équipe japonaise et se qualifient avant même d'affronter le Cameroun, coulé par le Danemark. Les « Lions indomptables » ouvrent le score mais les Oranjes marquent deux fois (score final 2-1) et sont la seule équipe, avec l'Argentine, à réaliser trois victoires en trois matchs. Ils terminent premiers du groupe, devant le Japon.

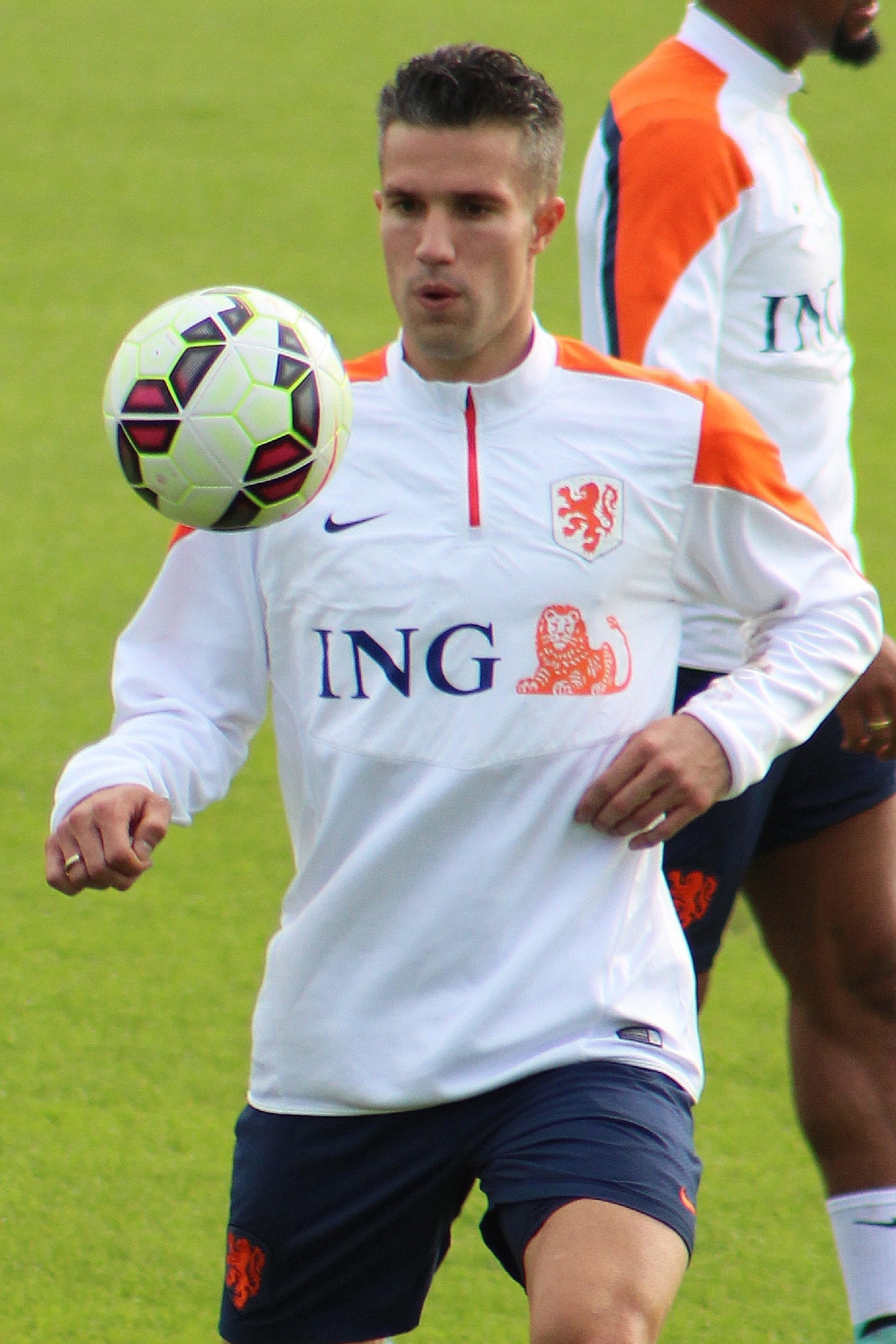
Robin van Persie, attaquant star des années 2000 et 2010 et meilleur buteur de l'histoire de la sélection.

En huitièmes de finale, ils affrontent la seule équipe néophyte de la compétition, la Slovaquie, bourreau surprise du champion du monde en titre, l'Italie. Mais les Pays-Bas se qualifient par deux buts à un, encaissant un pénalty de Róbert Vittek à la dernière seconde. Ils se qualifient pour les quarts de finale et tombent sur le Brésil, comme en 1994. Les Auriverdes confirment leur statut de favoris en marquant à la dixième minute, les Européens étant dominés durant une mi-temps entière. Puis Wesley Sneijder égalise sur un centre tir dévié par Felipe Melo. Et enfin, c'est ce même Sneijder, pourtant le plus petit joueur sur la pelouse, qui de la tête permet aux Pays-Bas de faire partie du dernier carré et d'écarter le Brésil. En demi-finale, ils affrontent encore une équipe sud-américaine, la dernière encore en lice : l'Uruguay qui a sorti le Ghana au tour précédent aux tirs au but, après un pénalty ghanéen raté à la dernière seconde à la suite d'une faute de main volontaire de Luis Suárez, expulsé et donc absent face aux Oranjes. Les Pays-Bas ouvrent le score d'une frappe lointaine de Giovanni van Bronckhorst qui nettoie la lucarne gauche du but de Fernando Muslera, mais Diego Forlán égalise avant la mi-temps. Ils se mettent ensuite définitivement à l'abri en inscrivant deux buts, le premier par Sneijder sur un tir contré et le second par Robben de la tête sur un centre de Kuyt et se qualifient en finale pour la première fois depuis 1978. Néanmoins, des critiques estiment que l'équipe néerlandaise bafoue ses principes, inspirés par le « football total » et les qualités individuelles, remplacés par un style de jeu défensif et utilisant tous les coups pour gagner. Des comparaisons sont même faites entre le pragmatisme de Van Marwijk et la politique populiste de Geert Wilders.
Le 11 juillet au Soccer City de Johannesburg, les Oranjes affrontent l'Espagne, vainqueur de l'Allemagne (1-0) dans l'autre demi-finale. C'est la première finale depuis 1978 où aucun participant n'a gagné de Coupe du monde auparavant. C'est également la première Coupe du monde hors d'Europe remportée par une équipe européenne. La qualité du match est plus que médiocre et quatorze cartons jaunes et un rouge sont distribués, dont neuf jaunes et un rouge pour les Pays-Bas. Le carton rouge est montré à Heitinga dans la deuxième moitié de la prolongation à la suite de deux jaunes. Une faute, par Nigel de Jong qui plante ses crampons dans la poitrine de Xabi Alonso, reçoit une attention particulière, certains – dont Howard Webb, l'arbitre de la rencontre – estimant après coup qu'elle aurait mérité une expulsion. Les Pays-Bas se créent la meilleure occasion du temps réglementaire lorsque Robben se présente seul face à Iker Casillas mais perd son duel. La prolongation offre plus de possibilités aux deux équipes et Andrés Iniesta marque le but victorieux dans la deuxième mi-temps de celle-ci (0-1). Cependant, les Oranjes sont accueillis en héros dans leur pays, reconnaissant de voir enfin ses joueurs faire mieux que le voisin et grand rival allemand, éliminé lui en demi-finale. Cette deuxième place n'empêche pas des réactions négatives. Le quotidien néerlandais NRC Handelsblad écrit que les Pays-Bas n'ont jamais joué un bon match malgré la domination, et que leur jeu « laid », « destructeur » et « grossier » est une mauvaise publicité pour les Pays-Bas. Van Marwijk admet lors de la conférence de presse d'après-match que l'Espagne méritait de gagner et en profite également pour critiquer l'arbitrage.

#### Euro 2012: échec cuisant en phase de poule

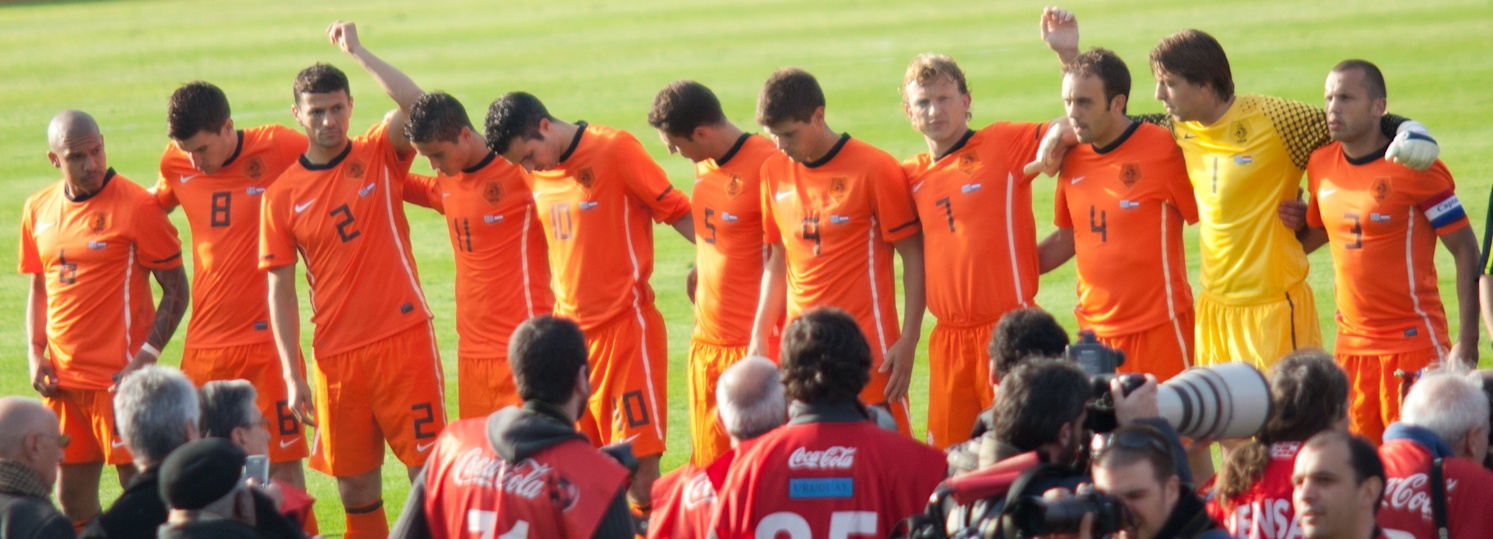
L'équipe des Pays-Bas en 2011.

Après la défaite en finale de la Coupe du monde, les Pays-Bas sont tête de série pour les qualifications de l'Euro 2012 et tombent dans le groupe E avec la Suède, la Hongrie, la Moldavie, la Finlande, et Saint-Marin. Ils commencent les qualifications en s'imposant facilement à Saint-Marin sur le score de 5-0, battent la Finlande (2-1), la Moldavie (1-0), la Suède (4-1), puis la Hongrie (4-0) à Budapest. Ils finissent en tête du groupe au terme des matchs aller avec cinq victoires en autant de matchs. Ils commencent la phase retour des qualifications en battant 5-3 la Hongrie puis partent faire une tournée amicale en Amérique du Sud où ils font match nul successivement face au Brésil (0-0) puis l'Uruguay (1-1). Le 24 août 2011, pour la première fois de leur histoire, les Pays-Bas atteignent la première place du classement mondial de la FIFA, devant l'Espagne, mais retrouvent leur deuxième place dès la fin du mois de septembre.

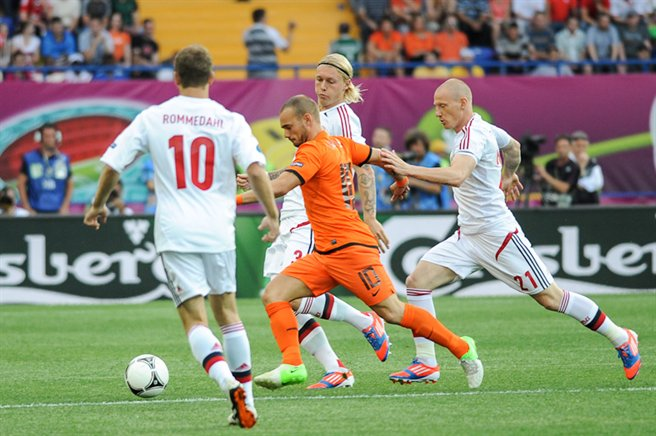
Scène du match contre le Danemark lors de l'Euro 2012.

Le 2 septembre, les Oranjes battent le record de buts de l'équipe en inscrivant onze buts à l'Amsterdam Arena face à Saint-Marin. Quatre jours plus tard, ils s'imposent en Finlande et obtiennent officiellement leur qualification pour la phase finale de l'Euro. Après une nouvelle victoire sur la Moldavie (1-0), les Oranjes perdent leur unique rencontre des éliminatoires en Suède (2-3). Au mois de novembre 2011, ils encaissent une lourde défaite lors d'un match amical face à l'Allemagne (0-3). Commencent alors les matchs de préparation à l'Euro, les Pays-Bas l'emportent le 29 février en Angleterre (3-2) avant d'encaisser deux revers successivement le 22 mai face au Bayern Munich (2-3), puis à domicile le 26 mai face à la Bulgarie (1-2), qui montrent les faiblesses de la défense néerlandaise. Cependant, ils se reprennent le 29 mai face à la Slovaquie (2-0) puis le 1er juin en écrasant l'Irlande du Nord (6-0).
Avant la phase finale, les Pays-Bas sont mentionnés parmi les favoris pour la victoire. Les Néerlandais tombent dans un « groupe de la mort » composé du Danemark, du Portugal et de l'Allemagne, et livrent leur pire bilan dans un tournoi majeur avec trois défaites consécutives. Les Oranjes commencent le tournoi par une défaite contre le Danemark (0-1) en dépit de nombreuses occasions et où l'arbitre ne voit pas deux mains de joueurs danois dans leur propre surface qui auraient pu valoir deux penalties en faveur des Néerlandais. Il s'ensuit une autre défaite contre l'Allemagne (1-2) et ne parvenant pas à se sortir de cette spirale, ils se font définitivement éliminer par le Portugal en encaissant un doublé de Cristiano Ronaldo (1-2). Johan Cruyff critique les prestations des joueurs, surtout celles des stars de l'équipe,. Il est souligné que les joueurs néerlandais ont lutté avec des querelles intestines et des mauvais comportements. Après ces mauvais résultats, Bert van Marwijk démissionne avant la fin de son contrat qui court jusqu'en 2016, et est remplacé par Louis van Gaal.

#### Coupe du monde 2014: une troisième place achevée avec éclat

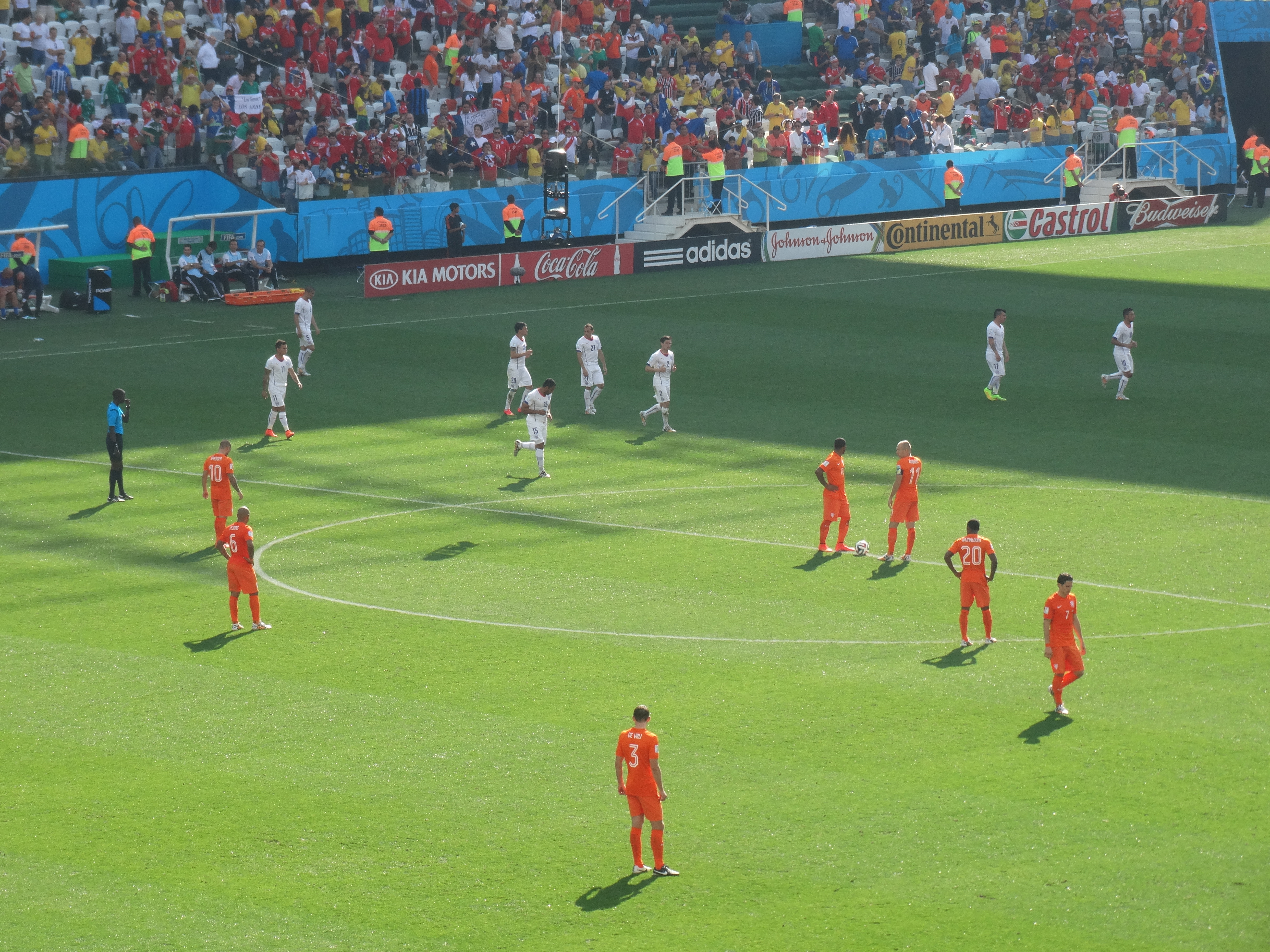
Match contre le Chili lors du mondial brésilien.

Le nouvel entraîneur revient à un style de jeu plus « néerlandais » avec une formation en 4-3-3, même si certains sceptiques trouvent à la nouvelle formation un faux air de l'ancien 4-2-3-1 de Van Marwijk. Les Pays-Bas commencent par une défaite en match amical contre la Belgique mais remportent les quatre premiers matchs des éliminatoires de la Coupe du monde 2014, dont une victoire à domicile contre la Turquie (4-1) et des victoires à l'extérieur en Hongrie et en Roumanie. Dans plusieurs de ces matchs, van Gaal lance la carrière internationale de jeunes joueurs, parmi lesquels Luciano Narsingh. Les Pays-Bas ont l'occasion de valider leur billet pour le Brésil en se déplaçant en Estonie, mais un doublé de Konstantin Vassiljev contrecarre leurs plans et Robin van Persie arrache l'égalisation dans les arrêts de jeu (2-2). Après une victoire à Andorre-la-Vieille (2-0), les Pays-Bas se qualifient pour la Coupe du monde en tant que vainqueurs de groupe. Ils déroulent ensuite face à la Hongrie (8-1) et en Turquie (2-0). Au total, ils marquent 34 buts en dix matchs, dont onze signés Van Persie, n'en encaissent que cinq, et finnissent la phase éliminatoire invaincus.

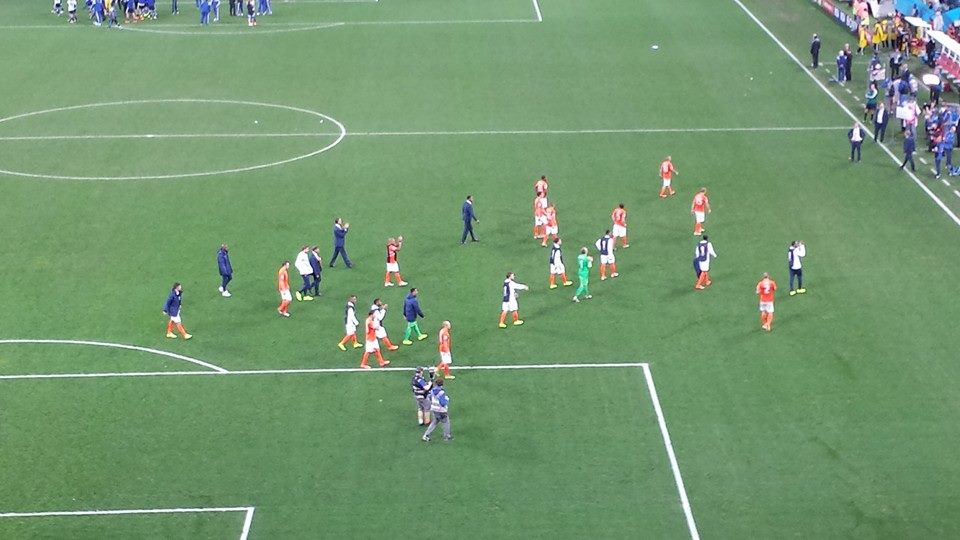
Les joueurs après leur défaite face à l'Argentine en demi-finale du mondial 2014.

Pendant la Coupe du monde, Van Gaal passe au 5-3-2 et opte pour une tactique basée sur les contre-attaques à cause de la blessure de Kevin Strootman qu'il jugeait indispensable au bon fonctionnement de l'équipe dans le 4-3-3. Tirés dans le groupe B, ils affrontent l'Australie, le Chili mais surtout l'Espagne, qui avait privée les Oranje d'un titre mondial quatre ans plus tôt. Le 13 juin 2014, à l'Arena Fonte Nova, les Néerlandais prennent leur revanche sur les Espagnols en leur infligeant une lourde défaite 5-1, avec des doublés de van Persie et de Robben. Cinq jours plus tard, les hommes de van Gaal viennent difficilement à bout des Australiens 3-2. C'est Memphis Depay, 20 ans à l'époque, qui permet aux Oranje de remporter le match en marquant son premier but en sélection. Les Néerlandais terminent premier du groupe avec trois victoires, en battant les Chilliens 2-0. Les Oranjes affrontent alors le Mexique en huitième de finale et se qualifient avec difficulté en marquant deux buts dans les toutes dernières minutes du match (Sneijder à la 88e minute) dont un penalty « généreux » accordé suite à une faute sur Robben dans la surfance mexicaine. Huntelaar transforme le penalty et envoie ses coequipiers en quart de final de la Coupe du monde pour la sixième fois de leur histoire. Ils y affrontent le Costa Rica, grande surprise du mondial, qui les mène jusqu'aux tirs au but conclus par une victoire néerlandaise (0-0, t.a.b. 4-3). Les médias saluent l'audace de Van Gaal qui a fait entrer Tim Krul, troisième gardien, à la fin de la prolongation, choix qui s'avère payant car il a arrêté deux tirs costariciens,. Cependant, ce beau parcours s'arrête en demi-finale puisque les Néerlandais perdent face à l'Argentine (0-0, t.a.b. 3-4), dans un match où les défenses étaient mises à l'honneur.  Lors du match de la troisième place, critiqué par Van Gaal et Robben pour son inutilité, les Oranje écrasent le Brésil 3-0, pays organisateur qui venait de perdre 7-1 contre l'Allemagne, future championne du monde. Les Néerlandais terminent le Mondial brésilien sur une bonne note. Louis van Gaal démissionne par la suite, ayant auparavant signé dans le club anglais de Manchester United.

### Période de creux et transition générationnelle (2015-2018)

#### Euro 2016: échec surprise aux éliminatoires
La Fédération néerlandaise annonce quelques jours plus tard le retour de Guus Hiddink à la tête de la sélection jusqu'à la fin de l'Euro 2016, en compagnie de Ruud van Nistelrooy et Danny Blind,. Après 5 défaites en 10 matchs joués sous sa direction et une 3e place de barragiste dans les éliminatoires pour l'Euro 2016, il démissionne le 29 juin 2015,. Son adjoint, Danny Blind, le remplace mais s'avère incapable de renverser la tendance. Les Pays-Bas ne parviennent pas à finir parmi les trois premiers de leur groupe de qualification et sont éliminés de la course à l'Euro après sept participations consécutives en phase finale. Blind refuse après cela de démissionner, malgré la pression populaire voulant voir arriver Ronald Koeman à la tête de la sélection. Le sélectionneur dit se focaliser désormais sur les éliminatoires pour la Coupe du monde de 2018, en s'appuyant notamment sur Vincent Janssen, Davy Klaassen et Memphis Depay.

#### Qualification manquée à la Coupe du monde de 2018
Pour se qualifier à la Coupe du monde de 2018 en Russie, les Pays-Bas héritent du groupe A, très relevé, avec notamment la France et la Suède, mais aussi la Bulgarie qui peut venir jouer les trouble-fêtes. Les éliminatoires commencent bien avec un nul arraché en Suède (1-1) et une victoire à domicile face à la Biélorussie (4-1). Mais les Oranjes sont battus à domicile par la France (0-1) et perdent la 2e place au profit de la Suède. Ils la retrouvent cependant grâce à la défaite de ces derniers à Paris (2-1) et en se sortant du piège luxembourgeois où la sélection devait se contenter du match nul jusqu'à ce que Memphis Depay débloque la situation avec un doublé (3-1). Durant la 5e journée, un match catastrophique en Bulgarie (2-0) leur fait perdre la 2e place synonyme de barrages. Après la victoire en juin contre le Luxembourg (5-0), la cinglante défaite en France (4-0), puis trois dernières victoires, ils terminent à la troisième position à égalité de points avec la Suède mais avec un goal-average plus faible et ne sont donc pas qualifiés pour le deuxième tournoi international consécutif. Danny Blind est alors remercié puis remplace en 2018 par Ronald Koeman. Les matchs amicaux pour l'année 2018 se révèlent mitigés dans l'ensemble : défaite d'un but face à l'Angleterre, victoire écrasante sur le Portugal (3-0), et deux matchs nuls face à la Slovaquie et l'Italie.

### Retour au premier plan (depuis 2019)

#### Finaliste de la première Ligue des Nations
Pour la première édition de la Ligue des Nations, les Pays-Bas sont affectés en ligue A dans un groupe très relevé avec les deux derniers vainqueurs de la coupe du monde: l'Allemagne et la France. Les Pays-Bas débutent avec une défaite 2 buts à 1 en France après être revenu au score. Les Oranje vont pourtant surprendre les observateurs en s'imposant largement face à l'Allemagne (3-0) et à la France (2-0) à domicile, matchs dans lequel ils auront réalisé de nombreux tirs cadrés qui auraient pu alourdir le score. Ils vont même prendre la première place du groupe à la France en arrachant le nul à Munich (2-2) pour se qualifier au Final Four de la Ligue des Nations. Lors du tournoi final, ils s'imposeront en prolongation face à l'Angleterre (3-1), avant de perdre en finale face au Portugal (1-0). Malgré la défaite, les Oranjes rivalisent à nouveau avec les plus grandes nations européennes.

#### Euro 2021: échec surprise en huitième de finale
La qualification pour le Final four de la Ligue des Nations permet aux Pays-Bas d'être tête de série pour les éliminatoires de l'Euro 2020 et de pouvoir participer aux barrages s'ils ne parviennent pas à finir parmi les deux premiers de groupe. Ils tombent cependant sur l'Allemagne, l'adversaire le plus redouté du chapeau 2. Après avoir perdu contre eux à domicile (2-3), ils s'imposeront à l'extérieur (4-2). Ils vont se qualifier à l'avant dernière journée grâce à un match nul face à l'Irlande du Nord (0-0) et finir 2e de groupe derrière l'Allemagne. Les Pays-Bas accueillent trois des matches de poule de l'Euro 2020, et sont placés dans le groupe C avec l'Ukraine, La Macédoine du Nord, et l'Autriche. Ils terminent premier du groupe C avec 3 victoires en 3 matchs, ce qui leur permet de se qualifier en 8es opposés à la République tchèque. Malgré leur statut de favori, les Oranje sont défaits par les tchèques, en ne cadrant aucun de leur tir durant le match, concédant l'ouverture du score puis le break à la suite de l'expulsion de de Ligt pour une main volontaire (0-2). Cette élimination est alors la première surprise de la compétition et le sélectionneur Frank De Boer laisse en conséquence sa place à Louis Van Gaal, qui occupe ce poste pour la troisième fois de sa carrière.

#### Coupe du monde de 2022: une coupe du monde solide, éliminée aux portes du dernier carré
Les Pays-Bas sont placés dans le groupe G de la zone Europe pour les éliminatoires de la Coupe du monde prévue au Qatar, avec la Turquie, la Norvège, le Monténégro, la Lettonie et Gibraltar. Les Néerlandais terminent en tête du groupe et avec 7 victoires en 10 matchs pour un total de 33 buts marqués pour seulement 8 encaissés.
Tirés au sort dans le groupe A, en compagnie du pays hôte, du Sénégal, champion d'Afrique en titre, ainsi que de l'Équateur. Ils terminent premier de leur groupe avec deux victoires et un match nul (contre l'Équateur), et affrontent les États-Unis en huitième de finale. Memphis Depay ouvre la marque à la 10e minute de jeu, tandis que Blind fait le break en toute fin de première période (45+1). La Team USA réduit la marque en seconde période (76e) mais Denzel Dumfries délivre les siens sur un centre du Blind, auteur du deuxième but (81e). Le score n'évolue plus, et les hommes de Van Gaal se retrouvent en quart de finale confrontés à l'Argentine pour la sixième fois en Coupe du monde, après 1974, 1978, 1998, 2006 et 2014. La rencontre est alors dominée par l'Albiceleste. Nahuel Molina ouvre le score à la 35e minute grace à une sublime passe décisive de Lionel Messi, qui fait le break sur pénalty à la 73e. Mais les Oranje ne lâchent pas prise, et parviennent à revenir au score, premièrement grâce à un but de Weghorst de la tête sur un centre de Steven Berghuis à la 83e minutes. En toute fin du temps additionel (90+10), Teun Koopmeiners tire un coup franc brillant qui trompe la défense de l'Argentine et permet à Weghorst de marquer et d'envoyer les deux équipes en prolongations. Le match se termine sur une séance de tir aux buts, la quatrième dans ce mondial à ce stade, qui voit les Pays-Bas chuté face à Emiliano Martinez, le portier argentin qui arrête les frappes de van Dijk et de Berghuis, envoyant l'Albiceleste en demi-finale. Les Pays-Bas sortent la tête haute face au futur vainqueur de la comptétition dans un match qui restera dans l'histoire comme l'un des plus tendus, avec 18 cartons jaunes et un carton rouge attribués au cour de la rencontre.

#### Euro 2024: un parcours réussi, une première demi-finale depuis 2004
En janvier 2023, la séléction néerlandaise voit le retour de Ronald Koeman sur le banc, après la retraite de van Gaal. C'est la deuxième fois que l'ancien défenseur des Oranje est nommé à ce poste. Pour son premier match à la tête de la sélection, les Pays-Bas subissent une lourde défaite 0-4 contre l'Équipe de France (alors vice-championne du monde) dans le cadre des éliminatoires de l'Euro 2024. Malgré une autre défaite contre la France, les Pays‑Bas ont fait preuve de régularité et d’efficacité, s’assurant une qualification confortable pour l’Euro 2024 en Allemagne. Les matchs de préparations sont convaincants, avec trois victoires 4-0 contre succésivement l'Ecosse, le Canada et l'Islande, et une défaite 1-2 contre l'hôte allemand.
Lors de l'euro 2024, les Oranje héritent d'un groupe relevé où ils retrouvent la France, l'Autriche et la Pologne. Elle commence par une victoire difficile face au polonais (2-1), arrachée à la 83e minutes par Weghorst, puis un match nul et vierge face à aux Bleus (0-0) après notamment un but refusé de Simons à la 69e minute pour hors-jeu, puis se fait surprendre par l'Autriche (2-3) au terme d'un match fou après avoir égalisé à deux reprises dans le match. Ils se qualifient pour les huitièmes de finales en finissant parmi les meilleurs troisièmes, puis affronte la Roumanie, qu'ils battent largement (3-0) grâce à un doublé de Donyell Malen. En quart de final, ils affrontent la Turquie, qui vient de battre l'Autriche au tour précédent. Après avoir été mené au score jusqu'au dernier quart d'heure, ils parviennet à renverser la situation grâce à de Vrij et à un contre son camp du Turc Mert Müldür pour l'emporter 2-1. Ils rejoignent les demis-final de la compétition pour la première fois depuis 2004, face à l'Angleterre. Malgré l'ouverture du score de Xavi Simons à la 7e minute, ils sont rejoints au score sur pénalty à la 17e minute, le reste de la rencontre fut animé avec des occasions des deux côtés jusqu'à ce qu'Ollie Watkins leur barre la porte à la finale à la 91e minute. Le match se termine sur le score de deux buts à un pour l'Angleterre qui atteint la finale de l'Euro pour la deuxième fois d'affilée. Les Pays-Bas sortent alors d'un Euro réussi, alors que l'équipe est en pleine reconstruction.

## Personnalités historiques de l'équipe des Pays-Bas

### Joueurs emblématiques
| Détenteurs successifs du record de sélections | Détenteurs successifs du record de sélections | Détenteurs successifs du record de sélections |
| --------------------------------------------- | --------------------------------------------- | --------------------------------------------- |
| Joueur                                        | Période                                       | Sélections                                    |
| Ben Stom (en)                                 | 1905-1908                                     | 9                                             |
| Reinier Beeuwkes                              | 1908-1911                                     | 19                                            |
| Bok de Korver                                 | 1911-1925                                     | 31                                            |
| Harry Dénis                                   | 1925-1937                                     | 56                                            |
| Puck van Heel                                 | 1937-1979                                     | 64                                            |
| Ruud Krol                                     | 1979-2000                                     | 83                                            |
| Aron Winter                                   | 1987-2000                                     | 84                                            |
| Frank de Boer                                 | 2000-2006                                     | 112                                           |
| Edwin van der Sar                             | 2006-2017                                     | 130                                           |
| Wesley Sneijder                               | 2017-                                         | 134                                           |
| Meilleurs buteurs successifs                  |                                               |                                               |
| Joueur                                        | Période                                       | Buts                                          |
| Eddy de Neve (en)                             | 1905-1908                                     | 5                                             |
| Edu Snethlage                                 | 1908-1910                                     | 10                                            |
| Jan Thomée                                    | 1910-1913                                     | 16                                            |
| Mannes Francken                               | 1913-1935                                     | 17                                            |
| Beb Bakhuys                                   | 1935-1958                                     | 28                                            |
| Abe Lenstra                                   | 1958-1959                                     | 33                                            |
| Faas Wilkes                                   | 1959-1998                                     | 35                                            |
| Dennis Bergkamp                               | 1998-2003                                     | 37                                            |
| Patrick Kluivert                              | 2003-2013                                     | 40                                            |
| Robin van Persie                              | 2013-                                         | 50                                            |
| Record de capitanats                          |                                               |                                               |
| Joueur                                        | Période                                       | Matchs                                        |
| Frank de Boer                                 | 1995-2004                                     | 71                                            |
| Virgil van Dijk                               | 2018-                                         | 58                                            |
| Ruud Krol                                     | 1973-1982                                     | 45                                            |
| Ruud Gullit                                   | 1986-1992                                     | 41                                            |
| Harry Dénis                                   | 1924-1930                                     | 37                                            |
| Edwin van der Sar                             | 1999-2008                                     | 36                                            |
| Johan Cruyff                                  | 1971-1977                                     | 34                                            |
| Ronald Koeman                                 | 1987-1994                                     | 33                                            |
| Giovanni van Bronckhorst                      | 2007-2010                                     | 33                                            |
| Puck van Heel                                 | 1932-1938                                     | 29                                            |
| Dernière mise à jour : le 28 juillet 2024.    |                                               |                                               |

Dans l'histoire de l'équipe néerlandaise au XXe siècle, quatre joueurs se distinguent en apparaissant dans « The Best of The Best » : Johan Cruyff et Johan Neeskens, finalistes de la Coupe du monde 1974 ; Marco van Basten et Ruud Gullit, vainqueurs du championnat d'Europe 1988.

#### Les premiers joueurs

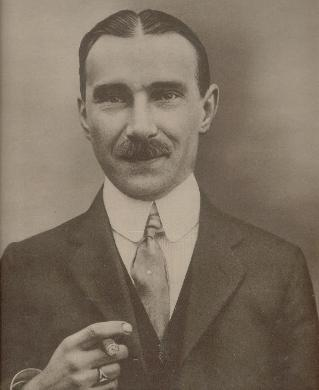
Bok de Korver.

Prenant part au premier match international de l'histoire des Oranjes et unique joueur néerlandais double médaillé de bronze olympique en 1908 puis en 1912, l'arrière Bok de Korver est le capitaine de la sélection lors de ces deux compétitions. Pour sa trente-et-unième et dernière cape, les Oranjes offrent à « Bok » une victoire de prestige sur l'équipe d'Angleterre amateur (2-1), match au cours duquel s'illustre le gardien de but Just Göbel – cinquante buts encaissés en vingt-deux capes de 1911 à 1919 – connu comme le premier portier néerlandais à essayer de capter le ballon plutôt que de seulement le repousser. Remarqué pour son contrôle de balle, l'avant Mannes Francken inscrit dix-sept buts en vingt-deux matchs de 1906 à 1914.
Dans les années 1920, deux figures du football néerlandais atteignent à deux reprises les demi-finales du tournoi olympique en 1920 et 1924. International à vingt-trois reprises pour cinq buts entre 1920 et 1925, l'avant Jan de Natris est un athlète complet ; son record personnel de 11 s 1 au 100 mètres le place parmi les trois meilleurs temps nationaux à l'époque. L'arrière Harry Dénis, cinquante-six sélections entre 1919 et 1930, est le deuxième footballeur – après Bok de Korver – nommé membre honoraire de la fédération néerlandaise. Doté d'un grand bagage technique, Dénis est également un leader né et se voit confier le rôle de capitaine à trente-sept reprises. Il participe à une troisième olympiade en 1928 à Amsterdam où, remarqué pour ses capacités de meneur, il a l'honneur de prononcer le serment olympique.

#### La génération des mondiaux 1934 et 1938

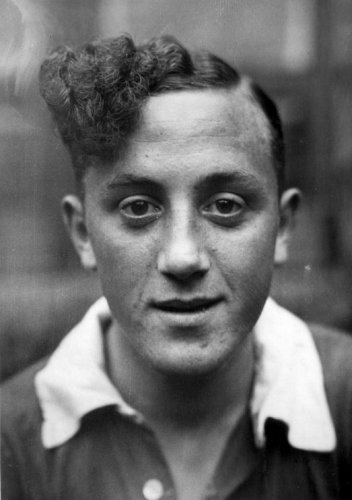
Leen Vente.

Surnommé « Puck » car petit et assez trapu, l'intérieur gauche Gerardus van Heel est le capitaine orange aux mondiaux 1934 et 1938. International de 1925 à 1938, il honore soixante-quatre sélections, un record à l'époque. L'avant Beb Bakhuys, vingt-huit réalisations en vingt-trois matchs de 1928 à 1937, est avec quatre buts en deux matchs l'un des principaux artisans de la qualification néerlandaise pour le mondial 1934. Possédant une impressionnante détente aérienne, il reste muet en phase finale mais son triplé contre la France en 1936 à Paris (6-1) convainc les dirigeants du Football Club de Metz de l'engager. Un épisode connu comme « l'affaire Backhuys » s'ensuit, car ce dernier a signé auparavant un contrat d'engagement avec le Stade de Reims. Les avants Kick Smit et Leen Vente sont les premiers buteurs néerlandais en phase finale de Coupe du monde et tournent à un régime proche d'un but par match en orange,. Ils prennent également part à l'édition française mais sont éliminés dès le premier match par les vice-champions du monde en titre, les Tchécoslovaques. Tout comme l'arrière Mauk Weber, deuxième plus jeune international néerlandais à 17 ans et 3 mois contre le Danemark en 1931, qui arrête sa carrière internationale après le mondial 1938 et vingt-sept capes.

#### La génération d'après-guerre

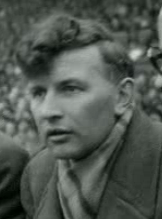
Abe Lenstra.

Au cours de la période la plus sombre du football néerlandais – en raison du refus des autorités de reconnaître le professionnalisme – entre l'immédiat après-guerre et l'introduction du football professionnel dans la seconde moitié des années 1950, trois joueurs de classe internationale – Abe Lenstra, Kees Rijvers et Faas Wilkes – forment une attaque baptisée Het Gouden Binnentrio (en français : « le trio d'intérieurs en or »), même s'ils ne jouent que dix matchs ensemble en orange, dont la moitié de ceux-ci contre la Belgique (trois matchs nuls) et le Luxembourg (deux victoires). Du fait des choix des dirigeants néerlandais, le trio ne participe qu'à une compétition majeure, la phase finale des Jeux olympiques 1948 où ils sont battus par la Grande-Bretagne après prolongation (3-4). Alors que Lenstra reste amateur avec son club de Heerenveen, Wilkes (en Italie et en Espagne) et Rijvers (en France) poursuivent des carrières réussies à l'étranger.
Le gardien de but Frans de Munck, surnommé « la Panthère noire » et encaissant quarante-sept buts en trente-et-une capes de 1949 à 1960, est aussi un athlète confirmé puisque champion de Zélande de lancer du javelot avec un jet de 51 mètres. L'emblématique capitaine Cor van der Hart – quarante-quatre sélections pour deux buts de 1955 à 1961 – est connu comme l'un des meilleurs défenseurs de l'histoire de l'équipe nationale néerlandaise, solide physiquement, lisant très bien le jeu et ayant une bonne technique de frappe. L'ailier gauche Coen Moulijn, trente-huit sélections et quatre buts de 1956 à 1969, est une légende du Feyenoord de son vivant – remportant notamment la Coupe des clubs champions européens 1969-1970 puis la Coupe intercontinentale 1970 – mais ne parvient pas à réaliser les mêmes performances en équipe nationale.

#### La génération dorée

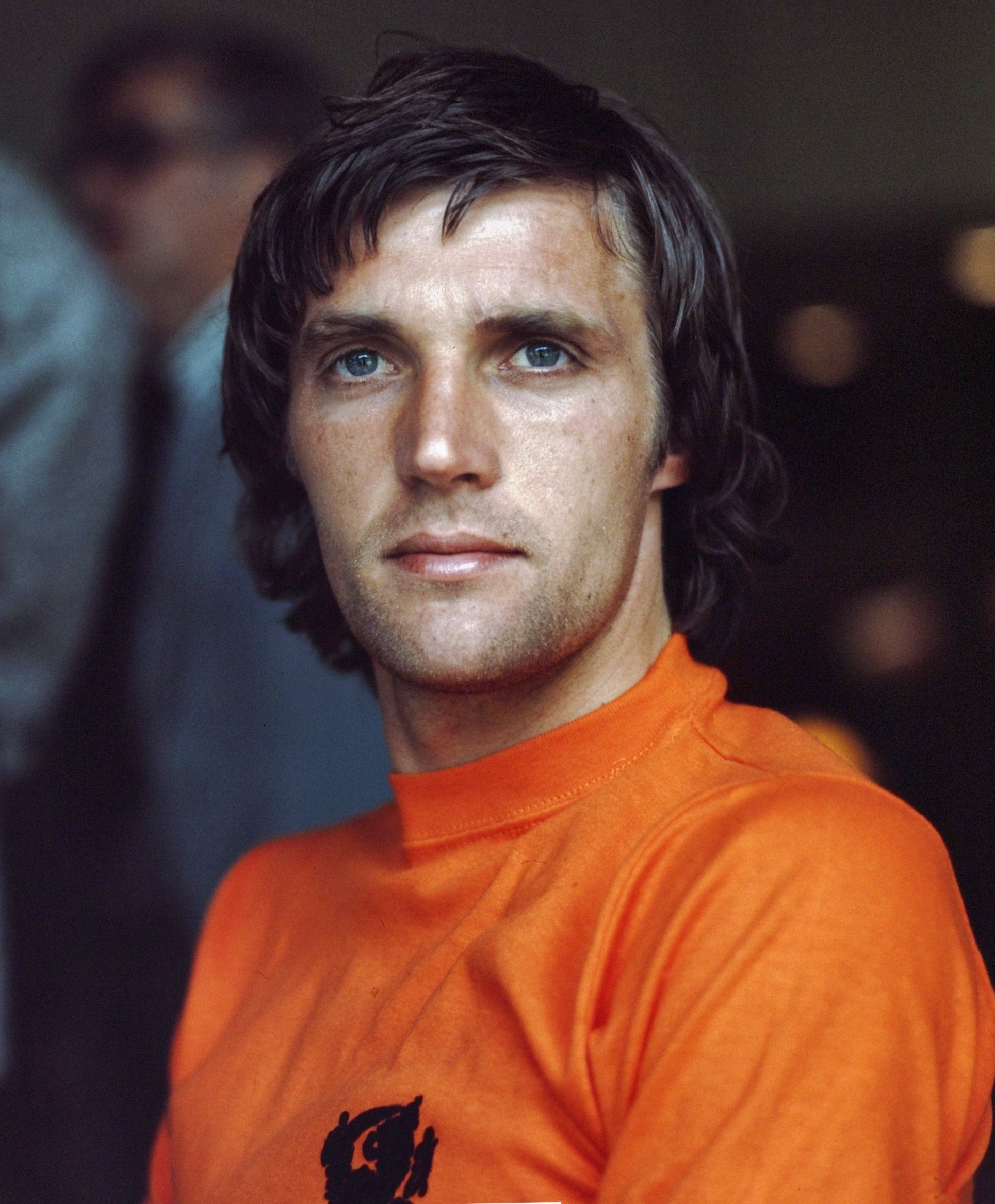
Ruud Krol.

La génération dorée du football néerlandais est celle qui parvient deux fois consécutivement en finale de la Coupe du monde. Jan Jongbloed est l'un des premiers gardiens de but avec le Hongrois Gyula Grosics à s'aventurer hors de sa surface, une qualité rare d'« onzième joueur de champ » recherchée par le sélectionneur Rinus Michels dans son « football total ». Il le rappelle donc en sélection pour la Coupe du monde 1974 après douze ans d'absence, palliant la mise à l'écart du talentueux Jan van Beveren. Ainsi, sur les vingt-quatre sélections honorées entre 1962 et 1978 par Jongbloed, la moitié le sont en phase finale des mondiaux 1974 et 1978. Néanmoins, le successeur de Michels, Ernst Happel, lui préfère Piet Schrijvers, international à quarante-six reprises, au premier tour de la Coupe du monde 1978.
Le pilier de la défense est le latéral gauche Ruud Krol, à la fois intraitable en défense et redoutable dans ses montées. Doté de bonnes capacités d'anticipation, ses relances rapides et précises s'allient à merveille avec le « football total ». Il offre ainsi un but à Cruyff contre le Brésil et marque d'une lourde frappe contre l'Argentine au mondial 1974, avant d'être l'un des meilleurs joueurs de la finale de 1978. Krol atteint le record néerlandais de soixante-quatre sélections le 2 mai 1979, en égalant le total de Puck van Heel, avant de l'améliorer de dix-neuf unités. Son alter ego côté droit, Wim Suurbier, l'aide pour l'animation du vestiaire et leur complicité ressort sur le terrain. Suurbier compte soixante sélections pour trois buts entre 1966 et 1978. Le défenseur central Wim Rijsbergen, vingt-huit capes entre 1974 et 1978, est titulaire lors du mondial 1974, mais Happel lui préfère Ernie Brandts, comptant autant de sélections, pour l'édition de 1978.

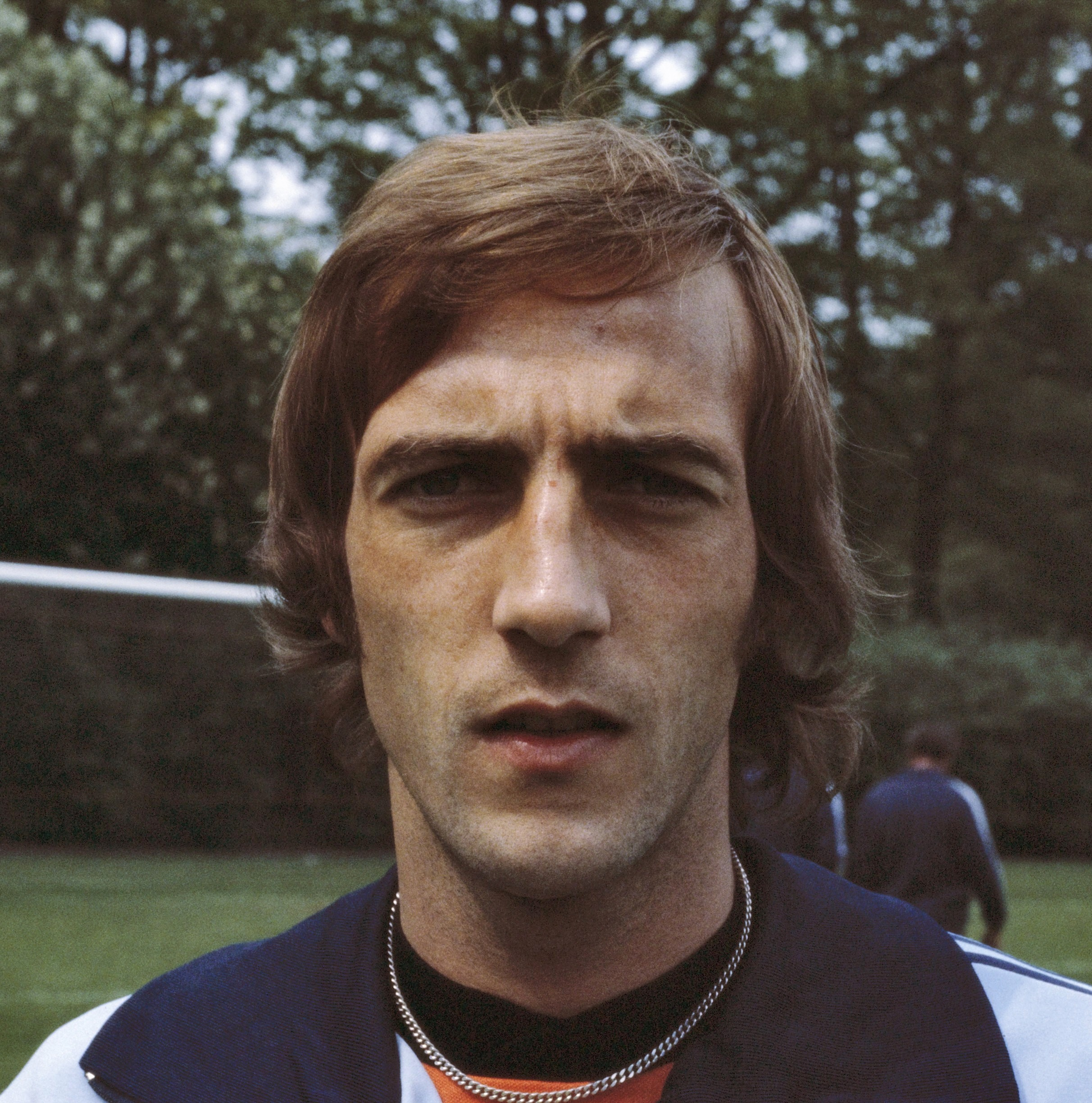
Johan Neeskens.

Le milieu centre Johan Neeskens, quarante-neuf capes et dix-sept buts, est l'un des principaux artisans des deux périples néerlandais des années 1970, ouvrant le score en finale contre l'hôte allemand en 1974 et surtout menant le jeu des Oranjes quatre ans plus tard en l'absence de Cruyff. Arie Haan, trente-cinq sélections et six buts entre 1972 et 1980, joue aux côtés de Rijsbergen lors du mondial allemand, avant de monter d'un cran en Argentine et de hisser son équipe en finale après deux buts décisifs marqués sur de lourdes frappes lointaines contre Allemands et Italiens. Figure de Feyenoord, Willem van Hanegem, cinquante-deux capes et six buts, impressionne lors de la Coupe du monde 1974. Mais à l'automne de sa carrière et après de longues délibérations, il décide, à l'instar de Van Beveren, de se retirer de la Coupe du monde 1978, évoquant ultérieurement des tensions d'ordre financier au sein de l'équipe. À ses côtés, international à soixante-cinq reprises pour un but entre 1967 et 1980, Wim Jansen est un joueur précieux par son sens du jeu et son endurance. Les jumeaux René et Willy van de Kerkhof jouent ensemble trente-trois matchs en orange entre 1974 et 1982, dont les sept de la phase finale du mondial 1978.

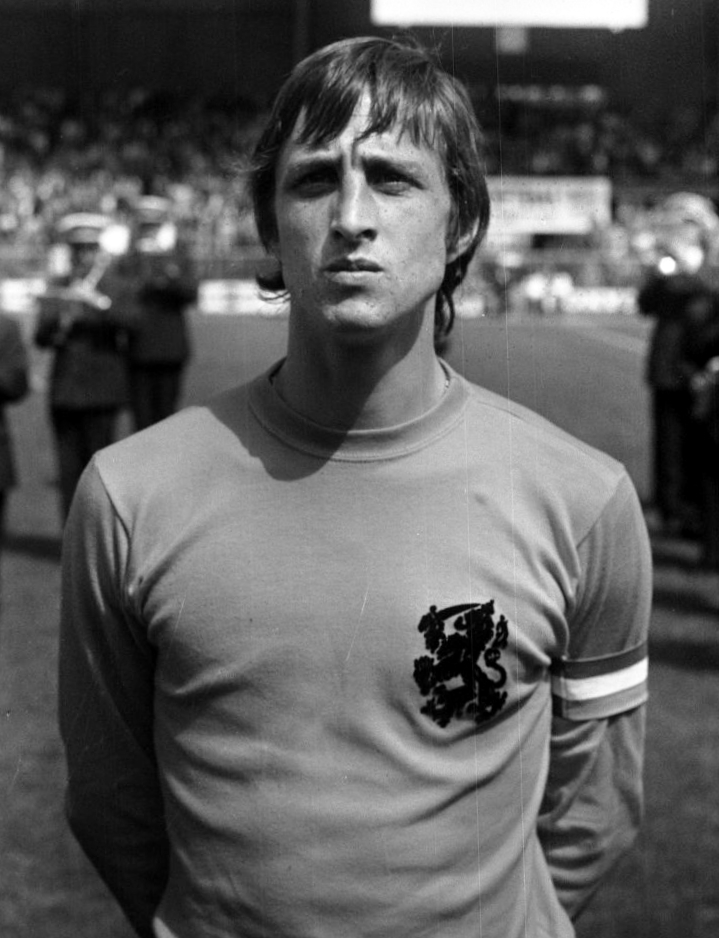
Johan Cruyff.

Surnommé le « Hollandais volant » de par sa vitesse et sa maîtrise du dribble malgré sa silhouette fragile, l'attaquant Johan Cruyff est considéré comme le meilleur footballeur néerlandais de l'histoire. Ses débuts en orange sont difficiles, il devient le premier expulsé de l'histoire de l'équipe nationale contre la Tchécoslovaquie et subit une suspension par sa fédération. Toutefois, ses premiers succès en club, couronnés par un triple plébiscite au Ballon d'or, l'imposent comme métronome des Oranjes. Auteur de dix buts en éliminatoires et phase finale de la Coupe du monde 1974, Cruyff se mue en buteur avant d'être irrégulièrement stoppé par Hoeness puis muselé par Vogts en finale. Opposé à la dictature militaire en Argentine et victime d'une tentative d'enlèvement peu avant la Coupe du monde 1978, Cruyff déclare forfait pour le mondial argentin et met un terme à sa carrière internationale après trente-trois buts en quarante-huit matchs. Ses caviars régalent les attaquants Rob Rensenbrink et Johnny Rep, qui, avec respectivement six et sept buts lors des mondiaux 1974 et 1978, restent les meilleurs buteurs néerlandais en phases finales de Coupe du monde. Coéquipier de Cruyff à l'Ajax et auteur de onze buts en trente-quatre sélections, l'ailier gauche Piet Keizer reste dans l'ombre du numéro 14 en équipe nationale, bien que le journaliste Nico Scheepmaker (nl) dise de lui : « Cruyff est le meilleur, mais Keizer est le meilleur des deux ». Buteur providentiel en finale du mondial 1978, Dick Nanninga, fraîchement arrivé en sélection, ne compte finalement que quinze capes pour six buts inscrits.

#### La génération titrée
Gardien de but de la sélection à soixante-treize reprises, Hans van Breukelen connaît une année 1988 faste en remportant la Coupe des clubs champions européens 1987-1988 avec le PSV après un duel gagné face au Lisboète Veloso lors du dernier tir au but, puis en étant champion d'Europe des nations en détournant un penalty du Soviétique Belanov en fin de match.
Coéquipier de ce dernier à Eindhoven lors du triomphe européen et rugueux défenseur dont les lourdes frappes sont redoutées des gardiens de but, Ronald Koeman inscrit quatorze buts dont huit penalties en soixante-dix-huit capes. Associé à Koeman en défense centrale, Frank Rijkaard est l'un des grands artisans de la victoire à l'Euro 1988. Cependant, le redoutable trio qu'il forme avec Gullit et van Basten au Milan AC s'enraye peu à peu en équipe nationale. Rijkaard est ainsi expulsé au début du quart de finale perdu face à l'Allemagne après une altercation avec Völler. Repositionné milieu défensif, il est l'un des meilleurs joueurs sur la pelouse et égalise face au Danemark qui élimine les Néerlandais en demi-finale de l'Euro 1992. Les latéraux champions d'Europe en 1988 sont Adri van Tiggelen et Berry van Aerle qui comptent respectivement cinquante-six et trente-cinq sélections.
Reconnaissable à ses emblématiques dreadlocks, réputé pour son jeu de tête et sa conduite de balle, Ruud Gullit est le capitaine et meneur de jeu du onze néerlandais à la fin des années 1980 et au début des années 1990. Ballon d'or 1987, Gullit guide ensuite les Oranjes vers leur premier titre continental en offrant deux passes décisives à van Basten contre les Anglais et en ouvrant le score de la tête en finale contre les Soviétiques. Le second but de la finale est inscrit à la suite d'un long centre d'Arnold Mühren, à l'occasion de la dernière de ses vingt-trois capes. La dernière pierre angulaire du milieu de terrain des champions d’Europe est Jan Wouters, international à soixante-dix reprises pour quatre buts.
 (mars 2017).

### Sélectionneurs
Les sélectionneurs en italique assurent l'intérim.
| Sélectionneur           | Période     | Matchs | Gagnés | Nuls | Perdus | Gagnés % |
| ----------------------- | ----------- | ------ | ------ | ---- | ------ | -------- |
| Cees van Hasselt (en)   | 1905-1908   | 11     | 6      | 0    | 5      | 54,4     |
| Edgar Chadwick          | 1908-1910   | 10     | 6      | 0    | 4      | 60       |
| Jimmy Hogan             | 1910        | 1      | 1      | 0    | 0      | 100      |
| Edgar Chadwick          | 1911-1913   | 13     | 8      | 2    | 3      | 61,5     |
| Tom Bradshaw (en)       | 1913        | 1      | 0      | 0    | 1      | 0        |
| Edgar Chadwick          | 1913        | 1      | 0      | 0    | 1      | 0        |
| Billy Hunter            | 1914        | 4      | 2      | 1    | 1      | 50       |
| Jack Reynolds           | 1919        | 1      | 1      | 0    | 0      | 100      |
| Fred Warburton          | 1919-1923   | 20     | 7      | 6    | 7      | 35       |
| Jim Waites (en)         | 1921        | 1      | 0      | 1    | 0      | 0        |
| Bob Glendenning         | 1923        | 1      | 1      | 0    | 0      | 100      |
| Billy Townley           | 1924        | 8      | 2      | 3    | 3      | 25       |
| John Bollington (en)    | 1924        | 1      | 1      | 0    | 0      | 100      |
| Bob Glendenning         | 1925-1940   | 86     | 35     | 15   | 36     | 40,7     |
| Karel Kaufman (en)      | 1946        | 4      | 2      | 1    | 1      | 50       |
| Jesse Carver            | 1947-1948   | 10     | 6      | 2    | 2      | 60       |
| Tom Sneddon (en)        | 1948        | 1      | 0      | 1    | 0      | 0        |
| Karel Kaufman (en)      | 1949        | 2      | 1      | 1    | 0      | 50       |
| Jaap van der Leck (en)  | 1949-1954   | 29     | 5      | 3    | 21     | 17,2     |
| Karel Kaufman (en)      | 1954        | 1      | 0      | 0    | 1      | 0        |
| Friedrich Donenfeld     | 1955        | 1      | 0      | 1    | 0      | 0        |
| Max Merkel              | 1955-1956   | 10     | 7      | 1    | 2      | 70       |
| Heinrich Müller (en)    | 1956        | 1      | 1      | 0    | 0      | 100      |
| Friedrich Donenfeld     | 1956        | 2      | 1      | 1    | 0      | 50       |
| George Hardwick (en)    | 1957        | 5      | 1      | 1    | 3      | 20       |
| Elek Schwartz           | 1957-1964   | 49     | 19     | 12   | 18     | 38,8     |
| Denis Neville (en)      | 1964-1965   | 8      | 2      | 3    | 3      | 25       |
| Georg Kessler           | 1966-1970   | 28     | 10     | 6    | 12     | 35,7     |
| František Fadrhonc (en) | 1970-1973   | 20     | 13     | 4    | 3      | 65       |
| Rinus Michels           | 1974        | 10     | 6      | 3    | 1      | 60       |
| George Knobel           | 1974-1976   | 15     | 9      | 1    | 5      | 60       |
| Jan Zwartkruis          | 1976-1977   | 6      | 4      | 2    | 0      | 66,67    |
| Ernst Happel            | 1977-1978   | 12     | 8      | 2    | 2      | 66,67    |
| Jan Zwartkruis          | 1978-1981   | 22     | 8      | 6    | 8      | 36,4     |
| Rob Baan (en)           | 1981        | 1      | 1      | 0    | 0      | 100      |
| Kees Rijvers            | 1981        | 1      | 1      | 0    | 0      | 100      |
| Rob Baan (en)           | 1981        | 1      | 1      | 0    | 0      | 100      |
| Kees Rijvers            | 1981-1984   | 21     | 10     | 3    | 8      | 47,6     |
| Rinus Michels           | 1984        | 2      | 1      | 0    | 1      | 50       |
| Leo Beenhakker          | 1985-1986   | 7      | 5      | 1    | 1      | 71,4     |
| Rinus Michels           | 1986-1988   | 22     | 12     | 6    | 4      | 54,54    |
| Thijs Libregts (en)     | 1988-1989   | 11     | 6      | 3    | 2      | 54,54    |
| Nol de Ruiter (en)      | 1990        | 2      | 0      | 1    | 1      | 0        |
| Leo Beenhakker          | 1990        | 6      | 1      | 3    | 2      | 16,67    |
| Rinus Michels           | 1990-1992   | 19     | 11     | 5    | 3      | 57,9     |
| Dick Advocaat           | 1992-1994   | 26     | 15     | 6    | 5      | 40       |
| Guus Hiddink            | 1995-1998   | 38     | 22     | 8    | 8      | 57,9     |
| Jan Rab (nl)            | 1997        | 1      | 0      | 0    | 1      | 0        |
| Frank Rijkaard          | 1998-2000   | 22     | 8      | 12   | 2      | 36,4     |
| Louis van Gaal          | 2000-2002   | 14     | 8      | 4    | 2      | 57,1     |
| Dick Advocaat           | 2002-2004   | 29     | 16     | 7    | 6      | 55,2     |
| Marco van Basten        | 2004-2008   | 52     | 36     | 11   | 5      | 69,2     |
| Bert van Marwijk        | 2008-2012   | 52     | 34     | 10   | 8      | 65,4     |
| Louis van Gaal          | 2012-2014   | 29     | 17     | 9    | 3      | 58,6     |
| Guus Hiddink            | 2014-2015   | 10     | 4      | 1    | 5      | 40       |
| Danny Blind             | 2015-2017   | 17     | 7      | 3    | 7      | 41,1     |
| Fred Grim               | 2017        | 1      | 0      | 0    | 1      | 0        |
| Dick Advocaat           | 2017        | 9      | 8      | 0    | 1      | 88,9     |
| Ronald Koeman           | 2018-2020   | 11     | 5      | 4    | 2      | 57,89    |
| Dwight Lodeweges        | 2020        | 2      | 1      | 0    | 1      | 50       |
| Frank de Boer           | 2020-2021   | 15     | 8      | 4    | 3      | 53,33    |
| Louis van Gaal          | 2021-2022   | 20     | 14     | 6    | 0      | 70       |
| Ronald Koeman           | depuis 2023 | 30     | 16     | 6    | 8      | 53,33    |

## L'influence du Suriname
Le Suriname, pays d'Amérique du Sud peuplé d'environ 600 000 habitants, est une ancienne colonie néerlandaise qui porte le nom de Guyane néerlandaise jusqu'en 1975. Le lien étroit qui lie ces deux pays favorise l'immigration des Surinamiens aux Pays-Bas depuis la seconde moitié du XXe siècle. L'immigration surinamienne influence fortement l'équipe néerlandaise de football en lui fournissant de nombreux joueurs. Le premier joueur originaire du Suriname à porter les couleurs des Pays-Bas est Humphrey Mijnals le 3 avril 1960, lors d'un match contre la Bulgarie. Au total, il joue trois matchs avec les Pays-Bas avant de revêtir 45 fois le maillot du Suriname. Humphrey Mijnals est le seul footballeur à avoir joué pour les deux pays. En effet, depuis son indépendance, le Suriname interdit à ses citoyens de posséder la double nationalité néerlando-surinamienne. Les footballeurs originaires du Suriname mais titulaires d'un passeport des Pays-Bas ne peuvent donc pas évoluer pour l'équipe sud-américaine. Après Humphrey Mijnals en 1960, il faut attendre le 22 février 1981 et la sélection de Romeo Zondervan contre Chypre, pour voir un deuxième joueur d'origine surinamienne jouer pour les Pays-Bas. Lors de la finale de l'Euro 1988, trois joueurs sont d'origine surinamienne : Ruud Gullit, Frank Rijkaard et Aron Winter. À la Coupe du monde 1998, 30% de l'équipe a des origines surinamienne alors qu'à cette époque, seulement 1,87% de la population néerlandaise est originaire du Suriname. Le 23 février 2000, lors d'une rencontre gagné 2-1 face à l'Allemagne, la moitié de l'équipe néerlandaise est d'origine surinamienne (Patrick Kluivert, Edgar Davids, Clarence Seedorf, Winston Bogarde, Michael Reiziger et Jimmy Floyd Hasselbaink),,.
| Joueurs internationaux néerlandais d'ascendance surinamaise | Joueurs internationaux néerlandais d'ascendance surinamaise | Joueurs internationaux néerlandais d'ascendance surinamaise | Joueurs internationaux néerlandais d'ascendance surinamaise | Joueurs internationaux néerlandais d'ascendance surinamaise | Joueurs internationaux néerlandais d'ascendance surinamaise                                             | Joueurs internationaux néerlandais d'ascendance surinamaise |
|                                                             | Joueur                                                      | Lieu de naissance                                           | Période                                                     | Sélections                                                  | Note(s)                                                                                                 |                                                             |
| ----------------------------------------------------------- | ----------------------------------------------------------- | ----------------------------------------------------------- | ----------------------------------------------------------- | ----------------------------------------------------------- | --- | ----------------------------------------------------------- |
| 1.                                                          | Humphrey Mijnals                                            | Moengo, Guyane néerlandaise                                 | 1960                                                        |                                                             | |                                                             |
| 2.                                                          | Romeo Zondervan                                             | Paramaribo, Guyane néerlandaise                             | 1981                                                        |                                                             | |                                                             |
| 3.                                                          | Ruud Gullit                                                 | Amsterdam, Pays-Bas                                         | 1981-1994                                                   |                                                             | |                                                             |
| 4.                                                          | Frank Rijkaard                                              | Amsterdam, Pays-Bas                                         | 1981-1994                                                   |                                                             | |                                                             |
| 5.                                                          | Gerald Vanenburg                                            | Utrecht, Pays-Bas                                           | 1982-1992                                                   |                                                             | |                                                             |
| 6.                                                          | Aron Winter                                                 | Paramaribo, Guyane néerlandaise                             | 1987-2000                                                   |                                                             | |                                                             |
| 7.                                                          | Bryan Roy                                                   | Amsterdam, Pays-Bas                                         | 1989-1995                                                   |                                                             | |                                                             |
| 8.                                                          | Stanley Menzo                                               | Paramaribo, Guyane néerlandaise                             | 1989-1992                                                   |                                                             | |                                                             |
| 9.                                                          | Henk Fraser                                                 | Paramaribo, Guyane néerlandaise                             | 1989-1992                                                   |                                                             | |                                                             |
| 10.                                                         | Jerry de Jong                                               | Paramaribo, Guyane néerlandaise                             | 1990-1991                                                   |                                                             | |                                                             |
| 11.                                                         | Gaston Taument                                              | La Haye, Pays-Bas                                           | 1992-1996                                                   |                                                             | |                                                             |
| 12.                                                         | Regi Blinker                                                | Paramaribo, Guyane néerlandaise                             | 1993-1994                                                   |                                                             | |                                                             |
| 13.                                                         | Ulrich van Gobbel                                           | Paramaribo, Guyane néerlandaise                             | 1993-1994                                                   |                                                             | |                                                             |
| 14.                                                         | Edgar Davids                                                | Paramaribo, Suriname                                        | 1994-2005                                                   |                                                             | |                                                             |
| 15.                                                         | Michael Reiziger                                            | Amstelveen, Pays-Bas                                        | 1994-2004                                                   |                                                             | |                                                             |
| 16.                                                         | Patrick Kluivert                                            | Amsterdam, Pays-Bas                                         | 1994-2004                                                   |                                                             | Ses parents émigrèrent à Amsterdam depuis la Guyane néerlandaise en 1970.                               |                                                             |
| 17.                                                         | Clarence Seedorf                                            | Paramaribo, Suriname                                        | 1994-2008                                                   |                                                             | Né en 1976 à Paramaribo, il y a vécu deux ans avant que ses parents s’installent à Almere aux Pays-Bas. |                                                             |
| 18.                                                         | Glenn Helder                                                | Leyde, Pays-Bas                                             | 1995                                                        |                                                             | |                                                             |
| 19.                                                         | Orlando Trustfull                                           | Amsterdam, Pays-Bas                                         | 1995                                                        |                                                             | |                                                             |
| 20.                                                         | Winston Bogarde                                             | Rotterdam, Pays-Bas                                         | 1995-2000                                                   |                                                             | |                                                             |
| 21.                                                         | Ferdi Vierklau                                              | Bilthoven, Pays-Bas                                         | 1996-1997                                                   |                                                             | |                                                             |
| 22.                                                         | Jimmy Floyd Hasselbaink                                     | Paramaribo, Suriname                                        | 1998-2002                                                   |                                                             | |                                                             |
| 23.                                                         | Wilfred Bouma                                               | Helmond, Pays-Bas                                           | 2000-2012                                                   |                                                             | |                                                             |
| 24.                                                         | Mario Melchiot                                              | Amsterdam, Pays-Bas                                         | 2000-2008                                                   |                                                             | |                                                             |
| 25.                                                         | Nigel de Jong                                               | Amsterdam, Pays-Bas                                         | 2004-2014                                                   |                                                             | |                                                             |
| 26.                                                         | Romeo Castelen                                              | Paramaribo, Suriname                                        | 2004-2007                                                   |                                                             | |                                                             |
| 27.                                                         | Romano Denneboom                                            | Schiedam, Pays-Bas                                          | 2004                                                        |                                                             | |                                                             |
| 28.                                                         | Ryan Babel                                                  | Amsterdam, Pays-Bas                                         | 2005-                                                       |                                                             | |                                                             |
| 29.                                                         | Kew Jaliens                                                 | Rotterdam, Pays-Bas                                         | 2006-2007                                                   |                                                             | |                                                             |
| 30.                                                         | Urby Emanuelson                                             | Amsterdam, Pays-Bas                                         | 2006-2012                                                   |                                                             | |                                                             |
| 31.                                                         | Orlando Engelaar                                            | Rotterdam, Pays-Bas                                         | 2007-2010                                                   |                                                             | |                                                             |
| 32.                                                         | Andwelé Slory                                               | Paramaribo, Suriname                                        | 2007                                                        |                                                             | |                                                             |
| 33.                                                         | Michel Vorm                                                 | Nieuwegein, Pays-Bas                                        | 2008-2017                                                   |                                                             | |                                                             |
| 34.                                                         | Edson Braafheid                                             | Paramaribo, Suriname                                        | 2009-2011                                                   |                                                             | |                                                             |
| 35.                                                         | Eljero Elia                                                 | Voorburg, Pays-Bas                                          | 2009-                                                       |                                                             | |                                                             |
| 36.                                                         | Jeremain Lens                                               | Amsterdam, Pays-Bas                                         | 2010-                                                       |                                                             | |                                                             |
| 37.                                                         | Jeffrey Bruma                                               | Rotterdam, Pays-Bas                                         | 2010-                                                       |                                                             | |                                                             |
| 38.                                                         | Royston Drenthe                                             | Rotterdam, Pays-Bas                                         | 2010                                                        |                                                             | |                                                             |
| 39.                                                         | Georginio Wijnaldum                                         | Rotterdam, Pays-Bas                                         | 2011-                                                       |                                                             | |                                                             |
| 40.                                                         | Luciano Narsingh                                            | Amsterdam, Pays-Bas                                         | 2012-                                                       |                                                             | |                                                             |
| 41.                                                         | Ruben Schaken                                               | Amsterdam, Pays-Bas                                         | 2012-                                                       |                                                             | |                                                             |
| 42.                                                         | Kenneth Vermeer                                             | Amsterdam, Pays-Bas                                         | 2012-                                                       |                                                             | |                                                             |
| 43.                                                         | Miquel Nelom                                                | Rotterdam, Pays-Bas                                         | 2013-                                                       |                                                             | |                                                             |
| 44.                                                         | Quincy Promes                                               | Amsterdam, Pays-Bas                                         | 2014-                                                       |                                                             | |                                                             |
| 45.                                                         | Jean-Paul Boëtius                                           | Rotterdam, Pays-Bas                                         | 2014-                                                       |                                                             | |                                                             |
| 46.                                                         | Jaïro Riedewald                                             | Haarlem, Pays-Bas                                           | 2015-                                                       |                                                             | |                                                             |
| 47.                                                         | Virgil van Dijk                                             | Bréda, Pays-Bas                                             | 2015-                                                       |                                                             | |                                                             |
| 48.                                                         | Justin Kluivert                                             | Amsterdam, Pays-Bas                                         | 2017-                                                       |                                                             | Fils de Patrick Kluivert.                                                                               |                                                             |
| 49.                                                         | Steven Bergwijn                                             | Amsterdam, Pays-Bas                                         | 2018-                                                       |                                                             | |                                                             |
| 50.                                                         | Javairô Dilrosun                                            | Amsterdam, Pays-Bas                                         | 2018-                                                       |                                                             | |                                                             |
| 51.                                                         | Donyell Malen                                               | Wieringen, Pays-Bas                                         | 2018-                                                       |                                                             | |                                                             |
| 52.                                                         | Calvin Stengs                                               | Amsterdam, Pays-Bas                                         | 2019-                                                       |                                                             | |                                                             |
| 53.                                                         | Owen Wijndal                                                | Zaandam, Pays-Bas                                           | 2020-                                                       |                                                             | |                                                             |

## Identité

### Couleurs

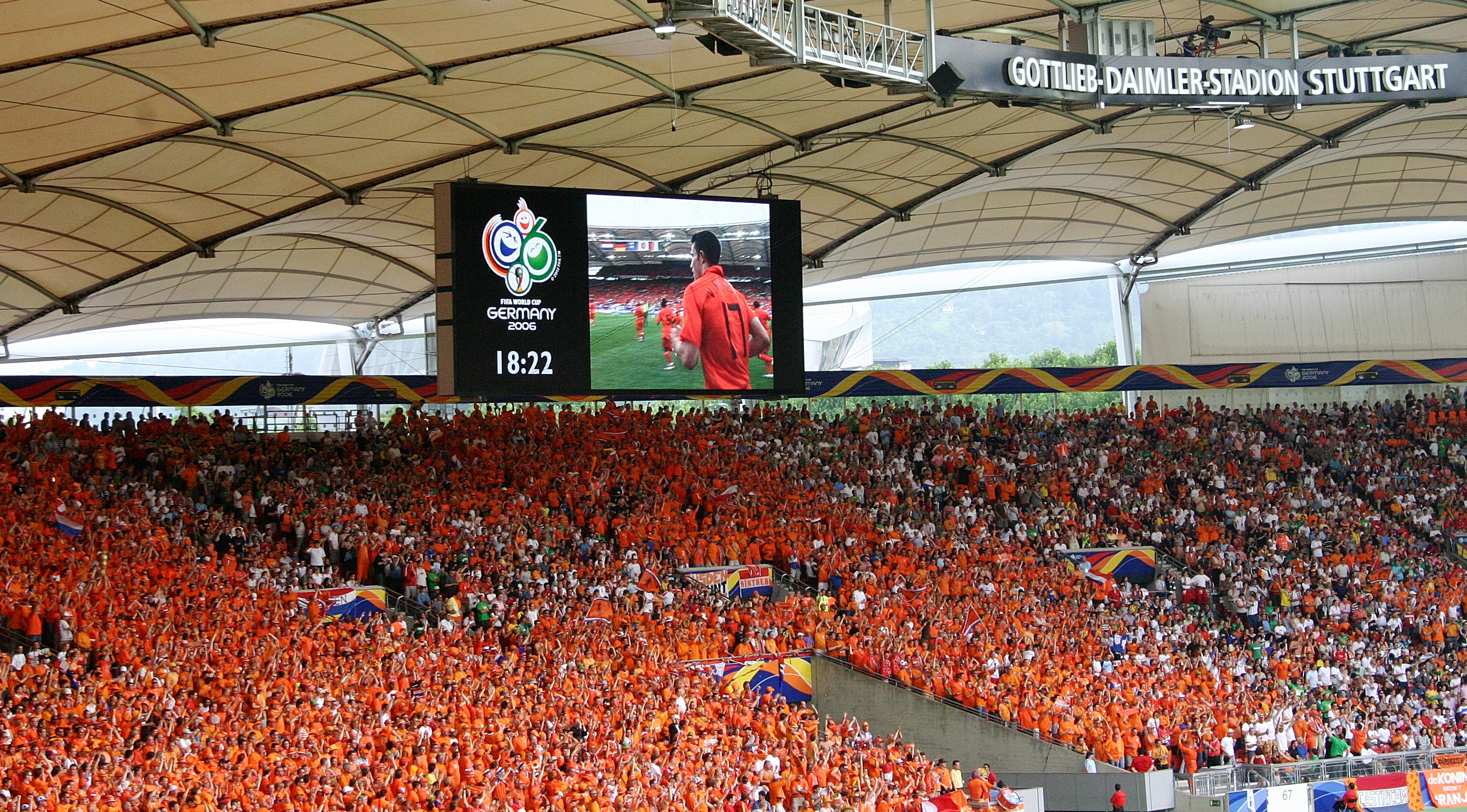
Supporteurs néerlandais portant les couleurs traditionnelles de leur équipe lors de la Coupe du monde 2006 au Gottlieb-Daimler-Stadion.

L'équipe nationale des Pays-Bas joue avec un maillot orange, un short blanc et des chaussettes orange. Ceci vient du fait que la couleur orange est la couleur historique des Pays-Bas, puisqu'elle vient du nom de Guillaume Ier d'Orange-Nassau, qui a mené à l'indépendance des Provinces-Unies, futurs Pays-Bas. Le drapeau néerlandais portait d'ailleurs, jusqu'au début du dix-neuvième siècle, une première bande de couleur orange qui fut ensuite remplacée par du rouge après la conquête napoléonienne, puis gardée pour plus de visibilité du pavillon en mer. Le maillot extérieur néerlandais est blanc, avec trois légères bandes aux couleurs du drapeau qui forment un V sur la poitrine, le short est bleu et les chaussettes blanches avec également les trois légères bandes aux couleurs du drapeau.
Adidas est le premier fournisseur officiel de l'équipe des Pays-Bas, de 1970 à 1990. Lotto lui succède en 1991 pour une période de cinq ans. Nike est depuis 1996 le fournisseur officiel de l'équipe.

#### Maillots domicile
| 1905        | 1934        | CM 1934     |
| 1974        | 1974 (alt.) | 1978        |
| 1978 (alt.) | 1988        | 1988 (alt.) |
| 1990        | 1994        | 1998        |
| 2000        | 2002        | 2002 (alt.) |
| 2004        | 2004 (alt.) | 2006        |
| CM 2006     | 2008        | 2008 (alt.) |
| 2010        | 2010 (alt.) | 2012        |
| 2014        | 2014 (alt.) | 2016        |
| 2018        | 2020        | 2022        |

#### Maillots extérieur
| 1990 | 1994        | 1996 |
| 1998 | 2000        | 2002 |
| 2004 | 2006        | 2008 |
| 2010 | 2010 (alt.) | 2012 |
| 2013 | 2014        | 2015 |
| 2016 | 2018        | 2020 |
| 2022 |             |      |

### Surnoms
L'équipe des Pays-Bas est surnommée Oranje (en français : « Orange ») ou encore Orange mécanique du fait de la précision de ses actions de jeu lors du mondial 1974, en référence au film de Stanley Kubrick sorti en 1971. Par extension, les joueurs de l'équipe néerlandaise sont quant à eux surnommés les Oranjes (au pluriel). Dans la presse néerlandaise, l'équipe est plus généralement désignée sous les termes Het Nederlands elftal (en français : « Le onze des Pays-Bas »).

### Stade et infrastructures
L'équipe des Pays-Bas a un centre d'entraînement dans la commune de Hoenderloo (Gueldre). L'équipe médicale y est basée. La plupart des matchs joués par l'équipe à domicile le sont à la Johan Cruijff ArenA depuis 1996, mais ils peuvent également jouer dans un autre stade du pays, afin de ne pas toujours favoriser la population vivant dans l'agglomération capitale. La sélection n'a par le passé pas de point d'attache, alternant entre le Stadion De Meer, le stade de Feyenoord, et le stade olympique d'Amsterdam. Elle partage désormais l'ArenA avec l'Ajax Amsterdam.

## Résultats de l'équipe des Pays-Bas

### Parcours en Coupe du monde

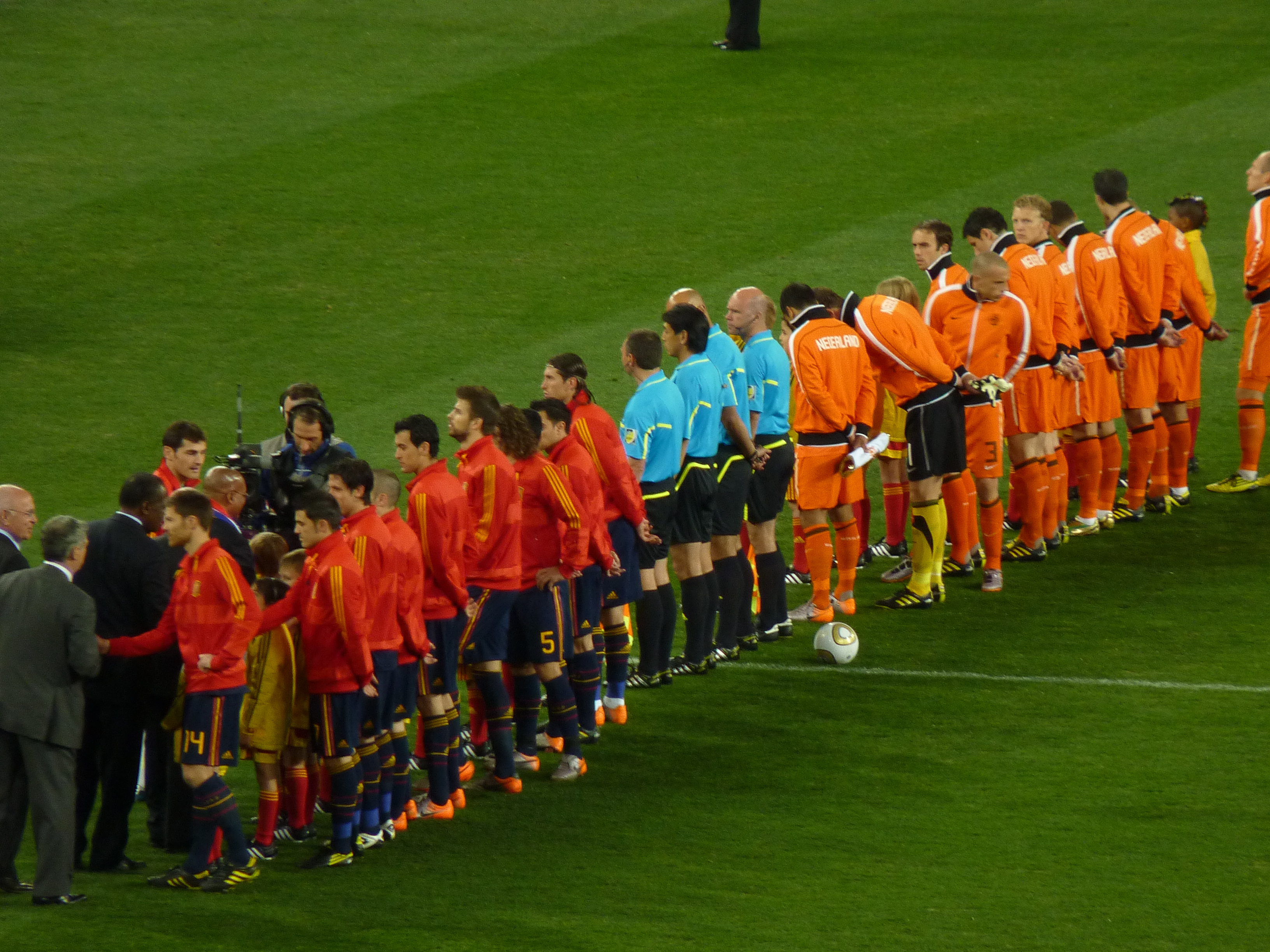
Rencontre Espagne-Pays-Bas lors de la finale de la Coupe du monde 2010.

L'équipe néerlandaise s'est qualifiée à 11 reprises pour la phase finale de la Coupe du monde de football.
| Année | Position            |      | Année               | Position |                        | Année | Position |
| 1930  | Non inscrite        | 1974 | Finalistes          | 2010     | Finalistes             |       |          |
| 1934  | Huitièmes de finale | 1978 | Finalistes          | 2014     | Demi-finale (3e)       |       |          |
| 1938  | Huitièmes de finale | 1982 | Non qualifiés       | 2018     | Non qualifiés          |       |          |
| 1950  | Non inscrite        | 1986 | Non qualifiés       | 2022     | Quart de finale        |       |          |
| 1954  | Non inscrite        | 1990 | Huitièmes de finale | 2026     | Éliminatoires en cours |       |          |
| 1958  | Non qualifiés       | 1994 | Quart de finale     | 2030     | À venir                |       |          |
| 1962  | Non qualifiés       | 1998 | Demi-finale (4e)    | 2034     | À venir                |       |          |
| 1966  | Non qualifiés       | 2002 | Non qualifiés       |          |                        |       |          |
| 1970  | Non qualifiés       | 2006 | Huitièmes de finale |          |                        |       |          |

| Phase finale | Phase finale          | Phase finale          | Phase finale          | Phase finale          | Phase finale          | Phase finale          | Phase finale          | Phase finale          | Phase finale          | Phase qualificative | Phase qualificative | Phase qualificative | Phase qualificative | Phase qualificative | Phase qualificative | Phase qualificative | Phase qualificative |
| Année        | Stade                 | Position              | J                     | G                     | N                     | P                     | bp                    | bc                    | Diff.                 | Position            | J                   | G                   | N                   | P                   | bp                  | bc                  | Diff.               |
| ------------ | --------------------- | --------------------- | --------------------- | --------------------- | --------------------- | --------------------- | --------------------- | --------------------- | --------------------- | ------------------- | ------------------- | ------------------- | ------------------- | ------------------- | ------------------- | ------------------- | ------------------- |
| 1930         | Non inscrits          | Non inscrits          | Non inscrits          | Non inscrits          | Non inscrits          | Non inscrits          | Non inscrits          | Non inscrits          | Non inscrits          | Non inscrits        | Non inscrits        | Non inscrits        | Non inscrits        | Non inscrits        | Non inscrits        | Non inscrits        | Non inscrits        |
| 1934         | Huitième de finale    | 9e                    | 1                     | 0                     | 0                     | 1                     | 2                     | 3                     | -1                    | 1/3                 | 2                   | 2                   | 0                   | 0                   | 9                   | 4                   | +5                  |
| 1938         | Huitième de finale    | 14e                   | 1                     | 0                     | 0                     | 1                     | 0                     | 3                     | -3                    | 1/3                 | 2                   | 1                   | 1                   | 0                   | 5                   | 1                   | +4                  |
| 1950         | Non inscrits          | Non inscrits          | Non inscrits          | Non inscrits          | Non inscrits          | Non inscrits          | Non inscrits          | Non inscrits          | Non inscrits          | Non inscrits        | Non inscrits        | Non inscrits        | Non inscrits        | Non inscrits        | Non inscrits        | Non inscrits        | Non inscrits        |
| 1954         | Non inscrits          | Non inscrits          | Non inscrits          | Non inscrits          | Non inscrits          | Non inscrits          | Non inscrits          | Non inscrits          | Non inscrits          | Non inscrits        | Non inscrits        | Non inscrits        | Non inscrits        | Non inscrits        | Non inscrits        | Non inscrits        | Non inscrits        |
| 1958         | Non qualifiés         | Non qualifiés         | Non qualifiés         | Non qualifiés         | Non qualifiés         | Non qualifiés         | Non qualifiés         | Non qualifiés         | Non qualifiés         | 2/3                 | 4                   | 2                   | 1                   | 1                   | 12                  | 7                   | +5                  |
| 1962         | Non qualifiés         | Non qualifiés         | Non qualifiés         | Non qualifiés         | Non qualifiés         | Non qualifiés         | Non qualifiés         | Non qualifiés         | Non qualifiés         | 2/3                 | 3                   | 0                   | 2                   | 1                   | 4                   | 7                   | -3                  |
| 1966         | Non qualifiés         | Non qualifiés         | Non qualifiés         | Non qualifiés         | Non qualifiés         | Non qualifiés         | Non qualifiés         | Non qualifiés         | Non qualifiés         | 3/4                 | 6                   | 2                   | 2                   | 2                   | 6                   | 4                   | +2                  |
| 1970         | Non qualifiés         | Non qualifiés         | Non qualifiés         | Non qualifiés         | Non qualifiés         | Non qualifiés         | Non qualifiés         | Non qualifiés         | Non qualifiés         | 3/4                 | 6                   | 3                   | 1                   | 2                   | 9                   | 5                   | +4                  |
| 1974         | Finalistes            | 2e                    | 7                     | 5                     | 1                     | 1                     | 15                    | 3                     | +12                   | 1/4                 | 6                   | 4                   | 2                   | 0                   | 24                  | 2                   | +22                 |
| 1978         | Finalistes            | 2e                    | 7                     | 3                     | 2                     | 2                     | 15                    | 10                    | +5                    | 1/4                 | 6                   | 5                   | 1                   | 0                   | 11                  | 3                   | +8                  |
| 1982         | Non qualifiés         | Non qualifiés         | Non qualifiés         | Non qualifiés         | Non qualifiés         | Non qualifiés         | Non qualifiés         | Non qualifiés         | Non qualifiés         | 4/5                 | 8                   | 4                   | 1                   | 3                   | 11                  | 7                   | +4                  |
| 1986         | Non qualifiés         | Non qualifiés         | Non qualifiés         | Non qualifiés         | Non qualifiés         | Non qualifiés         | Non qualifiés         | Non qualifiés         | Non qualifiés         | 2/4                 | 8                   | 4                   | 1                   | 3                   | 11                  | 5                   | +6                  |
| 1990         | Huitième de finale    | 15e                   | 4                     | 0                     | 3                     | 1                     | 3                     | 4                     | -1                    | 1/4                 | 6                   | 4                   | 2                   | 0                   | 8                   | 3                   | +5                  |
| 1994         | Quart de finale       | 7e                    | 5                     | 3                     | 0                     | 2                     | 8                     | 6                     | +2                    | 2/6                 | 10                  | 6                   | 3                   | 1                   | 29                  | 9                   | +20                 |
| 1998         | Demi-finale           | 4e                    | 7                     | 3                     | 3                     | 1                     | 13                    | 7                     | +6                    | 1/5                 | 8                   | 6                   | 1                   | 1                   | 26                  | 4                   | +22                 |
| 2002         | Non qualifiés         | Non qualifiés         | Non qualifiés         | Non qualifiés         | Non qualifiés         | Non qualifiés         | Non qualifiés         | Non qualifiés         | Non qualifiés         | 3/6                 | 10                  | 6                   | 2                   | 2                   | 30                  | 9                   | +21                 |
| 2006         | Huitième de finale    | 11e                   | 4                     | 2                     | 1                     | 1                     | 3                     | 2                     | +1                    | 1/7                 | 12                  | 10                  | 2                   | 0                   | 27                  | 7                   | +20                 |
| 2010         | Finalistes            | 2e                    | 7                     | 6                     | 0                     | 1                     | 12                    | 6                     | +6                    | 1/5                 | 8                   | 8                   | 0                   | 0                   | 17                  | 2                   | +15                 |
| 2014         | Demi-finale           | 3e                    | 7                     | 5                     | 2                     | 0                     | 15                    | 4                     | +11                   | 1/6                 | 10                  | 9                   | 1                   | 0                   | 34                  | 5                   | +29                 |
| 2018         | Non qualifiés         | Non qualifiés         | Non qualifiés         | Non qualifiés         | Non qualifiés         | Non qualifiés         | Non qualifiés         | Non qualifiés         | Non qualifiés         | 3/6                 | 10                  | 6                   | 1                   | 3                   | 21                  | 12                  | +9                  |
| 2022         | Quart de finale       | 7e                    | 5                     | 3                     | 2                     | 0                     | 10                    | 4                     | +5                    | 1/6                 | 10                  | 7                   | 2                   | 1                   | 33                  | 8                   | +25                 |
| 2026         | Éliminatoire en cours | Éliminatoire en cours | Éliminatoire en cours | Éliminatoire en cours | Éliminatoire en cours | Éliminatoire en cours | Éliminatoire en cours | Éliminatoire en cours | Éliminatoire en cours | 2/5                 | 2                   | 2                   | 0                   | 0                   | 10                  | 0                   | +10                 |
| 2030         | À venir               | À venir               | À venir               | À venir               | À venir               | À venir               | À venir               | À venir               | À venir               | À venir             | À venir             | À venir             | À venir             | À venir             | À venir             | À venir             | À venir             |
| Total        | Total                 | Total                 | 55                    | 30                    | 14                    | 11                    | 96                    | 52                    | +44                   | Total               | 137                 | 91                  | 26                  | 20                  | 337                 | 104                 | +233                |

### Parcours en championnat d'Europe

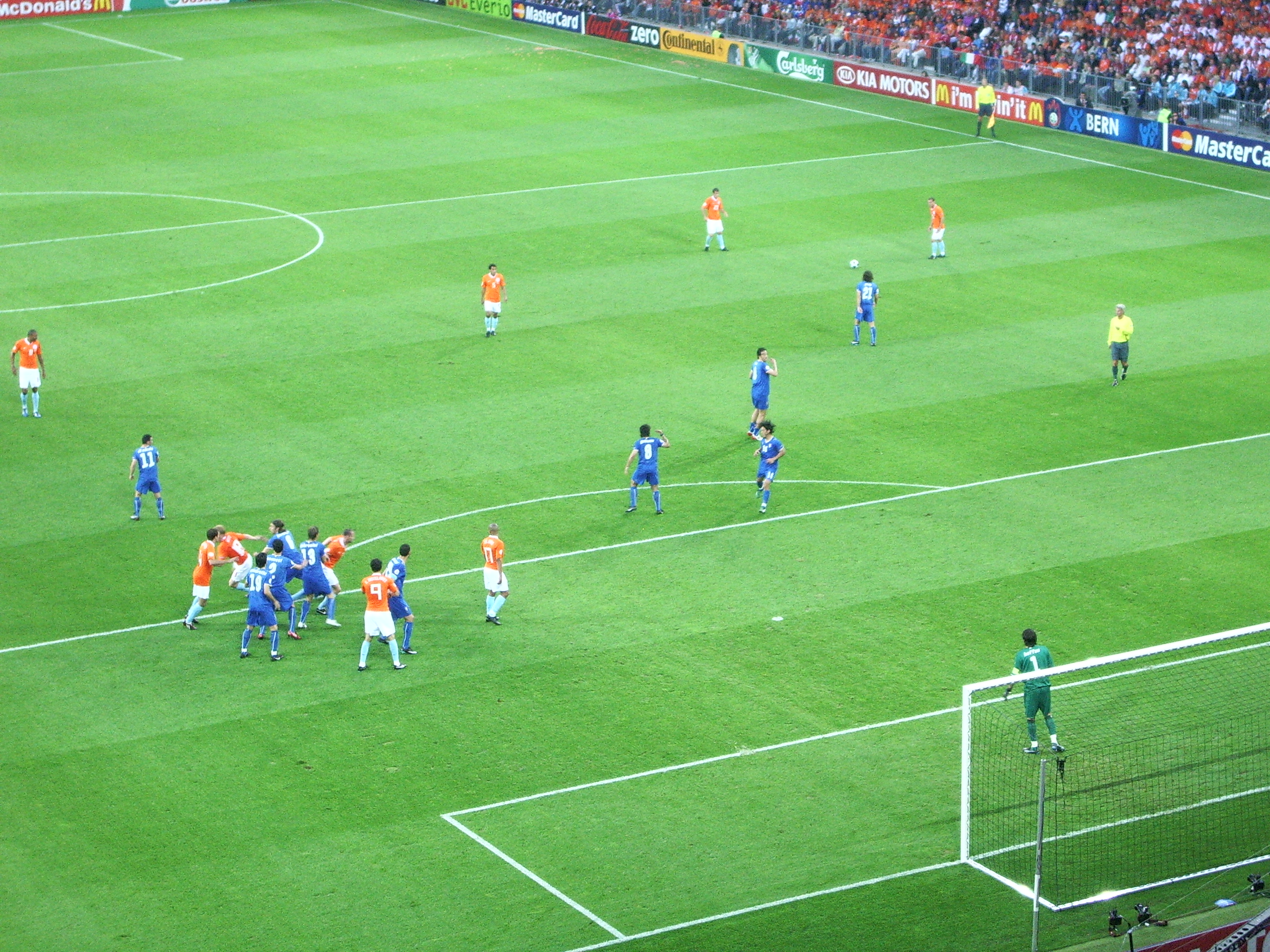
Rencontre Pays-Bas-Italie lors de l'Euro 2008.

L'équipe néerlandaise s'est qualifiée à dix reprises pour la phase finale du championnat d'Europe de football.
| Année | Position            |      | Année           | Position |                    | Année | Position |
| 1960  | Non inscrits        | 1988 | Vainqueurs      | 2016     | Non qualifiés      |       |          |
| 1964  | Huitièmes de finale | 1992 | Demi-finale     | 2020     | Huitième de finale |       |          |
| 1968  | Non qualifiés       | 1996 | Quart de finale | 2024     | Demi-finale        |       |          |
| 1972  | Non qualifiés       | 2000 | Demi-finale     | 2028     | À venir            |       |          |
| 1976  | Demi-finale (3e)    | 2004 | Demi-finale     | 2032     | À venir            |       |          |
| 1980  | 1er tour            | 2008 | Quart de finale |          |                    |       |          |
| 1984  | Non qualifiés       | 2012 | 1er tour        |          |                    |       |          |

| Phase finale | Phase finale                            | Phase finale                            | Phase finale                            | Phase finale                            | Phase finale                            | Phase finale                            | Phase finale                            | Phase finale                            | Phase finale                            | Phase qualificative | Phase qualificative | Phase qualificative | Phase qualificative | Phase qualificative | Phase qualificative | Phase qualificative | Phase qualificative |
| Année        | Stade                                   | Position                                | J                                       | G                                       | N                                       | P                                       | bp                                      | bc                                      | Diff.                                   | Position            | J                   | G                   | N                   | P                   | bp                  | bc                  | Diff.               |
| ------------ | --------------------------------------- | --------------------------------------- | --------------------------------------- | --------------------------------------- | --------------------------------------- | --------------------------------------- | --------------------------------------- | --------------------------------------- | --------------------------------------- | ------------------- | ------------------- | ------------------- | ------------------- | ------------------- | ------------------- | ------------------- | ------------------- |
| 1960         | Non inscrits                            | Non inscrits                            | Non inscrits                            | Non inscrits                            | Non inscrits                            | Non inscrits                            | Non inscrits                            | Non inscrits                            | Non inscrits                            | Non inscrits        | Non inscrits        | Non inscrits        | Non inscrits        | Non inscrits        | Non inscrits        | Non inscrits        | Non inscrits        |
| 1964         | Huitième de finale (hors tournoi final) | Huitième de finale (hors tournoi final) | Huitième de finale (hors tournoi final) | Huitième de finale (hors tournoi final) | Huitième de finale (hors tournoi final) | Huitième de finale (hors tournoi final) | Huitième de finale (hors tournoi final) | Huitième de finale (hors tournoi final) | Huitième de finale (hors tournoi final) |                     | 4                   | 1                   | 2                   | 1                   | 6                   | 5                   | +1                  |
| 1968         | Non qualifiés                           | Non qualifiés                           | Non qualifiés                           | Non qualifiés                           | Non qualifiés                           | Non qualifiés                           | Non qualifiés                           | Non qualifiés                           | Non qualifiés                           | 3/4                 | 6                   | 2                   | 1                   | 3                   | 11                  | 11                  | 0                   |
| 1972         | Non qualifiés                           | Non qualifiés                           | Non qualifiés                           | Non qualifiés                           | Non qualifiés                           | Non qualifiés                           | Non qualifiés                           | Non qualifiés                           | Non qualifiés                           | 2/4                 | 6                   | 3                   | 1                   | 2                   | 18                  | 6                   | +12                 |
| 1976         | Demi-finale                             | 3e                                      | 2                                       | 1                                       | 0                                       | 1                                       | 4                                       | 5                                       | -1                                      | 1/4                 | 8                   | 6                   | 0                   | 2                   | 21                  | 9                   | +12                 |
| 1980         | 1er tour (1/4 f.)                       | 5e                                      | 3                                       | 1                                       | 1                                       | 1                                       | 4                                       | 4                                       | 0                                       | 1/5                 | 8                   | 6                   | 1                   | 1                   | 20                  | 6                   | +14                 |
| 1984         | Non qualifiés                           | Non qualifiés                           | Non qualifiés                           | Non qualifiés                           | Non qualifiés                           | Non qualifiés                           | Non qualifiés                           | Non qualifiés                           | Non qualifiés                           | 2/5                 | 8                   | 6                   | 1                   | 1                   | 22                  | 6                   | +16                 |
| 1988         | Vainqueurs                              | 1er                                     | 5                                       | 4                                       | 0                                       | 1                                       | 8                                       | 3                                       | +5                                      | 1/5                 | 8                   | 6                   | 2                   | 0                   | 15                  | 1                   | +14                 |
| 1992         | Demi-finale                             | 4e                                      | 4                                       | 2                                       | 2                                       | 0                                       | 6                                       | 3                                       | +3                                      | 1/5                 | 8                   | 6                   | 1                   | 1                   | 17                  | 2                   | +15                 |
| 1996         | Quart de finale                         | 8e                                      | 4                                       | 1                                       | 2                                       | 1                                       | 3                                       | 4                                       | -1                                      | 2/6                 | 11                  | 7                   | 2                   | 2                   | 25                  | 5                   | +20                 |
| 2000         | Demi-finale                             | 4e                                      | 5                                       | 4                                       | 1                                       | 0                                       | 13                                      | 3                                       | +10                                     | Qualifiés d'office  | Qualifiés d'office  | Qualifiés d'office  | Qualifiés d'office  | Qualifiés d'office  | Qualifiés d'office  | Qualifiés d'office  | Qualifiés d'office  |
| 2004         | Demi-finale                             | 3e                                      | 5                                       | 1                                       | 2                                       | 2                                       | 7                                       | 6                                       | +1                                      | 2/5                 | 8                   | 6                   | 1                   | 1                   | 20                  | 6                   | +14                 |
| 2008         | Quart de finale                         | 6e                                      | 4                                       | 3                                       | 0                                       | 1                                       | 10                                      | 4                                       | +6                                      | 2/7                 | 12                  | 8                   | 2                   | 2                   | 15                  | 5                   | +10                 |
| 2012         | 1er tour (1/8 f.)                       | 15e                                     | 3                                       | 0                                       | 0                                       | 3                                       | 2                                       | 5                                       | -3                                      | 1/6                 | 10                  | 9                   | 0                   | 1                   | 37                  | 8                   | +29                 |
| 2016         | Non qualifiés                           | Non qualifiés                           | Non qualifiés                           | Non qualifiés                           | Non qualifiés                           | Non qualifiés                           | Non qualifiés                           | Non qualifiés                           | Non qualifiés                           | 4/6                 | 10                  | 4                   | 1                   | 5                   | 17                  | 14                  | +3                  |
| 2020         | Huitième de finale                      |                                         | 4                                       | 3                                       | 0                                       | 1                                       | 8                                       | 4                                       | +4                                      | 2/5                 | 8                   | 6                   | 1                   | 1                   | 24                  | 7                   | +17                 |
| 2024         | 1/2 finale                              |                                         | 6                                       | 3                                       | 1                                       | 2                                       | 10                                      | 7                                       | +3                                      | 2/5                 | 8                   | 6                   | 0                   | 2                   | 17                  | 7                   | +10                 |
| 2028         | À venir                                 |                                         |                                         |                                         |                                         |                                         |                                         |                                         |                                         |                     |                     |                     |                     |                     |                     |                     |                     |
| Total        | Total                                   | Total                                   | 45                                      | 23                                      | 9                                       | 13                                      | 75                                      | 48                                      | +27                                     | Total               | 115                 | 76                  | 15                  | 24                  | 261                 | 91                  | +170                |

### Parcours en Ligue des Nations
| Édition   | Ligue | Phase de Groupe | Phase de Groupe | Phase de Groupe | Phase de Groupe | Phase de Groupe | Phase de Groupe | Phase de Groupe | Phase finale | Phase finale                  | Phase finale                  | Phase finale                  | Phase finale                  | Phase finale                  | Phase finale                  | Phase finale                  |
| Édition   | Ligue | Class.          | J               | G               | N               | P               | bp              | bc              | Pays hôte    | Résultat                      | J                             | G                             | N                             | P                             | bp                            | bc                            |
| --------- | ----- | --------------- | --------------- | --------------- | --------------- | --------------- | --------------- | --------------- | ------------ | ----------------------------- | ----------------------------- | ----------------------------- | ----------------------------- | ----------------------------- | ----------------------------- | ----------------------------- |
| 2018-2019 | A     | 1/3             | 4               | 2               | 1               | 1               | 8               | 4               | 2019         | Finalistes                    | 2                             | 1                             | 0                             | 1                             | 3                             | 2                             |
| 2020-2021 | A     | 2/4             | 6               | 3               | 2               | 1               | 7               | 4               | 2021         | Non qualifiés                 | Non qualifiés                 | Non qualifiés                 | Non qualifiés                 | Non qualifiés                 | Non qualifiés                 | Non qualifiés                 |
| 2022-2023 | A     | 1/4             | 6               | 5               | 1               | 0               | 14              | 6               | 2023         | 4e                            | 2                             | 0                             | 0                             | 2                             | 4                             | 7                             |
| 2024-2025 | A     | 2/4             | 6               | 2               | 3               | 1               | 13              | 7               | 2025         | Non qualifiés (1/4 de finale) | Non qualifiés (1/4 de finale) | Non qualifiés (1/4 de finale) | Non qualifiés (1/4 de finale) | Non qualifiés (1/4 de finale) | Non qualifiés (1/4 de finale) | Non qualifiés (1/4 de finale) |
| Total     | Total | Total           | 22              | 12              | 7               | 3               | 42              | 21              | Total        | Total                         | 4                             | 1                             | 0                             | 3                             | 7                             | 9                             |

### Parcours aux Jeux olympiques

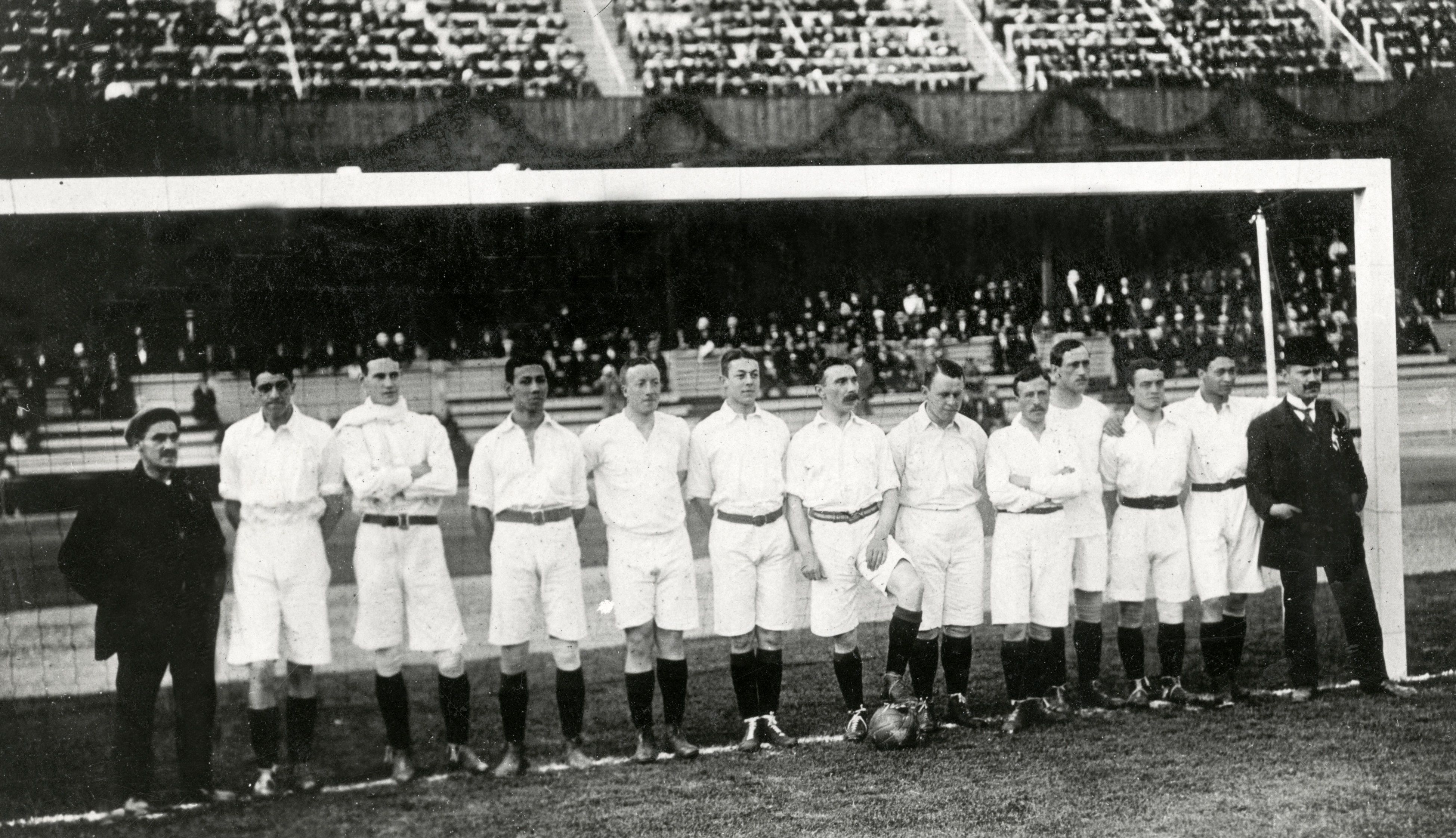
L'équipe néerlandaise pendant les Jeux olympiques en 1912.

L'équipe néerlandaise a participé à huit reprises au tournoi olympique.
| Tournoi olympique | Tournoi olympique     | Tournoi olympique | Tournoi olympique | Tournoi olympique | Tournoi olympique | Tournoi olympique | Tournoi olympique | Tournoi olympique |
| Année             | Résultat              | J                 | G                 | N                 | P                 | BP                | BC                | Diff.             |
| ----------------- | --------------------- | ----------------- | ----------------- | ----------------- | ----------------- | ----------------- | ----------------- | ----------------- |
| 1908              | 3e place              | 2                 | 1                 | 0                 | 1                 | 2                 | 4                 | -2                |
| 1912              | 3e place              | 4                 | 3                 | 0                 | 1                 | 17                | 8                 | +9                |
| 1920              | 3e place              | 4                 | 2                 | 0                 | 2                 | 9                 | 10                | -1                |
| 1924              | 4e place              | 5                 | 2                 | 1                 | 2                 | 11                | 7                 | +4                |
| 1928              | Huitième de finaliste | 1                 | 0                 | 0                 | 1                 | 0                 | 2                 | -2                |
| 1948              | Huitième de finaliste | 2                 | 1                 | 0                 | 1                 | 6                 | 5                 | +1                |
| 1952              | Tour préliminaire     | 1                 | 0                 | 0                 | 1                 | 1                 | 5                 | -4                |
| Total             | Total                 | 19                | 9                 | 1                 | 9                 | 46                | 41                | +5                |

### Palmarès
- Coupe du monde de football
  - Finaliste (3) : 1974, 1978, 2010
  - Demi-finaliste (2) : 1998, 2014
- Championnat d'Europe de football
  - Champion (1) : 1988
  - Demi-finaliste (5) : 1976, 1992, 2000, 2004, 2024
- Ligue des nations de l'UEFA
  - Finaliste (1) : 2019
- Jeux olympiques
  - Demi-finaliste (4) : 1908, 1912, 1920, 1924

## Statistiques

### Nations rencontrées
| Adversaire           | Total | Victoires | Matchs nuls | Défaites |
| -------------------- | ----- | --------- | ----------- | -------- |
| Belgique             | 129   | 57        | 31          | 41       |
| Allemagne            | 48    | 12        | 18          | 18       |
| Suisse               | 33    | 15        | 3           | 15       |
| Danemark             | 32    | 13        | 10          | 9        |
| France               | 31    | 11        | 5           | 15       |
| République d'Irlande | 25    | 13        | 5           | 7        |
| Suède                | 25    | 11        | 6           | 8        |
| Italie               | 24    | 3         | 10          | 11       |
| Angleterre           | 23    | 7         | 9           | 7        |
| Norvège              | 22    | 10        | 7           | 5        |
| Autriche             | 21    | 10        | 4           | 7        |
| Écosse               | 21    | 10        | 5           | 6        |
| Pologne              | 20    | 10        | 7           | 3        |
| Hongrie              | 19    | 11        | 3           | 5        |
| Luxembourg           | 18    | 15        | 1           | 2        |

Les quatorze équipes nationales affrontées à plus de 18 reprises sont toutes affiliées à l'UEFA. Les premiers pays d'autres confédérations sont le Brésil (13 matchs), l'Argentine (10 matchs) et le Mexique (9 matchs). À noter le parcours parfait réalisé contre les Gallois (10 matchs pour autant de victoires) et les Chypriotes (9 matchs pour autant de victoires).

### Rivalités
Une rivalité footballistique particulière, parfois baptisée « derby des Plats Pays », existe entre la Belgique et les Pays-Bas. Les deux voisins se sont rencontrés à 129 reprises, un record pour chacune des deux équipes nationales. La grande majorité des rencontres sont des matchs amicaux, surtout avant les années 1970. Cette rivalité sur le terrain n'empêche pas la Belgique et les Pays-Bas d'organiser ensemble l'Euro 2000 et de présenter une candidature conjointe pour l'organisation de la Coupe du monde 2018.
La rivalité footballistique entre l'Allemagne et les Pays-Bas est l'une des plus anciennes au niveau international. À partir de 1974, lorsque les Néerlandais perdent la finale de la Coupe du monde en Allemagne de l'Ouest (faisant ressortir côté néerlandais un antigermanisme profond en raison de l'occupation allemande des Pays-Bas pendant la Seconde Guerre mondiale), les confrontations entre les deux nations sont devenues l'une des rivalités internationales de football les plus connues dans le monde.

« Je me foutais du score. 1-0 était suffisant, tant que nous pourrions les humilier. Je les hais. Ils ont assassiné ma famille. Mon père, ma sœur, deux de mes frères. Chaque fois que j'ai été confronté à l'Allemagne, j'ai été rempli d'angoisse. »

— Wim van Hanegem

### Records
En termes de résultats records, la plus large victoire des Pays-Bas l'est sur le score de 11-0 contre Saint-Marin à Eindhoven en éliminatoires de l'Euro 2012 le 2 septembre 2011. Leur plus large défaite est enregistrée lors d'un match amical sur le score de 2-12 face à l'Angleterre amateur le 21 décembre 1907 à Darlington. Ce revers constitue aussi le record de buts lors d'un match de l'équipe des Pays-Bas, devançant une spectaculaire défaite en match amical contre la Belgique (6-7) le 25 novembre 1951 à Rotterdam.
Le plus jeune joueur sélectionné et buteur en équipe des Pays-Bas est l'attaquant Jan van Breda Kolff, qui foule la pelouse et score face à la Belgique le 2 avril 1911 à l'âge de 17 ans et 74 jours. Le joueur le plus âgé est Sander Boschker qui garde le but néerlandais le 1er juin 2010 face au Ghana à l'âge de 39 ans et 224 jours. Le joueur néerlandais ayant la plus longue carrière internationale est Abe Lenstra avec 19 ans et 19 jours entre 1940 et 1959. Lenstra est également le plus vieux buteur sous le maillot orange à 38 ans et 143 jours face à la Belgique le 19 avril 1959.
Le premier résultat nul de l'histoire de l'équipe nationale néerlandaise est le 28e match international officiel contre l'Allemagne (5-5). Trois des 27 matchs précédents se terminent à égalité après 90 minutes, dont le tout premier, mais ces trois matchs désignent un vainqueur en prolongation puisqu'ils sont joués dans le cadre de la Coupe van den Abeele. L'Allemagne est également l'adversaire lors du premier match nul et vierge de l'équipe nationale néerlandaise, pour son 64e match. Les Oranjes n'ont jamais perdu un match par plus d'un but d'écart après 90 minutes en phase finale de la Coupe du monde. Deux matchs, en 1938 contre la Tchécoslovaquie (0-3) et en 1978 contre l'Argentine (1-3), sont perdus par une marge plus grande, mais ces deux matchs sont allés en prolongation. Les Pays-Bas n'ont jamais été éliminés en phase de groupes d'une phase finale de la Coupe du monde. Aucune des équipes nationales championnes du monde ne peut en dire autant,. Entre 1974 et 1994, les Pays-Bas sont éliminés de toutes les phases finales de compétition majeure (Coupe du monde et Championnat d'Europe) auxquelles ils participent par les futurs vainqueurs, la seule exception étant le Championnat d'Europe 1988 qu'ils remportent. Pendant cette période, les Pays-Bas ne réussissent pas à se qualifier pour trois phases finales de suite (les Coupes du monde 1982 et 1986 et le Championnat d'Europe 1984). Concernant les deux Coupes du monde, les équipes les éliminant (respectivement la France et la Belgique) atteignent les demi-finales du tournoi principal tandis que l'équipe leur barrant la route du Championnat d'Europe 1984 (l'Espagne) est finaliste de la compétition. Les Pays-Bas établissent une série de 25 matchs sans défaite, dont dix victoires consécutives, entre septembre 2008 et juillet 2010. Cette série comprend 14 matchs de la Coupe du monde 2010 (qualification et tour final), que les Pays-Bas gagnent tous dans le temps réglementaire. Ces trois séries se terminent à la fin de la deuxième période de prolongation de la finale de la Coupe du monde 2010.

### Classements FIFA
| Année                | 1993 | 1994 | 1995 | 1996 | 1997 | 1998 | 1999 | 2000 | 2001 | 2002 | 2003 | 2004 | 2005 | 2006 | 2007 |
| -------------------- | ---- | ---- | ---- | ---- | ---- | ---- | ---- | ---- | ---- | ---- | ---- | ---- | ---- | ---- | ---- |
| Classement mondial   | 7    | 6    | 6    | 9    | 22   | 11   | 19   | 8    | 8    | 6    | 4    | 6    | 3    | 7    | 9    |
| Classement en Europe | 6    | 5    | 5    | 7    | 14   | 8    | 15   | 6    | 5    | 4    | 3    | 4    | 2    | 5    | 7    |

| Année                | 2008 | 2009 | 2010 | 2011 | 2012 | 2013 | 2014 | 2015 | 2016 | 2017 | 2018 | 2019 | 2020 | 2021 | 2022 |
| -------------------- | ---- | ---- | ---- | ---- | ---- | ---- | ---- | ---- | ---- | ---- | ---- | ---- | ---- | ---- | ---- |
| Classement mondial   | 3    | 3    | 2    | 2    | 8    | 9    | 5    | 14   | 22   | 20   | 14   | 14   | 14   | 10   | 6    |
| Classement en Europe | 3    | 2    | 2    | 2    | 6    | 6    | 3    | 8    | 13   | 14   | 10   | 9    | 10   | 8    | 4    |

| Classement mondial   | 6 | 7 |
| Classement en Europe | 4 | 5 |

| Légende du classement mondial : Légende du classement UEFA : | - de 1 à 3 - de 1 à 3 | - de 4 à 14 - de 4 à 9 | - de 15 à 209 - de 10 à 54 |